# Carlo Ancelotti
Carlo Michelangelo Ancelotti Cavaliere OMRI, Ufficiale OSI (Reggiolo, 10 de junho de 1959) é um treinador e ex-futebolista italiano que atuava como volante. Treina a Seleção Brasileira desde 2025. 
Em 2019, foi nomeado um dos 10 maiores treinadores da história do futebol, em lista divulgada pela France Football.
Em 2022, tornou-se o treinador com mais conquistas em torneios interclubes da UEFA (oito conquistas), e também o treinador com o maior número de conquistas da Liga dos Campeões da UEFA (cinco vezes). Somando-se estas cinco conquistas da Champions como treinador, aos dois títulos conquistados enquanto era jogador, Ancelotti superou Francisco Gento (que conquistou a competição por seis vezes como jogador) como o maior vencedor da Liga dos Campeões.

## Carreira como jogador

### Parma
Jogador com qualidade no passe e boa saída de bola, Ancelotti começou sua carreira em 1976, no Parma. Ele realizou sua estreia profissional na Serie C durante a temporada 1976–77, aos 18 anos de idade. Sob o comando do técnico Cesare Maldini, era frequentemente escalado como um meia-ofensivo, atuando atrás dos atacantes, ou até mesmo como um segundo atacante, devido à sua habilidade de marcar gols.
Carletto destacou-se nesses papeis e ajudou o Parma a conquistar o segundo lugar no girone A da Serie C1 durante a temporada 1978–79, o que garantiu à equipe uma vaga nos playoffs da Serie B. No jogo decisivo em Vicenza, contra a Triestina, Ancelotti marcou dois gols quando o placar estava empatado em 1–1, o que deu ao Parma uma vitória por 3–1 e assegurou sua vaga na Serie B na temporada seguinte.
Em 11 de outubro de 2023, ao receber o título de Mestrado Honorário em Ciências e Técnicas de Atividades Motoras, o ex-jogador, em seu discurso, resgatou uma matéria de jornal que citava o jogo em questão:
| “ | 17 de junho em Vicenza, Parma – joga-se Triestina, um play-off para promoção à Série B. Carlo Ancelotti é o protagonista absoluto. Sua cobrança de falta, que selou definitivamente o resultado do primeiro tempo da prorrogação, é digna de uma antologia, nada menos que esplêndida. | ” |

Depois de destacar-se com a camisa do Parma, o jogador chamou a atenção de tradicionais equipes da Itália como a Internazionale. Apesar de ter recebido proposta do clube de Milão, a equipe da Capital Italiana havia mostrado número melhores ao clube de Parma e o negócio foi fechado no início da temporada 1979–80.
Nils Liedholm, treinador sueco, descobriu o jogador enquanto este ainda estava sob contrato com o Parma. O ex-jogador havia acabado de concluir seu retorno ao comando da Roma e pediu para que Luciano Tessari, outro técnico, opinasse sobre o meio-campista:
| “ | Ancelotti lotava o campo jogando no meio-campo, ele estava sempre lá. Ele se antecipava. Eu pensava: 'o garoto é inteligente'. Quando Liedholm me pediu uma opinião sobre ele, respondi: 'Mas, Mister, se dependesse de mim, eu o levaria com certeza. Aliás, se eu tivesse dinheiro, eu mesmo o levaria. | ” |

### Roma
Em 1979 transferiu-se para a Roma, onde viveu seu auge, formou uma grande dupla ao lado de Falcão e conquistou uma Serie A (Campeonato Italiano) e quatro Copas da Itália.

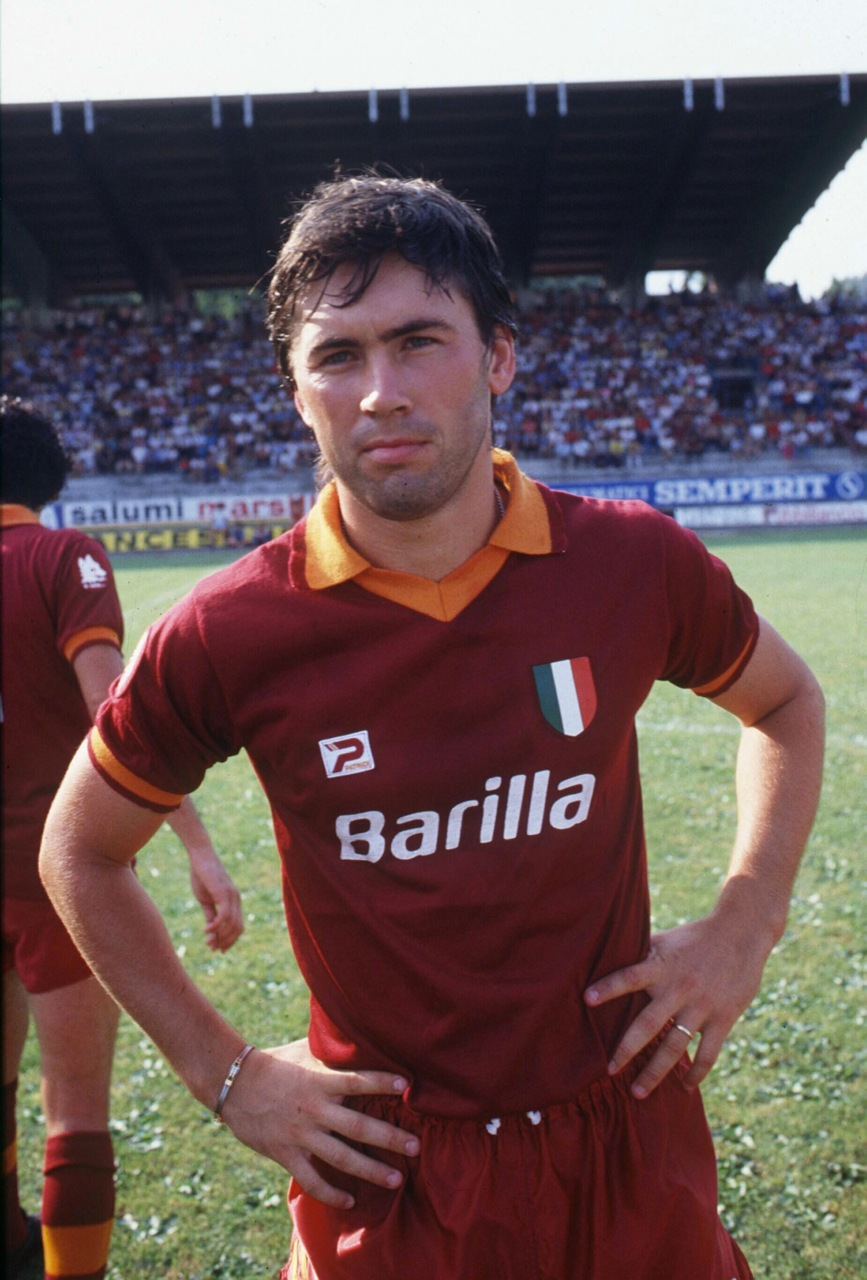
Ancelotti na temporada 1983–84 pela Roma.

Com o elenco Giallorossi, Ancelotti tivera seus primeiros grandes momentos na Elite do Futebol. Em 1981, apenas dois anos após sua chegada, integrou pela primeira vez a Seleção Italiana e garantiria, pela segunda vez consecutiva, o título de Campeão da Coppa Italia.
Apesar dos bons momentos, em especial a grande conquista do Campeonato Italiano de 1982–83 – esta que ele chamou de "minha primeira grande vitória", Carletto também tivera de amargar lesões que o deixaria de momentos importantes daquela década. Em 1981, sofreu uma lesão no menisco que o deixaria de fora dos gramados até o ano seguinte, onde venceu o Scudetto, mas ficando de fora do tricampeonato na Copa do Mundo FIFA de 1982. Entretanto, em 1983, tivera mais uma séria injúria no mesmo local que o impediria de disputar a final da Taça dos Campeões Europeus contra o Liverpool – vencida pelos ingleses nas penalidades.
Recuperado, Carlo não foi mais acometido por tais problemas, e voltou a conquistar mais dois troféus de Coppa Itália até deixar a equipe em 1987.
Ancelotti foi condecorado ao integrar no Hall da Fama da Roma em 2014. Agradecido pela homenagem, o ex-capitão da equipe agradeceu ao prêmio, afirmando estar "honrado" com o reconhecimento:
| “                                          | Sinto-me honrado e orgulhoso por ter sido incluído no Hall da Fama da AS Roma. um clube e um ambiente que guardo e sempre guardarei no coração. Um sincero agradecimento a todos os torcedores e treinadores que pensaram em mim e que ainda se lembram de mim com carinho. Um abraço. | ” |
| — Ancelotti sobre figurar no Hall da Fama. | |   |

Após muitos anos, Ancelotti decidiu escrever sua autobiografia Preferisco la Coppa, e por lá fizera um comentário sobre sua passagem gloriosa na Roma:
| “                                 | Roma, cidade louca, capital do meu coração. Não sei nada sobre Milão, tudo sobre Roma. Aprendi a vencer lá, mesmo que minha relação desencantada com os acontecimentos belos seja estranha: lembro-me pouco deles. No futebol, como na vida – mesmo na privada – as decepções acompanham mais, mas eu realmente não quero falar sobre elas. O Scudetto de 1983 foi minha primeira vitória. | ” |
| — Ancelotti em sua autobiografia. | |   |

### Milan
Após seus anos na Roma, Arrigo Sacchi se interessou pelo atleta e o chamou para integrar o Milan na época 1987–88. Rapidamente o médio sentiu a diferença nos treinamentos e afirmou que Sacchi "mudou a metodologia". Ele também chegou a afirmar que ele era um marciano e que havia aprendido a jogar em equipe. Ademais, afirmou que ele tinha força de inovar neste jogo.
| “ | Sacchi mudou a metodologia. Antes dos aquecimentos e jogos, vieram a posse de bola, a tática, a força e a aeróbica. Minha mãe nem me reconhecia mais, eu tinha perdido muito peso! Sacchi era exigente, mas adorava o confronto. Ele também discutia com van Basten, mas não se irritava. | ” |

Munido de um elenco lendário, como Franco Baresi, Paolo Maldini e Ruud Gullit, o Milan atuou de maneira consistente na Série A de 1987–88 e liderou a tabela na reta final do Campeonato e concluiu a edição com o título nacional – o primeiro de Carlo com a equipe Rossonera.

Ancelotti fizera dupla com Frank Rijkaard na final da Taça dos Campeões em 1989.

Na segunda temporada, o jogador comemorou mais um título ao derrotarem a Unione Calcio Sampdoria na Supercopa da Itália. Apesar de não terem conquistado novamente troféus em solo italiano, Carletto finalmente vencera sua primeira Taça dos Campeões ao bater o Steaua Bucareste na decisão por 4–0.
Na semifinal, fizera seu único gol na edição ao abrir o placar na goleada de 5–0 contra o Real Madrid no Estádio Giuseppe Meazza.
Ainda em 1989, entrou em campo durante 100% do tempo na vitória diante o Atlético Nacional por 1–0 na prorrogação da Copa Europeia/Sul-Americana de 1989.
Na temporada de 1989–90, Ancelotti viveu um período cheio de finais, mas deixou de participar de alguns momentos importantes. Inicialmente, fico de fora do jogo diante o Barcelona na conquista da Supercopa Europeia de 1989. Também deixou de participar da final da Copa da Itália em 1990 quando perderam para Juventus por ter sofrido uma lesão no joelho na Taça dos Campeões; perdeu a reta final da Série A onde o clube acumulou resultados negativos e perdeu a liderança nos últimos jogos; e ainda esteve lesionado na disputa da Copa Europeia/Sul-Americana de 1990, mas ali o Milan conseguiu o título vencendo o Olímpia por 3–0.

Mesmo retornando de lesão, Ancelotti foi titular na final da Taça dos Campeões em 1990.

Recuperado da injúria, Carletto retornou aos gramados para disputar a final da Taça dos Clubes Campeões Europeus de 1989–90. Por lá, disputou a decisão por 74 minutos e comemorou o bicampeonato continental após derrotar o Benfica por 1–0.
Entre os biênios de 1990–91, Carlo venceu apenas a Supercopa Europeia de 1990 contra a Sampdoria. Nesse período, passou a abdicar de alguns jogos por conta de lesões – algo que seria ainda mais acentuado na época posterior. Arrigo tratou de poupar o craque em alguns jogos para colocar Alberico Evani, Frank Rijkaard e Roberto Donadoni ocupando a faixa de campo quando necessário.
Então, na época que marcaria sua despedida dos gramados, voltou a comemorar a Série A em 1992. Apesar do título, Ancelotti tivera muitas dificuldades em seguir jogando regularmente nesse período. Entre lesões e opção do comandante Fabio Capello, o médio de 32 anos decidiu que abdicaria do restante de sua carreira após aquela época.
Mesmo tendo sido o último treinador de Ancelotti, Fabio tratou de elogiar muito o compatriota, ainda que as lesões tivessem impedido jogos regulares:
| “                                      | Ele (Ancelotti) estava no final de carreira, com os joelhos em pedaços, mas quando entrava em campo, você podia ver a qualidade de entender o que precisava ser feito em campo. 'Venha aqui, você está em uma posição ruim, tome cuidado', essas coisas muitas vezes não são pensadas. Carlo apresentava um nível muito dinâmico nas partidas, ele dirigia uma orquestra, tanto com a bola quanto com as palavras. | ” |
| — Fabio Capello sobre Carlo Ancelotti. | |   |

Encerrou a carreira como jogador no dia 19 de maio de 1992, aos 32 anos, em um amistoso contra a Seleção Brasileira realizado no San Siro. Na ocasião, o Milan perdeu para o Brasil por 1–0, com gol de Careca.

### Seleção Italiana

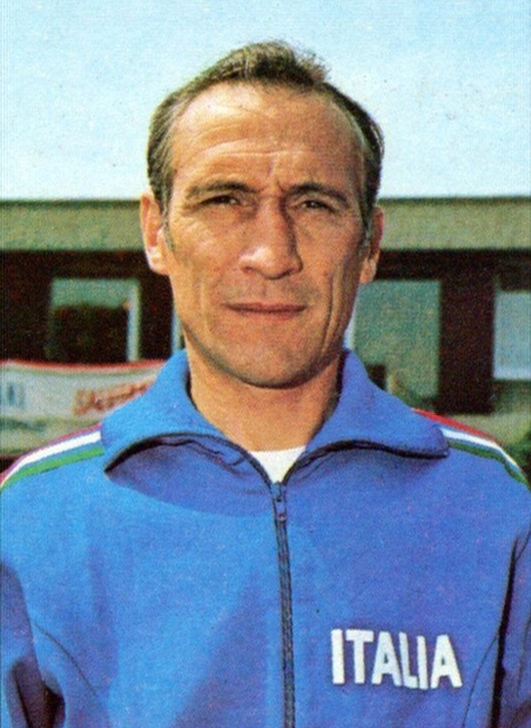
Bearzot foi o primeiro treinador a convocá-lo à Seleção Italiana.

Carletto começou sua carreira na Seleção Italiana de Futebol em 1981, aos 19 anos, enquanto ainda performava com a camisa da Roma; na ocasião foi chamado por Enzo Bearzot. Seu primeiro jogo aconteceu em janeiro e o atleta foi titular contra os Países Baixos em um amistoso. Já no debut, acertou um chute de longa distância aos sete minutos de jogo e abriu o placar no empate por 1–1.
O jogador passou a ser chamado nos demais jogos, mas deixou de participar da Copa do Mundo FIFA de 1982, vencida pelos italianos, por conta de uma lesão sofrida ainda sob contrato com a Roma. Outros problemas físicos fizeram com que o jogador não estivesse no elenco dos próximos anos, mas voltou a atuar pela equipe nos últimos amistoso de 1986 – o que o fizera constar na lista de convocados à Copa do Mundo FIFA de 1986. Apesar disso, Enzo não o colocou em nenhum jogo da competição e Carlo contemplou a eliminação da Itália perante a França de Michel Platini nas oitavas de final.
Eventualmente, o jogador retornou aos gramados pela Itália durante as Eliminatórias da Euro e participou da edição de 1988 sendo titular em todos os quatro jogos da Azurra na competição. Em seu segundo jogo, na primeira vitória dos italianos, Carletto deu uma assistência para Gianluca Vialli abrir o placar aos 73 minutos diante a Espanha e dar números finais ao jogo. No futuro, Ancelotti seria eliminado nas semifinais diante a Seleção Soviética de Futebol.
Em 1990, o italiano faria um de seus últimos jogos pela Azurra. Atuando pelo Milan, ele integrou o elenco de Azeglio Vicini para Copa do Mundo e novamente viu a equipe rumar à semifinal, mas fazendo apenas dois jogos – pois havia se lesionado no jogo inaugural – até a eliminação da equipe diante a Argentina de Diego Maradona nas penalidades. Após ficar de fora deste jogo, Carletto retornou para disputa de 3º lugar e contemplou Roberto Baggio e Salvatore Schillaci fazerem os gols na vitória por 2–1 diante a Inglaterra de Gary Lineker.
Carlo deixou de atuar com frequência pela Seleção a partir deste período. No entanto, fizera seu 26º, e último, jogo nas Eliminatórias da Eurocopa um ano depois. Na ocasião, foi titular em um empate por 1–1 contra a Noruega.

## Carreira como treinador

### Auxiliar técnico na Seleção Italiana

Os times escalados para final da Copa do Mundo de 1994.

Após concluir sua carreira como jogador, Carlo Ancelotti assumiu o posto de Auxiliar de Arrigo Sacchi na Seleção Italiana em 1992. Ambos ficaram no cargo até 1995. Nesse período, os dois levaram a Azzurra à Final da Copa do Mundo FIFA de 1994, mas contemplaram Roberto Baggio errar o pênalti final e garantir o tetracampeonato ao Brasil.
Na Seleção Italiana, Ancelotti e Sacchi decidiram por convocar alguns jogadores com quem já haviam trabalhado anteriormente no Milan. No esquadrão titular da decisão, Paolo Maldini, Franco Baresi e Roberto Donadoni iniciaram o jogo em busca do tetra.
Em 2016, Carlo disse que um retorno à Seleção Italiana "seria ótimo". Ainda na entrevista, dissera que trabalhar com Arrigo em 1994 foi "inesquecível", mas que havia faltado "a cereja do bolo" (título).

### Reggiana
Iniciou sua carreira de treinador no Reggiana, no ano de 1995. Na época, sequer tinha a licença para ser treinador, mas tinha a confiança da diretoria que aceitou o ídolo italiano para comandar a equipe na Segunda Divisão Italiana.
Por lá ficou pouco tempo e tivera um desempenho aquém. Atuando pela Série B de 1995–96, Carletto não venceu nenhum dos cinco jogos disputados na competição – duas derrotas e três empates – e foi eliminado pelo Bologna Football Club 1909 na Coppa Itália por 3–0 nas oitavas de final. Outrora, havia eliminado o Trapani Calcio nas penalidades no jogo de estreia do treinador e o Società Sportiva Calcio Bari por 2–0. Carmelo La Spada, atleta de Ancelotti, foi o primeiro jogador a marcar um tento sob o comando dele. Isto aconteceu no empate por 1–1 diante o Trapani na Coppa.
Carletto permaneceu trouxe ao clube o acesso à Série A. Em apenas uma temporada, concluiu a passagem com 17 vitórias, 14 empates e 10 derrotas em 41 jogos.
Repetindo o esquema que já conhecia com Arrigo, o italiano pôs o time a jogar em um 4-4-2 e aproveitou os gols marcados pelo russo Igor Simutenkov para arrancar pontos em busca da Elite.
Em entrevista no ano de 2024, Ancelotti lembrou-se do começo de sua carreira e afirmou ter tido uma incerteza sobre a continuidade dela em meio a um ambiente com tamanha pressão e resultados igualmente adversos:
| “                                                        | Senti a maior pressão no início da minha carreira, na Segunda Divisão Italiana. Achei muito difícil administrar o estresse lá, a ponto de dizer a um assistente que não chegaria aos (anos) 2000. E aqui estamos em 2024! Continuo. Aos poucos, você se acostuma e entende que a pressão é o combustível para fazer o seu trabalho. | ” |
| — Ancelotti em 2024 sobre seu curto período no Reggiana. | |   |

Ao final da época, foi seduzido pelo projeto da Parmalat e decidiu assinar com o Parma. Assim, concluiu sua passagem pelo clube com 52,8% de aproveitamento.

### Parma

Ancelotti pelo Parma na temporada 1996–97.

Na temporada seguinte foi técnico do Parma e chegou a ser vice-campeão italiano.
No Parma, encontrou um grande elenco. A equipe contratou Hernán Crespo ao ataque na mesma época que Carletto assumiu o elenco. Pietro Strada, ala que havia trabalhado com ele no clube anterior, também foi chamado para integrar o elenco. Na sua segunda temporada, recebeu do time a Camisa 10.
Crespo viria a afirmar que ouvi-lo é uma boa escolha e que Carletto o ensinara a ter uma vida de atleta:
| “                         | Ele me ensinou como um atleta vive, como se alimenta, como dorme. Ele sempre se importou muito com os jovens jogadores. Ouvi-lo é a melhor coisa que um jogador de futebol em início de carreira pode fazer. | ” |
| — Crespo sobre Ancelotti. | |   |

Além deles Dino Baggio, Fabio Cannavaro, Enrico Chiesa e Lilian Thuram performaram ao longo da época. Ademais, foi nessa temporada que Ancelotti utilizou-se de Gianluigi Buffon, que estava nos profissionais há um ano e sem sequência, no esquadrão titular. O guarda-redes viria a dizer que Ancelotti era o treinador a quem ele mais devia:
| “                                               | Carlo Ancelotti é o treinador a quem eu mais devo. Se Nevio Scala teve a ideia maluca de me lançar ao Parma, Carlo foi mais louco. Me colocou como titular à frente de Luca Bucci, meu amigo de Seleção, após cinco ou seis jogos. | ” |
| — Buffon sobre a ousadia de Ancelotti no Parma. | |   |

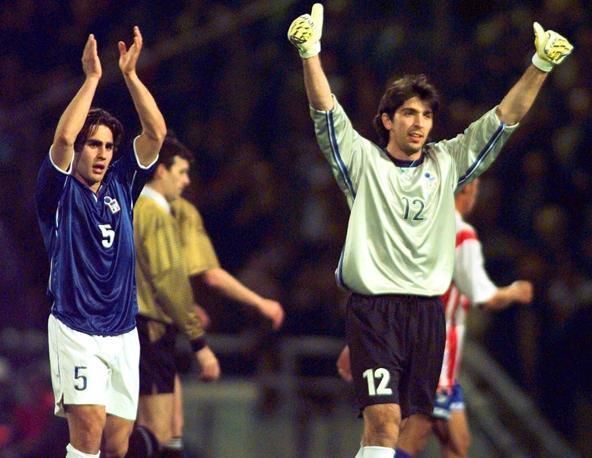
Cannavaro e Buffon pela Seleção Italiana em 1998.

Fabio Cannavaro, zagueiro que viria a vencer Ballon d'Or após o título Mundial de 2006, junto de Buffon, afirmou que aprendeu a Marcação por Zona com Carletto e que por ele foi ensinado ter a correta postura:
| “                            | Eu só estava acostumado à marcação individual, mas graças a ele (Carlo) aprendi os movimentos certos e a postura correta. É difícil parar Carletto quando ele começa a te dar conselhos. | ” |
| — Canavarro sobre Ancelotti. | |   |

Carlo voltou à rigidez do seu 4-4-2 na equipe do Parma e quase alcançou o troféu nacional. A equipe vencera a Juventus no primeiro turno, mas amargaram um empate no segundo e não obteve o Scudetto por apenas três pontos na tabela final.
Eventualmente no ano de 1997, o treinador se arrependeria de não ter feito mudanças na formação por conta de sua intransigência. A equipe tivera chance de obter Roberto Baggio, mas o receio de Ancelotti de transitar por outras táticas impediu-o de aceitar o negócio. Na série A de 1997–98, o atleta jogou pela ponta direita e marcou 23 gols pelo Bologna e foi convocado à Copa do Mundo FIFA de 1998.
| “                                                    | Eu ainda achava que o 4-4-2 era a formação ideal, mas não era. Se eu tivesse uma máquina do tempo, voltaria definitivamente e traria Baggio. Eu estava errado em ser tão intransigente, com o tempo aprendi que a solução para fazer tantos grandes jogadores coexistirem está no final. | ” |
| — Ancelotti sobre importância da modificação tática. | |   |

Futuramente, Ancelotti viria a se destacar por ser um treinador que alternava entre diferentes formações, não se prendendo a uma maneira exclusiva de jogar. Isso fez com que o italiano se tornasse não apenas um técnico singular na maneira de pensar o jogo, mas o deixou como um dos grandes nomes na geração de treinadores.
Nos biênios de 1997 e 1998, Ancelotti classificou a equipe à Fase de Grupos da Liga dos Campeões da UEFA, mas sequer avançou de Fase. Eles não tiveram uma boa época na Série A e alcançaram apenas a 6ª colocação, ficando apenas com vaga na Copa da UEFA. Sua melhor chance ocorreu na Coppa Itália, pois chegaram à semifinal. Contudo, foram derrotados pelo Milan na Regra do gol fora de casa.

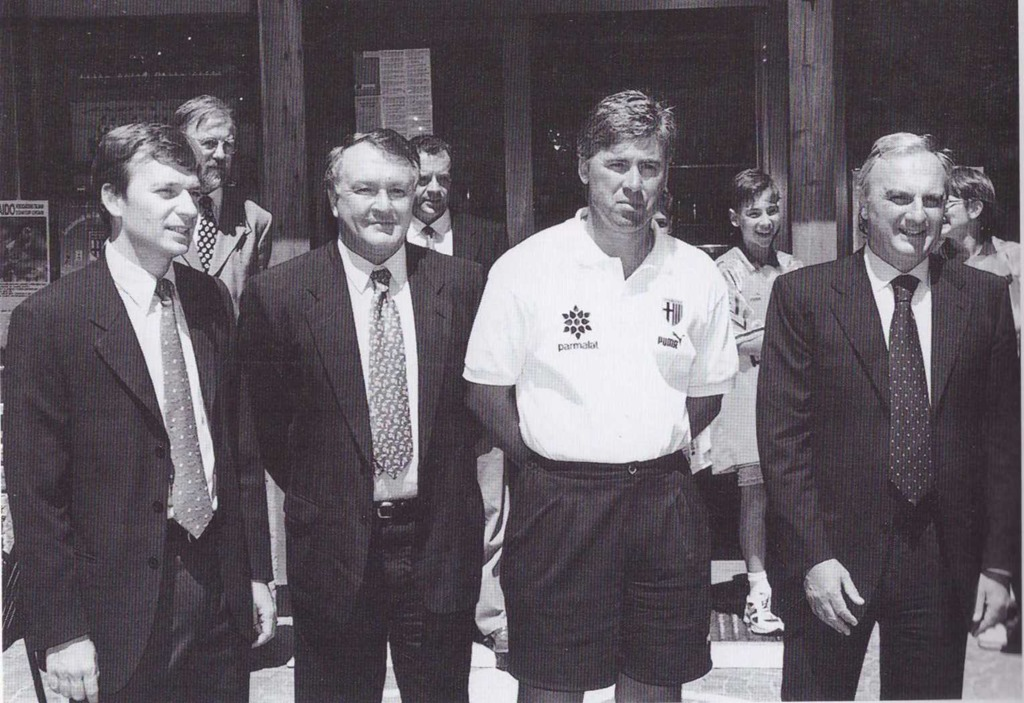
Da esquerda para direita: o presidente Stefano Tanzi, o dirigente Riccardo Sogliano, o treinador Carlo Ancelotti e o "patrão" Calisto Tanzi.

Após o ano menos forte, o Parma decidiu demitir o seu treinador. A não contratação de Roberto Baggio, os maus resultados na Liga dos Campeões e o baixo rendimento na Liga trouxeram insatisfação a Calisto Tanzi; obstinado a elevar o patamar da equipe patrocinada pela Parmalat, Tanzi demitiu o técnico promissor e continuou seu percurso para colocá-los entre os principais times da Itália. Stefano Tanzi também reclamou das partidas do treinador. Em seu mandato, afirmou que não podiam fingir que vencer o campeonato é o suficiente. Também era necessário que fosse jogado um bom futebol.
Dessa forma, Carlo Ancelotti deixou a equipe para que Alberto Malesani assumisse o cargo na sequência. O treinador despediu-se do clube com 87 partidas, 42 vitórias, 23 empates e 22 derrotas – deixando-o com 57,1% de aproveitamento.

### Juventus
E entre 1999 a 2001 treinou a Juventus. Por lá venceu a Copa Intertoto da UEFA de 1999, seu primeiro troféu como treinador.
Sua chegada na Velha Senhora ocorreu na reta final da época 1998–99, logo após Marcello Lippi ser demitido do cargo. A equipe possuía uma pontuação relativamente baixa – o que os deixara no meio de tabela já no segundo turno, mas havia alcançado às quartas de final da Liga dos Campeões da UEFA de 1998–99. Por ali, a equipe eliminara o Olympiacos FC, mas cederia ao talento de Alex Ferguson, o treinador do Manchester United, na semifinal.
Sua estadia na Juventus não foi proveitosa. Além do título em 1999, Ancelotti não acumulou nenhum troféu além, tampouco fizera uma Liga dos Campeões tão próxima do título quanto a de sua estreia. Por lá, de fato, acumulou uma das maiores perdas de título do Campeonato Italiano. Na edição que terminaria em 2000, a Velha Senhora liderou a Série A na reta final e tinha considerável vantagem sobre a Lazio – quem viria a ser a campeã após a rodada 34. A equipe de Carletto passou a oscilar e perder jogos importantes, até que, na última jornada, foram derrotados ao Perugia – enquanto a Lazio sobressaía diante o Reggina – e foram ultrapassados por apenas um ponto após o apito final.
Na temporada de 2000–01 da Série A, voltaram a brigar pelo título, mas a Roma de Fabio Capello mostrou-se mais consistente e os vencera na tabela final por dois pontos de diferença. Ademais, o clube sequer havia obtido vaga às Eliminatórias da Liga dos Campeões, pois ficaram sem pontuação o suficiente já na Fase de Grupos. E em 1999, durante o breve percurso na Copa da UEFA, foram eliminados diante o Celta de Vigo em uma goleada por 4–0 nas Oitavas de Final.
Ao fim da Série A em 2001, Ancelotti foi destituído do cargo após não obter bons resultados nas competições que disputara. Contudo, mesmo com muitos insucessos, o italiano afirmou que sua ida ao clube de Turim foi importante para sua mudança de perfil como treinador por conta do talentoso Meia-atacante, e vencedor da Copa do Mundo de 1998, Zinédine Zidane.
| “ | Naquela época (1999) eu estava convencido de que os jogadores tinham de se adaptar ao sistema e que a prioridade era afinar a defesa. Mas quando cheguei à Juventus mudei de ideia e fiz isso graças ao Zidane. Como eu poderia forçar um talento desses a jogar pela direita ou esquerda num 4-4-2? Não fazia sentido escalá-lo no ataque, então adotei o 4-2-3-2, com Zidane no topo do triângulo do meio-campo. | ” |
| — Ancelotti sobre sua definitiva mudança de formação tática – característica que o acompanharia durante toda a carreira. | |   |

Ao aportar na cidade, encontrou o craque francês motivado a deixar a Itália, mas conseguiu convencê-lo a ficar. A atitude também serviu de aprendizado ao próprio treinador, pois ele percebeu que a comunicação e a flexibilidade com seus atletas é de suma importância para que eles compreendam também as decisões do Mister.
| “                                                                                                | Um treinador deve estar próximo de seus jogadores, deve entendê-los. Posso ter minha própria ideia do jogo, mas são eles que o jogam. Se o relacionamento for bom, os jogadores entenderão tudo perfeitamente; se não for, tudo se torna mais difícil. É preciso saber como comunicar-se, ser aberto, flexível, não rígido. Se você for rígido, os jogadores não se convencerão. | ” |
| — Ancelotti sobre sua relação com os treinadores. Tal lição foi tirada em sua época de Juventus. | |   |

Além de Zidane, Carlo viria a treinar outros futuros grandes técnicos na época em que comandara a Velha Senhora; Antonio Conte e Didier Deschamps também foram seus jogadores, ainda que este último tenha dividido vestiário com ele por apenas alguns meses. Apesar do curto período, Carletto afirmou futuramente que tinha um bom relacionamento com o francês e que o considerava "um bom treinador". Em resposta, o então técnico do Olympique de Marseille também comentara positivamente sobre os jogos sob a tutela do italiano:
| “                                    | Aqueles meses em que trabalhei com Ancelotti foram muito especiais. Ele foi um cara ótimo para trabalhar e estou feliz por vê-lo de novo. | ” |
| — Deschamps sobre Ancelotti em 2010. | |   |

Em 2001, deixou a Juventus após 114 jogos, 63 vitórias, 33 empates e 18 derrotas, ficando assim com 64,9% de aproveitamento. Nesse percurso, vencera a Copa Intertoto de 1999 e o prêmio de Melhor Treinador da Série A na temporada 2000–01.

### Milan
Comandou o Milan de novembro de 2001, quando sucedeu a Fatih Terim, até o fim da temporada de 2008–09. Sua chegada na equipe de Milão também marcou o cumprimento de uma sugestão dada pelo próprio ex-atleta para o presidente Silvio Berlusconi em 1992:
| “                                                                                 | Amistoso Brasil x Milan. Minha partida de despedida do futebol. Dois dias antes eu tinha jogador minha última partida no San Siro: Milan 4-0 Verona, saí do banco no meio do segundo tempo e marquei dois gols. Meus primeiros dois gols na Série A. A nota na Gazzetta: 10. Duas noites depois, no San Siro, havia 60 mil espectadores, apesar da chuva. Antes do jogo, Berlusconi me abraça e aponta para o céu: 'Você viu, Carletto? Aparentemente, alguém lá em cima também foi movido'. Depois do jogo eu vou até ele e digo: 'Quando você precisar de um treinador, eu lhe darei prioridade. | ” |
| — Ancelotti sobre o comentário que fizera para Berlusconi quase uma década antes. | |   |

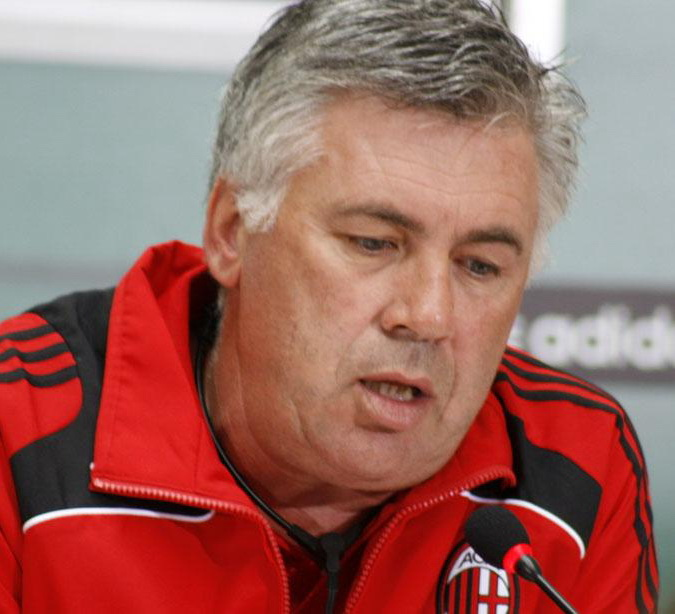
Ancelotti em uma coletiva de imprensa pelo Milan.

Retornando ao Milan pela primeira vez desde sua aposentadoria, o antigo volante reencontrou-se com seu antigo colega de equipe, o já lendário Paolo Maldini agora assumia a braçadeira de capitão da equipe enquanto atuava, essencialmente, como zagueiro dos Rossoneros. No futuro, o treinador viria a dizer que o defensor, com quem dividiu os gramados nos anos 80 e 90, foi um atleta "especial" para ele:
| “                          | Paolo Maldini, sem dúvida, foi um jogador especial para mim. Ele foi meu companheiro de equipe e depois se tornou meu capitão. Ele me ajudou muito no Milan; tínhamos uma relação forte e fantástica. | ” |
| — Ancelotti sobre Maldini. | |   |

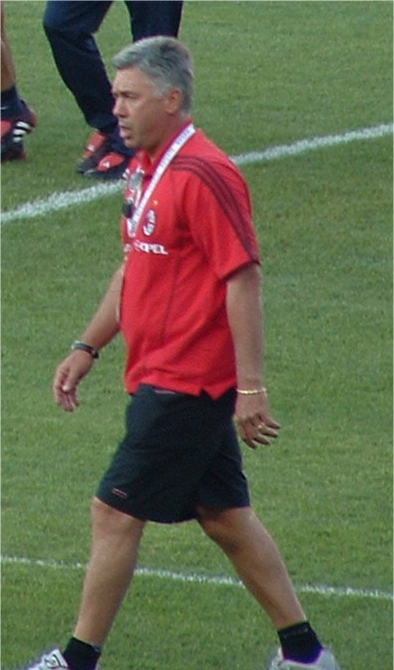
Ancelotti pelo Milan.

Apesar de já ter conhecimento da filosofia de jogo do Milan e de Maldini, Ancelotti não alcançou bons resultados em sua primeira época. A equipe só alcançou 55 pontos, um a mais que o Chievo Verona, e classificou-se à Liga dos Campeões pela última vaga na Itália. Naquele mesmo período, chegou às semifinais da Copa da UEFA e da Coppa Itália, mas foi eliminado, respectivamente, pelo Borussia Dortmund e pela Juventus.
Na época seguinte, contudo, Ancelotti viria a ter sua melhor temporada até aquele momento. Em solo italiano, liderou a Série A até janeiro de 2003, mas eventualmente foi superado pela Juventus e a Internazionale Milano e garantiu apenas a 3ª colocação. Na Coppa Itália, superou todos os adversários e garantiu o título ao derrotar a Roma na decisão. Por fim, viriam a comemorar novamente a Taça ao acertarem mais penalidades que a Velha Senhora na decisão da Liga dos Campeões de 2002–03.
Em 2024, falando de suas memórias à France Football, Carletto afirmou que a decisão europeia é a "primeira vitória que vem à cabeça". Em tal período, a equipe italiana colecionou diversas vitórias – perdendo apenas quatro em 17 jogos – e rumou dos play-offs à final eliminando os rivais Inter e Juventus nas duas últimas Fases restantes.
Na temporada 2003–04, o Milan tornou-se uma sensação europeia. Apesar de não ter repetido os feitos da época anterior, Carlo Ancelotti soube potencializar seus jogadores de tal modo que a nova aquisição Kaká rapidamente firmou-se no time – superando grandes nomes como Rui Costa e seu compatriota Rivaldo – e tornou-se peça-chave na conquista da Série A daquele ano.

Em sua biografia "Liderança Tranquila", Carletto comentou que a passagem de Rivaldo sob o seu comando até a chegada de Kaká foi intensa. O brasileiro Campeão do Mundo em 2002 não concordava com as decisões do treinador italiano de colocá-lo no banco de reservas, tendo, em determinada oportunidade, saído da Concentração por não ser titular em uma partida do Milan. Quando o brasileiro, também pentacampeão, aportou na Itália e apossou-se da titularidade, o pernambucano rescindira seu contrato em janeiro de 2004. No futuro, em entrevista no ano de 2025, Ancelotti revelou que tivera "problemas" com apenas um brasileiro, mas não explicitou o nome do atleta. Apesar da tensão, o ex-meia demonstrou apreço pelo técnico, dizendo, no mesmo ano, que ele era "um dos melhores" e que tinha tido "o privilégio de ser comandado" por Carlo.

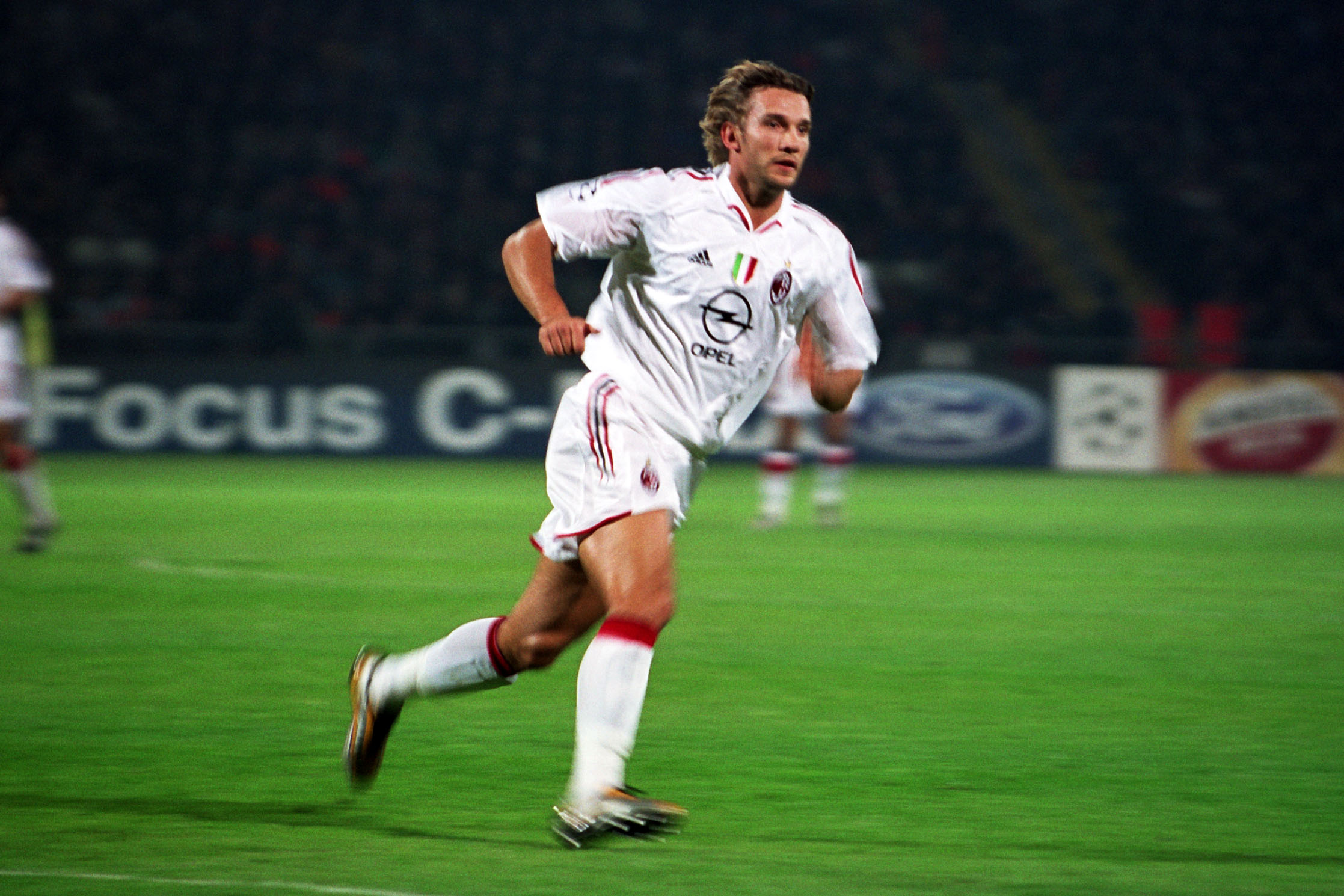
Andriy Shevchenko em 2004.

Outros atletas brasileiros como Cafu, Dida e Serginho também atuaram frequentemente no elenco, mas foi Andriy Shevchenko quem se tornou o verdadeiro grande nome dos Rossoneros. Com 29 gols, e os títulos do Campeonato Italiano, onde foi o Artilheiro com 24 tentos, e da Supercopa da UEFA de 2003, o ucraniano conquistara a Bola de Ouro de 2004.
Ainda que tivesse tido grandes jogadores e performances notórias ao longo da época, além de vencer o prêmio de Melhor Treinador da Série A, Ancelotti tivera um revés improvável. No ano de 2003, em setembro, a equipe rumou ao Japão para disputar a Copa Intercontinental contra o Boca Juniors. Os italianos abriram o placar aos 23 minutos com Jon Dahl Tomasson, mas aos 28 o argentino Matías Donnet deixou o marcador igual até o fim da prorrogação. Desse modo, nas penalidades, o time sul-americano superou os europeus e comemoraram a conquista Mundial. Carlo lamentou a derrota em entrevista e assumiu a responsabilidade pela escolha dos batedores:
| “ | Lamentamos. Chegamos perto desse troféu tão importante. Agora temos o dever de tentar novamente, talvez já no ano que vem. Foi uma partida difícil e equilibrada, e no final foi justo que terminasse nos pênaltis. Mas nós, do Milan, só tocamos como sabemos em algumas partes. Não tenho nada a me criticar, nem nada a criticar os jogadores. Tivemos dificuldades para passar a bola porque o campo estava muito rápido e a defesa do Boca estava bem organizada. Eles jogaram exatamente como queriam, bloqueando e contra-atacando com ataques rápidos. Nunca encontramos muito espaço e quando no segundo tempo da prorrogação Schevchenko teve a chance de marcar, o goleiro adversário fez bem em neutralizá-lo. Penalidades? Eu escolhi quem chutou com base nas qualidades daqueles mais adequados para esse tipo de jogo e assumo total resonsabilidade por isso. Infelizmente o resultado não foi o que esperávamos. | ” |

Os elencos na Final da Liga dos Campeões em 2005.

A temporada 2004–05 reservaria apenas um título ao elenco italiano. Já no começo da época, com um hat-trick do vencedor da Bola de Ouro, a equipe derrotou a Lazio na Supercopa da Itália de 2004 e Carlos conseguiu o último troféu necessário para vencer todos as taças italianas. O restante, no entanto, foram performances menos vitoriosas e a equipe só chegou perto de conquistar a Liga dos Campeões da UEFA de 2004–05.
Na partida que viria a ficar conhecida como O Milagre de Istambul, Maldini e Hernán Crespo levaram o marcador a indicar 3–0 para o clube de Ancelotti contra o Liverpool. No entanto, a equipe de Rafael Benítez fizera um primoroso segundo tempo e empataram a partida aos 60 minutos da etapa complementar. Persistindo o empate na prorrogação, os italianos foram derrotados nas penalidades após os erros de Serginho, Andrea Pirlo e Shevchenko.
A vantagem no placar e mal segundo tempo fez com que fosse circulado entre os adeptos um boato de que o clube italiano havia "comemorado" no intervalo do jogo. Em entrevista, Ancelotti negou a comemoração e afirmou que a lucidez da equipe havia acabado nas penalidades, o que acarretou em sua derrota:
| “                                       | Não comemoramos no intervalo como muitas pessoas alegaram. Falei com os jogadores por 3 a 4 minutos e disse a eles para se manterem concentrados para que jogassem o segundo tempo como o primeiro. Quando chegamos aos pênaltis, no entanto, era impossível vencer. Os jogadores não estavam mais lúcidos, ficavam pensando como era possível ir para os pênaltis depois de jogar tão bem. Não tínhamos mais a mentalidade certa para cobrá-los e é por isso que perdemos. | ” |
| — Ancelotti sobre a derrota na Turquia. | |   |

Após uma modesta temporada de 2005–06, onde a equipe tivera envolvimento com o escândalo Calciopoli e perdeu pontos nesta e na seguinte edição de Liga, o time voltou a ter um grande momento na edição da Liga dos Campeões de 2006–07. Mesmo sem ter o ucraniano Bola de Ouro no elenco, já que este havia sido vendido ao Chelsea antes do início da temporada por 42 milhões de euros, a equipe contou com o sucesso de Pippo Inzaghi para atingir a Decisão da Champions novamente contra o Liverpool de Rafa Benítez.

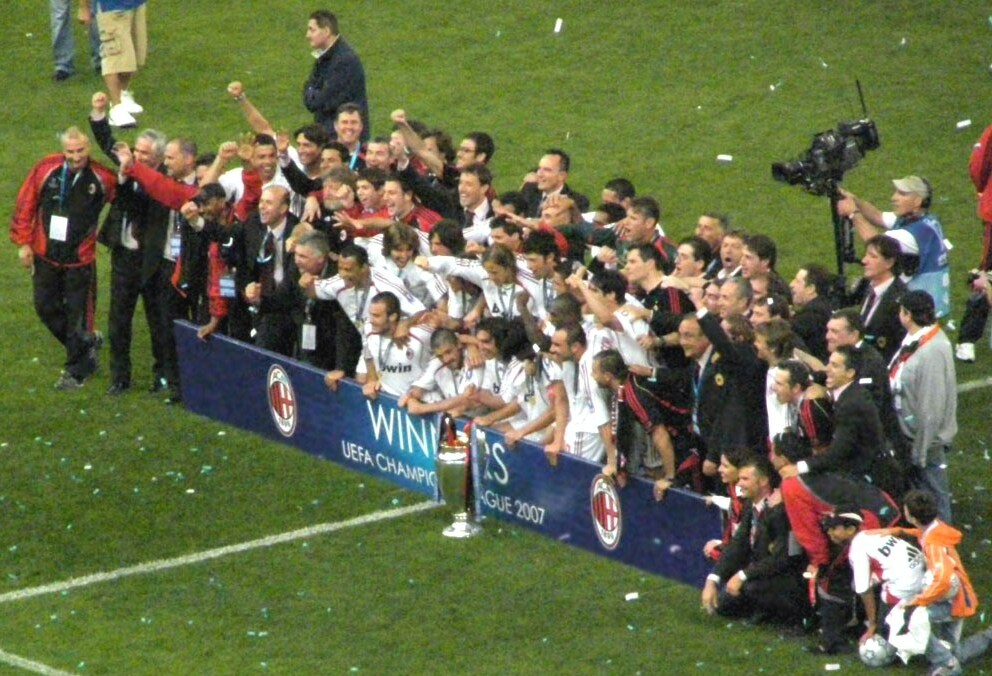
O elenco do Milan Campeão da Liga dos Campeões em 2007.

Agora em Atenas, a equipe italiana voltou a começar o jogo ganhando com Inzaghi marcando dois gols, um aos 45 e outro aos 82. No minuto 89, Dirk Kuyt diminuiu o placar, mas o juíz viera a apitar o fim do jogo quando o marcador ainda indicava a vantagem do Milan. Ancelotti concluiu esta edição tornando-se bicampeão continental e vendo Kaká, a grande joia brasileira, tornar-se o novo Bola de Ouro, em 2007, sob a sua tutela.
O doblete de Inzaghi na final tivera grande influência do próprio Carlo dias antes. O atacante ainda não se sentia preparado para atuar em alguma partida por estar se recuperando de uma lesão. Carletto, no entanto, tinha ciência do talento do irmão de Simone e garantiu a Adriano Galliani, diretor do Milan, que o centroavante marcaria dois gols diante os Reds:
| “                                                    | Na noite anterior à final em Atenas contra o Milan, Inzaghi não conseguia se levantar, então eu disse a Carlo Ancelotti que talvez fosse melhor deixar Gilardino jogar, porque ele era melhor. Ele respondeu: 'Sim, mas Pippo, mesmo que não consiga se levantar, é capaz de marcar dois gols amanhã. No dia seguinte, Inzaghi marcou duas vezes e ganhamos contra o Liverpool. | ” |
| — Adriano Galliani sobre a final contra o Liverpool. | |   |

Pippo, por sua vez, confirmou que Ancelotti o encontrou às vésperas da partida e garantiu que ele entraria em campo na decisão. A escolha do treinador mostrou-se eficaz assim que o centroavante desviou uma bola para dentro do gol após batida de falta de Pirlo e, na reta final do segundo tempo, quando Kaká deu-lhe um passe que fizera com que Inzaghi superasse Pepe Reina e garantisse o título que ele havia perdido anos antes também por lesão.
Kaká venceu a Bola de Ouro de 2007 e se tornou o primeiro atleta a vencer Cristiano Ronaldo e Lionel Messi na disputa deste prêmio. Pelos próximos 11 anos, nenhum jogador jamais conseguiu repetir este feito. Em entrevista, o brasileiro elogiou o comandante e disse que ele era um dos melhores que ele já teve:

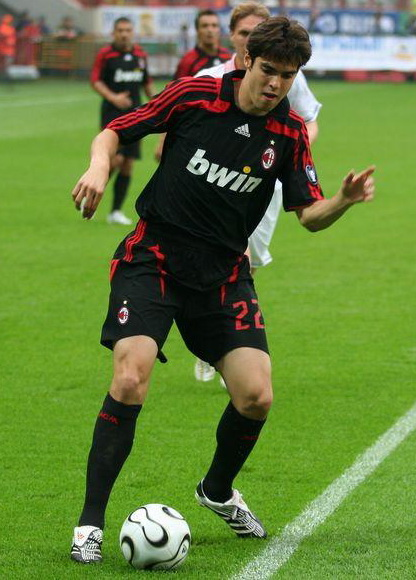
Kaká em 2007.

| “                       | O Ancelotti é um dos melhores treinadores que eu tive. Me fez performar da melhor maneira possível. O que admiro muito nele é a capacidade dele de gerir pessoas, e não só pessoas, são grandes talentos com grandes egos e ele faz essa gestão muito boa. (Quando Kaká foi promovido ao elenco titular) Era um momento difícil, porque ele tinha que lidar com Rui Costa e Rivaldo no banco e colocar um menino que estava chegando. Então é essa gestão de pessoas e talentos que ele é fenomenal. | ” |
| — Kaká sobre Ancelotti. | |   |

Na temporada 2007–08, Carlo voltou a vencer a Supercopa da UEFA ao baterem o Sevilla por 3–1. Então, em dezembro de 2007, retornaram ao Japão para realizar sua segunda "vingança" em competições mundiais. Após vencerem o Urawa Red Diamonds por 1–0 na semifinal, a equipe europeia reencontrou-se com o Boca Juniors e viu o clube argentino empatar o jogo em 1–1 aos 22 minutos do primeiro tempo – apenas um minuto após Pippo abrir o placar. Eventualmente, Alessandro Nesta ampliou, seguido de Kaká e o próprio Inzaghi terminou de fazer os gols do Milan aos 71 minutos. Mesmo que Pablo Ledesma tivesse marcado um tento aos 85, o placar foi encerrado em 4–2 e Ancelotti conquistou o único título que faltava para sua lista já tão grande de troféus.

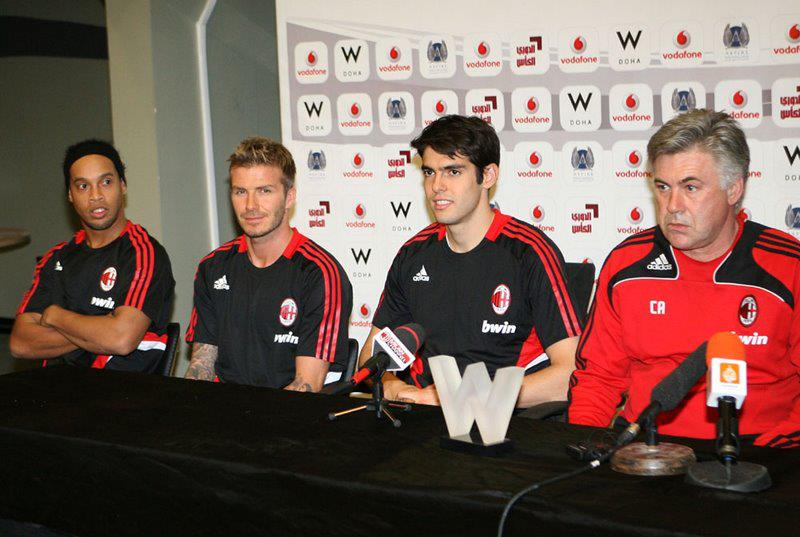
Ronaldinho, Beckham, Kaká e Ancelotti em uma coletiva de imprensa.

Apesar destes grandes momentos, a equipe italiana passou a não ter mais nenhum sucesso. Eliminados rapidamente de todas as competições de mata-mata, onde em ambas pararam nas Oitavas, a equipe também garantiu apenas a 5ª colocação na Série A – ficando de fora da próxima Liga dos Campeões.
Na época 2008–09, Carlo ampliou sua lista de brasileiros no esquadrão, o que também levou o Milan a ser um verdadeiro lar para os nascidos no Brasil, e chamou Alexandre Pato e Ronaldinho Gaúcho para complementarem o time de Milão. David Beckham, um dos grandes nomes do futebol inglês, também aportou na cidade. Apesar dos bons números individuais de ambos, a equipe falhou em obter grandes resultados, mas garantiu-se na próxima Liga dos Campeões ao ficarem em 3º lugar.
Sua permanência na equipe era uma incógnita. Carlo havia negado publicamente sua demissão ainda em 2009, mas, assim que concluiu a última rodada da Série A, afirmou aos público a renúncia de seu cargo. Desse modo, Carletto deixou o Milan após 420 jogos, 238 vitórias 101 empates e 81 derrotas. Em tal período, se tornou o segundo treinador com mais jogos na história do Milan.
Seu legado como treinador e atleta também levou Carlo a integrar o Hall da Fama do Milan. Desse modo, o italiano conseguiu integrar a lista de ídolos de duas grandes equipes da Itália, já que também entrou ao Hall da Roma em 2014.

### Chelsea

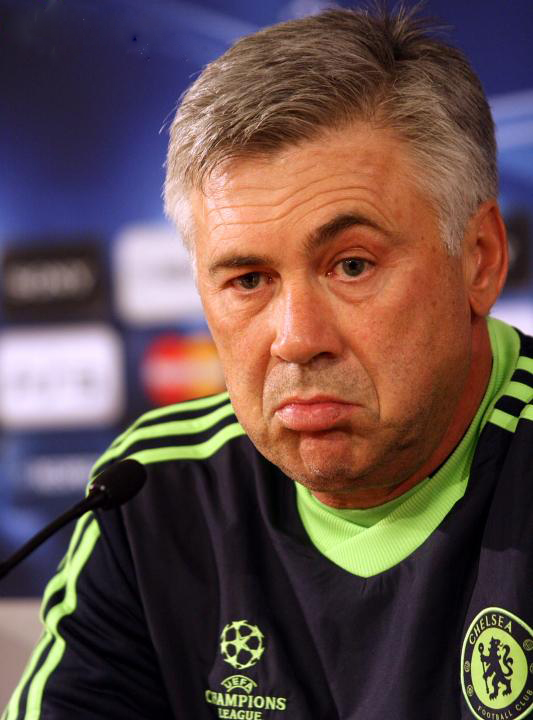
Ancelotti em uma coletiva de imprensa pelo Chelsea em 2010.

Foi para o Chelsea em junho de 2009. Carlo assinou com o clube após a saída de Guus Hiddink, que acumulava os cargos de treinador do time londrino e da Seleção Russa após a demissão de Luiz Felipe Scolari no mesmo ano.
Antes da contratação de Felipão ao time, Roman Abramovich, bilionário sócio do Chelsea, cogitou Ancelotti para assumir o cargo em 2008. No entanto, a inexperiência com o idioma inglês do treinador afastou o filantropo de contratá-lo. Após a demissão do brasileiro, renasceu o interesse da equipe de obtê-lo e Carlo se propôs a fazer um intensivo curso do idioma durante dois dias inteiros nos Países Baixos. Rapidamente o resultado apareceu e o italiano fizera sua primeira entrevista coletiva na Inglaterra na língua local apesar do seu nervosismo.
Ancelotti começou sua carreira em Londres conquistando um troféu na Supercopa da Inglaterra de 2009 após derrotar o Manchester United nas penalidades. A equipe de Sir Alex Ferguson estava criando uma forte hegemonia no futebol inglês, pois haviam vencidos as três últimas edições do Campeonato que o Chelsea tinha conquistado pela última vez em 2006. O duelo entre o escocês e o italiano permaneceu na Premier League de 2009–10 até que Carletto concluiu a Liga com o título e apenas um ponto a mais que os Red Devils (86 aos Blues).

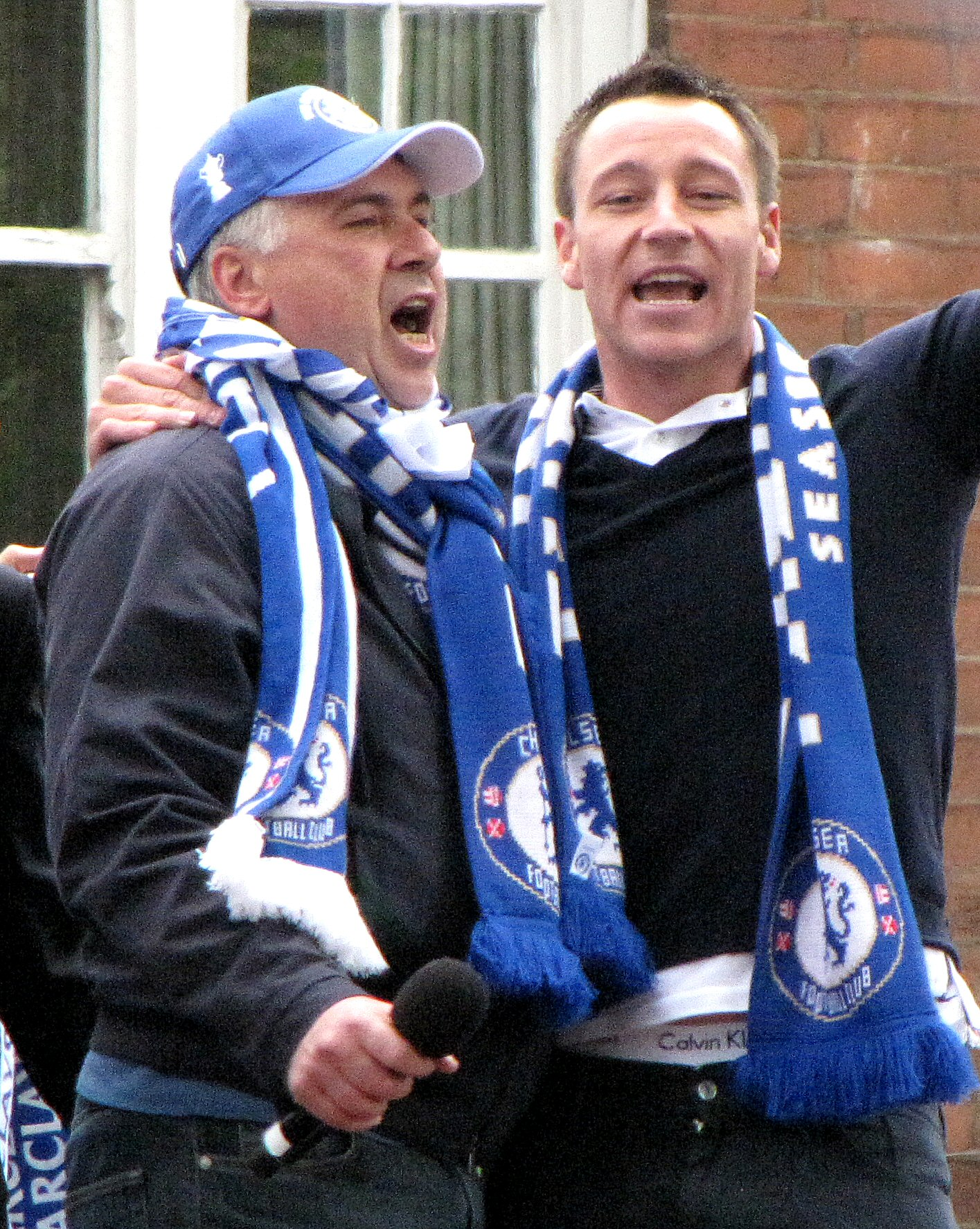
Ancelotti e o capitão do Chelsea John Terry comemorando os troféus nacionais.

Na equipe azul, Carlo soube aproveitar o poder ofensivo da equipe ao máximo. Munido de Didier Drogba e Nicolas Anelka, variando de formação com alguma frequência para comportar os atacantes, o italiano acumulou três jogos onde marcou sete gols no mesmo jogo e um exuberante placar de 8–0 na 38ª rodada. Desse modo, conquistando 27 vitórias em 38 jogos, alcançou o título nacional em seu debut na Inglaterra e chegou a marca de 103 gols marcados. Os maiores goleadores da equipe foram Drogba, que concluiu a edição sendo o goleador máximo com 29 gols, e o meio-campista Frank Lampard que marcou 22 vezes.
Mesmo com uma eliminação ao Blackburn Rovers nas quartas de final da Copa da Liga, Carlo liderou a equipe até o título da FA Cup de 2009–10 sofrendo apenas um gol durante todo o percurso. Após vencer o Portsmouth por 1–0 na competição mais antiga do futebol, o treinador conquistou aquele que seria seu último troféu com a equipe da capital inglesa.
Ali permaneceu até ser demitido no encerramento da Premier League de 2010–11, onde a equipe foi vice-campeã.
Nessa edição, apesar o início fulminante, com 12 gols feitos nos primeiros dois jogos, a equipe passou a carecer de bons resultados pouco antes da virada de ano. Eventualmente, conquistara melhores números, mas sem repetir os feitos da época posterior e alcançou 71 pontos, nove atrás do líder vermelho de Manchester.
Sem sucesso na Supercopa, Copa da Liga e FA Cup, Carletto buscou alcançar mais um título continental na Liga dos Campeões da UEFA de 2010–11. Na edição anterior, havia sido eliminado diante a Internazionale nas oitavas, mas dessa vez conseguiu passar de Fase ao derrotar o F.C. København por 2–0 no placar agregado. Nas quartas, contudo, enfrentou o Manchester United e perderam ambos os jogos resultando em sua segunda eliminação com o Chelsea.
Em 22 de maio de 2011, a equipe de Stamford Bridge fizera um anuncio após a 38ª rodada da Premier League, onde o clube foi derrotado pelo Everton, e comunicou o desligamento do seu treinador afirmando que "as exibições ficaram aquém das expectativas". Desse modo, Carletto saiu do Chelsea com 109 partidas, 67 vitórias, 20 empates e 22 derrotas; resultando em um aproveitamento de 67,6% – o melhor de sua carreira até aquele momento.

### Paris Saint-Germain

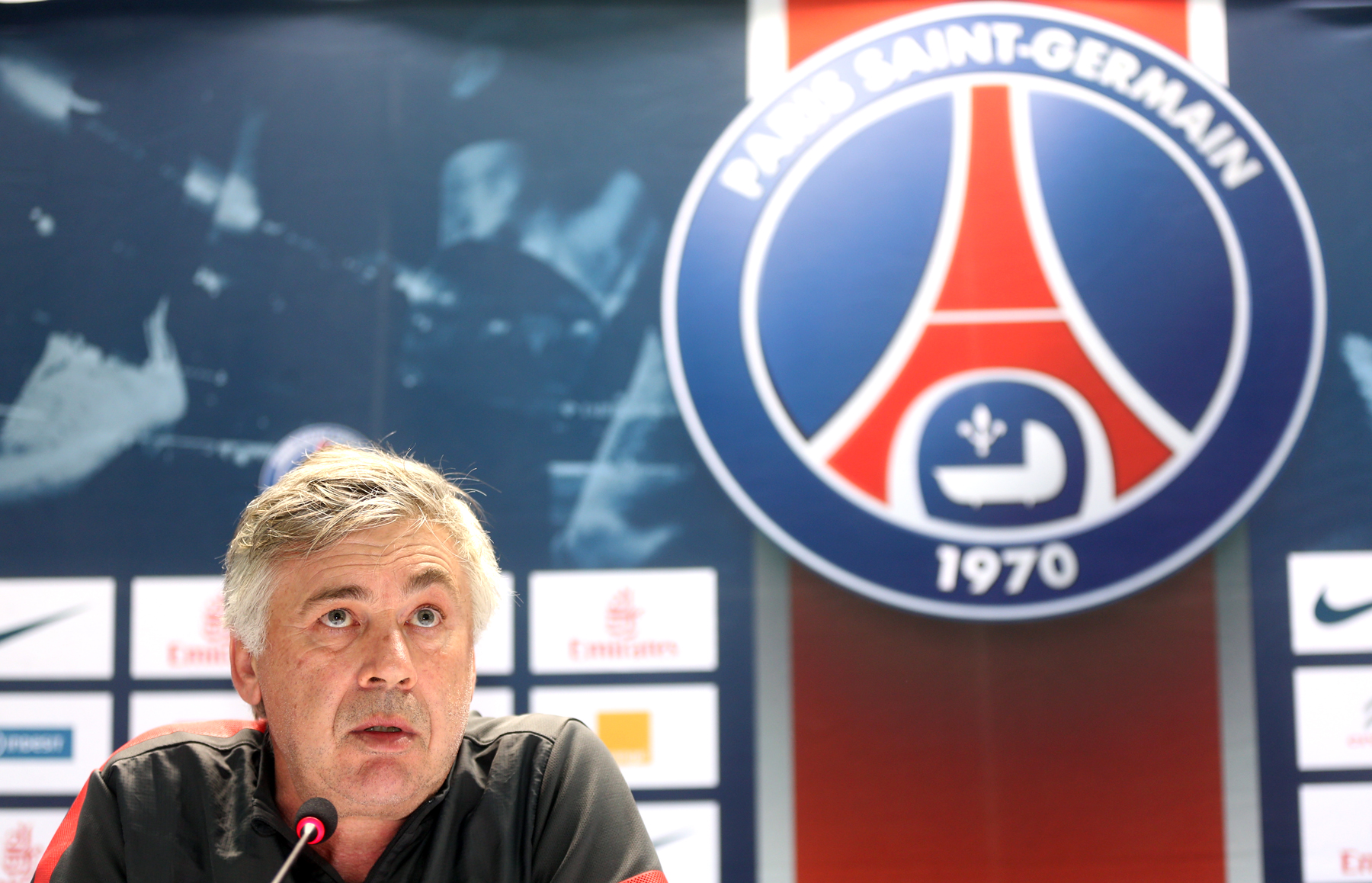
Ancelotti em 2012 pelo PSG.

No dia 30 de dezembro de 2011 substituiu Antoine Kombouaré como novo treinador do Paris Saint-Germain.
Seu início na França foi irregular. Mesmo com um início positivo, o PSG passou a oscilar ao longo do segundo turno e viu o Montpellier Hérault Sport Club assumir a ponta da tabela da Ligue 1 ainda sob o comando do italiano. A persistir as vitórias da equipe adversária, o time de Paris não conseguiu diminuir a diferença de pontos mesmo também tendo sido eliminados das demais Copas Francesas, e contemplou o título inédito do esquadrão da cidade homônima. Ainda que sem o troféu, Ancelotti viu o brasileiro Nenê – ídolo do Paris – liderar o ranking da artilharia juntamente com o campeão Olivier Giroud; ambos com 21 gols.
Mesmo longe dos títulos franceses, o treinador tivera seu trabalho continuado para próxima época – onde haviam se classificado à Liga dos Campeões da UEFA de 2012–13. Cientes dos reforços necessários, o clube de Paris investiu muito forte na janela de transferências e levou ao time de Carletto os craques Zlatan Ibrahimović e Thiago Silva – ambos vindos do Milan. Com a saída de Mamadou Sakho, antigo líder do elenco, o italiano optou por colocar o brasileiro recém-chegado para o posto de capitão em alguns jogos. Tal decisão mostrou-se polêmica desde o início, e a mídia local indagava o mérito de um jogador tão recente atingir justamente o posto mais alto dentro das quatro linhas.
Apesar de repetir o insucesso nas Copas, Carlo pôs a equipe a conquistar resultados positivos com frequência na Ligue 1 de 2012–13. Com tantas conquistas de três pontos, auxiliadas pelo artilheiro Zatan, o clube passou a liderar a competição e continuou assim até a 38ª rodada, onde alcançou os 83 pontos; 10 a mais que o vice-líder Olympique de Marseille.

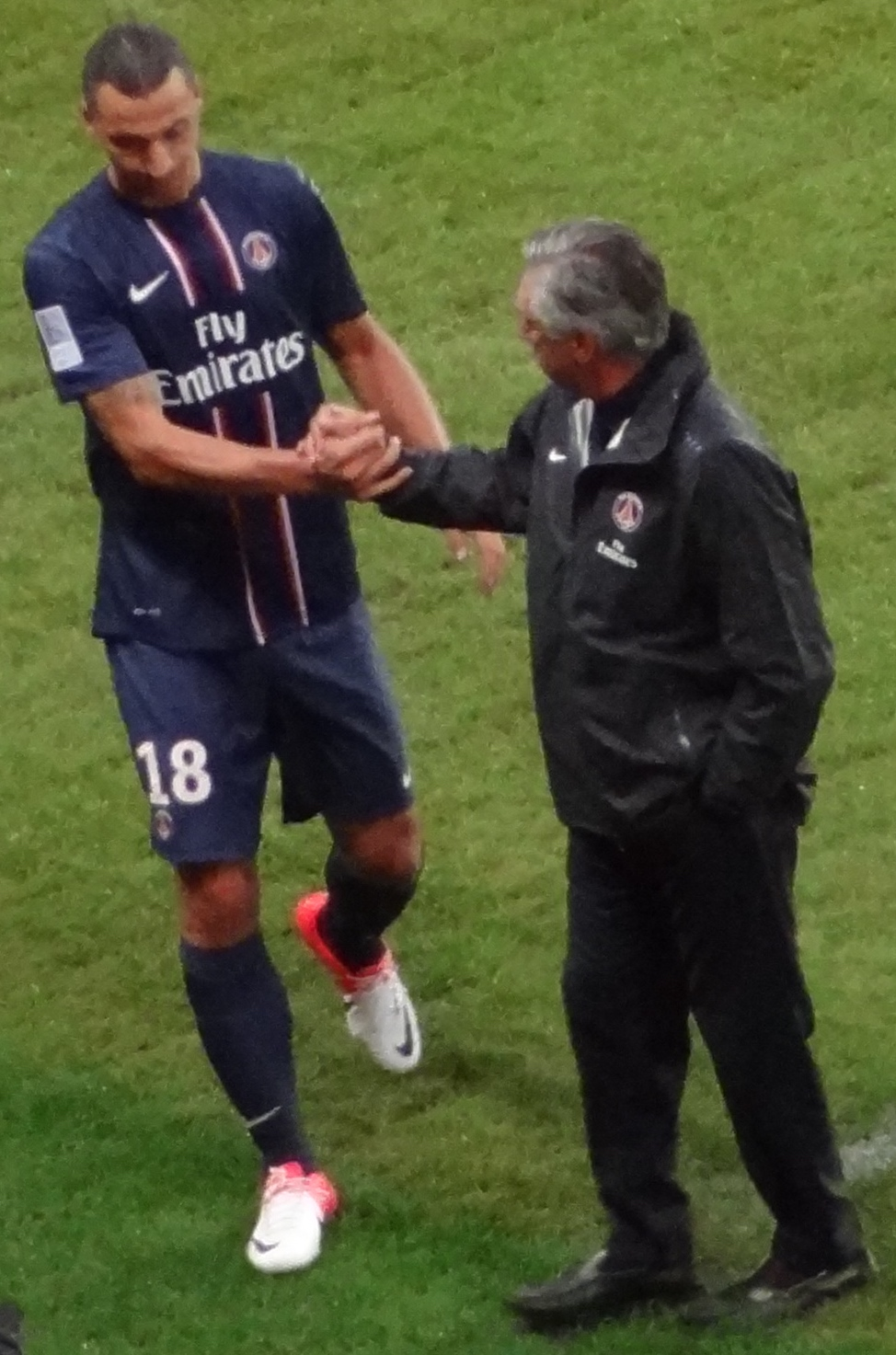
Carlo e Zlatan pelo PSG em 2012.

Ainda que tivesse vencido a Liga, o treinador amargou eliminações nas Copas nacionais, com destaque para uma surpreendente eliminação nas penalidades diante o Évian TG na Copa da França. Nesse jogo, o comandante revelou que entrou no vestiário furioso e chutou uma caixa que atingiu a cabeça de Zlatan Ibrahimović, este que nada fez por entender o lado do treinador italiano. Em entrevista, o ídolo sueco relembrou o dia:
| “                           | Olhei para ele e notei que sua sobrancelha estava levantada. Sabia que a coisa era séria, por isso simplesmente abaixei a cabeça. Escrevi minhas memórias antes de conhecer Carlo. Se fosse escrever novamente, haveria um capítulo inteiro dedicado a ele. | ” |
| — Zlatan sobre o incidente. | |   |

Pela Liga dos Campeões, Carlo passou da Fase de Grupos com apenas uma derrota em seis jogos. No entanto, entrou em atrito com o diretor Leonardo. Antes da segunda partida contra o Porto, esta válida pelo returno da Fase de Grupos, pela Champions, Leonardo ameaçou Ancelotti de demissão, caso o PSG não derrotasse a equipe portuguesa. Na segunda rodada, o Porto havia derrotado o Paris no Estádio do Dragão por 1–0, mas já havia garantido à classificação às Oitavas antes do findar da Fase de Grupos. Em sua autobiografia, Liderança Tranquila, Ancelotti revelou:
| “ | Mas nada para mim mais foi a mesma coisa. Não sentia mais o apoio do clube, o que me deixava em uma posição insustentável, sobretudo em um projeto de longa duração como aquele. Por isso, antecipei ao Leonardo que, ao fim da temporada, iria embora. (...) Se você quer demitir alguém, demite. Não diga que, se perder, vai demitir | ” |

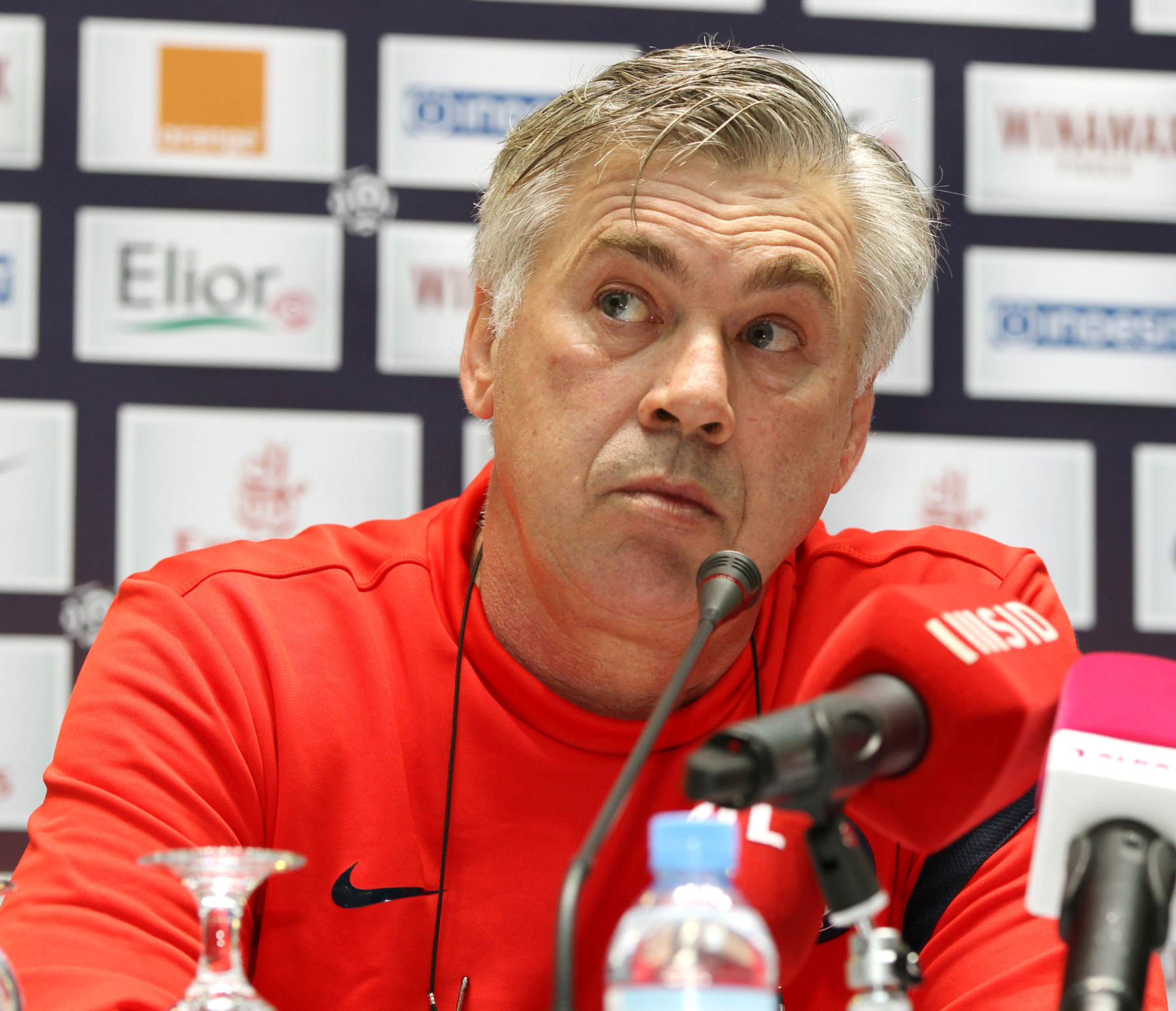
Ancelotti em 2012 pelo PSG.

Vencendo o Porto, dirigiu às Oitavas, o clube então enfrentou o Valencia em tal Fase e conseguiu superar os espanhóis pelo placar agregado de 3–2. Pelas quartas, tiveram de disputar duas partidas contra o Barcelona de Tito Vilanova. Nos citados jogos, os Culés empataram ambos os jogos, mas conseguiram se classificar pela regra do golo fora após um empate em 3–3 na soma dos placares.
A reação de Leonardo causou um choque no treinador italiano. Ancelotti afirmou posteriormente que não havia entendido a reação do brasileiro e que isso havia rompido sua confiança ainda no mês de fevereiro. Decidido a sair de Paris, apesar do desejo do PSG de mantê-lo, Ancelotti acertou sua mudança em junho de 2013. Carletto ainda viria a falar sobre o tema um ano depois, afirmando que os dirigentes não estavam felizes com ele:

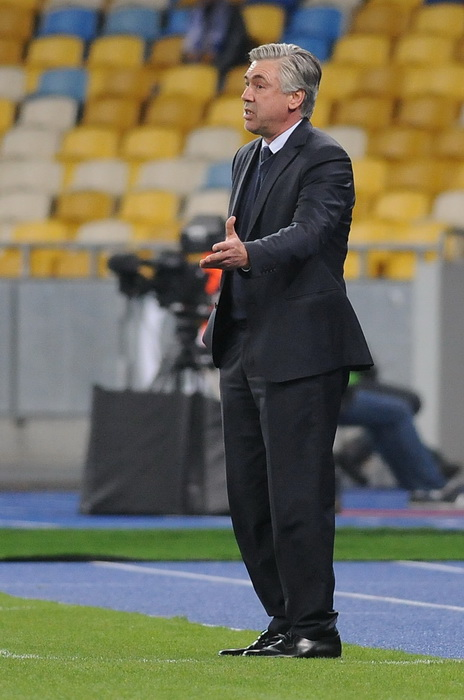
Ancelotti comandando o PSG em 2012.

| “                                           | Lembro muito bem quando anunciei minha intenção de sair: foi no dia 1º de março de 2013. Não vínhamos fazendo um trabalho ruim e ganhamos o Campeonato Francês, mas os dirigentes não estavam felizes. A partir daí, me dei conta de que eles não acreditavam no projeto, queriam resultados imediatos. Estavam ansioso, mas no PSG era preciso trabalhar de médio a longo prazo. O clube achou que ganharíamos a Liga dos Campeões imediatamente. Quando estava ali, toda derrota acabava em brigas. Minha sorte foi essa (avisar que sairia com antecedência). Depois que ganhamos a Liga, os dirigentes tentaram me impedir de sair, queriam que eu ficasse até o fim do contrato que acabava na temporada seguinte. Houve um monte de problemas, mas não coloco nada na conta dos dirigentes. Quando disse que iria sair em março, não estava acertado com nenhuma equipe. | ” |
| — Ancelotti em 2014 sobre sua saída do PSG. | |   |

Após tal conturbada época com a direção parisiense, Ancelotti deixou o PSG com 77 partidas, 49 vitórias, 19 empates e apenas 9 derrotas. Tais números fizeram com que o treinador conseguisse um bom aproveitamento de 71,9%.

### Real Madrid

#### 2013–14
Após mais de um mês de negociações, foi anunciado pelo Real Madrid no dia 25 de junho de 2013, assinando um vínculo válido por três anos. Sua chegada ao Real Madrid mostrava uma ambição do time espanhol para reconquistar a Europa, pois o clube não vencia a Liga dos Campeões desde a temporada 2001–02 e já tinha visto o seu grande rival, Barcelona, conquistar os títulos em 2006 e 2009. Nesse percurso, a equipe havia falhado nas grandes conquistas, ainda que tenha tido um clube considerado "Galáctico" no meio da década passada, comandada pelo brasileiro Vanderlei Luxemburgo, ou tido uma equipe avassaladora que havia conquistado 100 pontos na La Liga de 2011–12 sob o comando de José Mourinho. As frequentes falhas levaram os Merengues a buscarem muitas opções até culminarem em Carletto – este que substituíra Mourinho após a falha dele em cumprir a promessa de reconquistar a Champions.

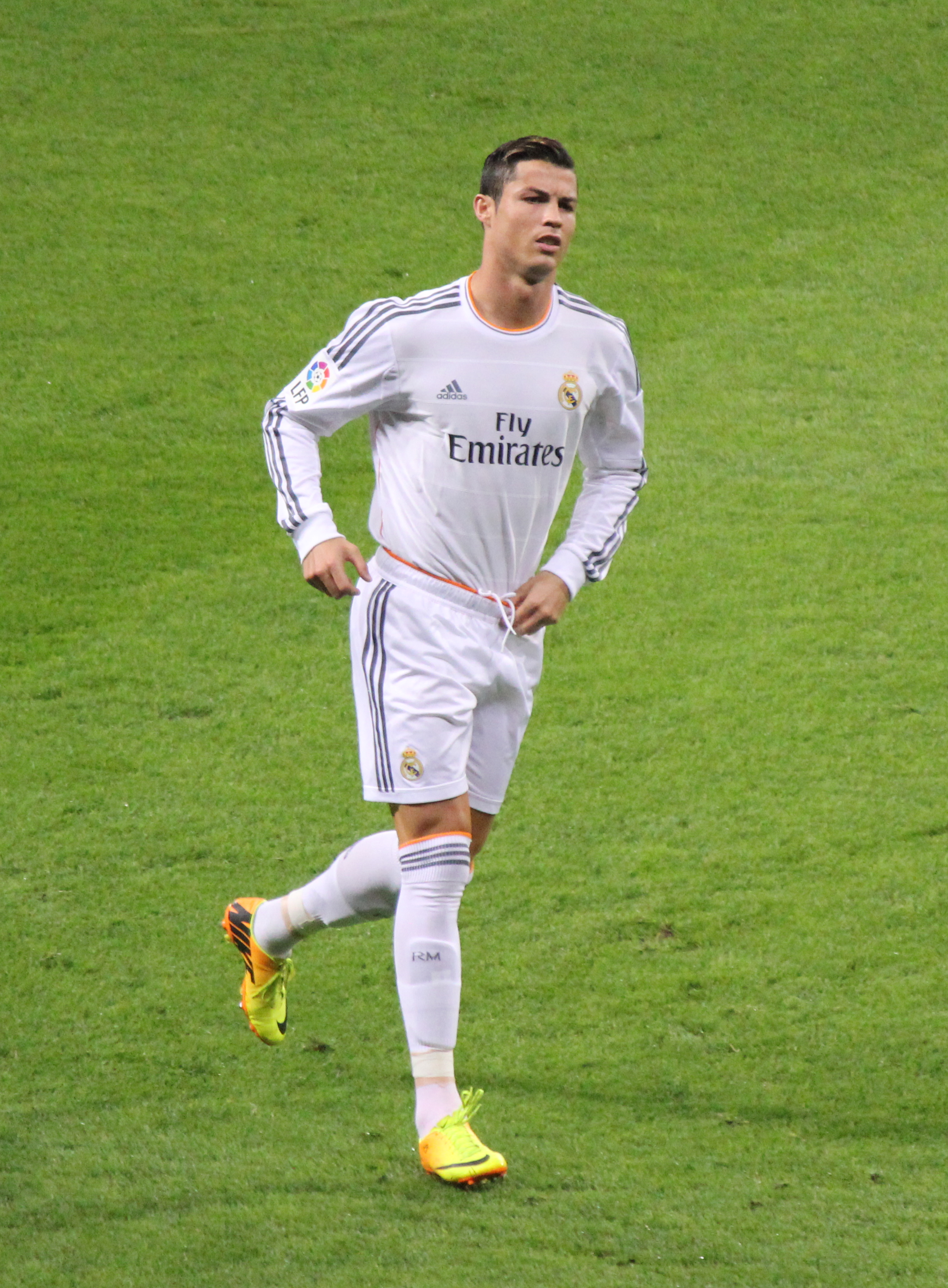
Cristiano foi o jogador mais efetivo de Ancelotti durante suas duas temporadas no Real Madrid.

Em sua primeira época de Campeonato Espanhol, Carlo viu uma equipe estrelada, mas que careceu de conquistar os resultados certos nos principais momentos. A equipe soube se sobressair diante a maioria dos demais times, com grande performance de Cristiano Ronaldo em seu auge na rivalidade com o camisa 10 Culé, Lionel Messi, mas viu os quatro confrontos diretos serem insuficientes. Diego Simeone, que liderou o Club Atlético de Madrid até o topo da tabela com 90 pontos, conseguiu conquistar quatro pontos nos embates com os Merengues, enquanto o Barcelona de Gerardo Martino os vencera todas as vezes na La Liga. Desse modo, tanto o Real quanto o Barça somaram 87 pontos, com os critérios de desempate levando os Catalães a ficarem acima do time de branco, e viram o Atleti conquistar a Liga pela primeira vez desde 1996.
Entretanto, tivera um desempenho mais positivo na Copa del Rey de 2013–14. Carletto conseguiu repetir o feito de sua estreia na FA Cup com o Chelsea e levou os Merengues até o título levando somente um gol em todo o percurso – de Marc Bartra na decisão. No trajeto, deixou pelo caminho o vencedor da La Liga aplicando uma goleada no agregado de 5–0 na semifinal.

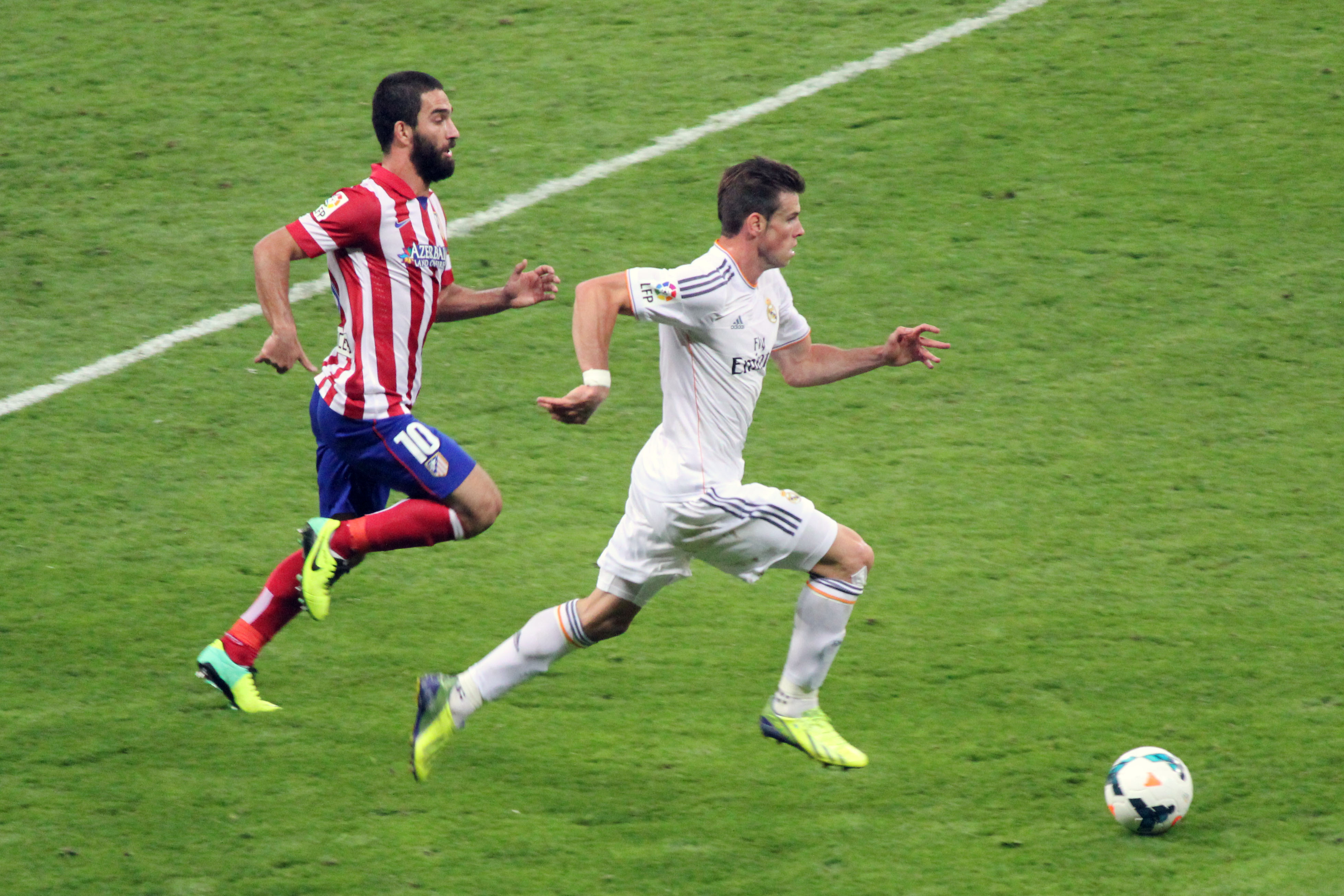
Bale foi um jogador caracterizado por sua grande velocidade.

Quando chegou à decisão, diante o Barcelona, viu Ángel Di María abrir o placar antes de Marc empatar no segundo tempo. Aos 85 minutos, após passe de Fábio Coentrão, Ancelotti viu Gareth Bale correr 60 metros em menos de oito segundos e estufar as redes de José Manuel Pinto e garantir o primeiro título do comandante no Real Madrid.
Seu grande sucesso, no entanto, ocorreu na Liga dos Campeões da UEFA de 2013–14. Ciente do poder ofensivo do trio de ataque formado por Ronaldo, Bale e Karim Benzema em uma experiência vitoriosa com o 4-3-3, o treinador tratou de potencializar o craque lusitano ao máximo. O Real iniciou a campanha na Fase de Grupos goleando o Galatasaray Spor Kulübü por 6–1 com hat-trick de Cristiano, antes de seguir às Oitavas invicto.
Após aplicar nove gols em dois jogos contra o Schalke 04, os Merengues tiveram sua única derrota na competição no jogo de volta contra o Borussia Dortmund por 2–0. Mas o placar favorável de 3–0 no jogo de ida os fizeram ir de encontro ao FC Bayern München na semifinal. Depois de uma vitória simples no Estádio Santiago Bernabéu, o grande jogador daquela temporada, Cristiano Ronaldo, marcou um doblete na Allianz Arena e quebrou o recorde de Lionel Messi de 14 gols em uma só temporada de Liga dos Campeões.

Na final, voltou a enfrentar o Atlético de Madrid no Estádio da Luz. Aos 36 minutos, o zagueiro Diego Godín abriu o placar ao time de Simeone e o marcador só foi modificado nos acréscimos do segundo tempo quando o defensor Sergio Ramos acertou um gol de cabeça que levou as equipes à prorrogação. Por lá, vencendo o cansaço dos adversários, a equipe ampliou o placar com mais três gols, incluindo o 17º tento de Cristiano naquela competição, e trouxe o 10º troféu para vasta história do clube Merengue, a primeira desde 2002.

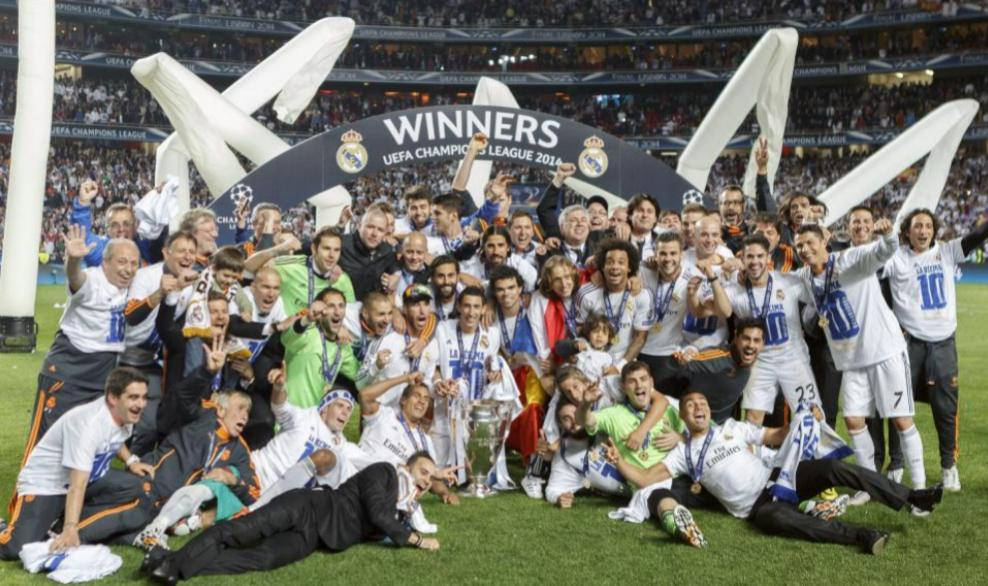
O elenco do Real Madrid comemorando o título europeu.

Em janeiro de 2014, por conta de seus grandes feitos na época anterior a chegada de Carletto, Cristiano conquistou a FIFA Ballon d'Or de 2013, mas o seu grande rendimento sob o comando do italiano na temporada 2013–14, somado às conquistas coletivas do time espanhol, fizeram com que o ponta-esquerda português vencesse novamente o prêmio em 2015, além de também ter o mesmo reconhecimento pela Federação de futebol Europeia ao conquistar o Jogador do Ano da UEFA e a Bota de Ouro da UEFA juntamente de Luis Suárez. Desse modo, o lusitano havia se tornado o terceiro jogador a conquistar a Bola de Ouro sob o comando do ex-jogador. Em entrevista, o tricampeão europeu, e pentacampeão se somado suas conquistas como jogador, comentou sobre crer que Ronaldo era o melhor da história:
| “                                    | Se o Cristiano Ronaldo é o melhor da história? Ele está marcando uma era, para mim sim, ele tem sido o melhor. | ” |
| — Ancelotti sobre Cristiano Ronaldo. | |   |

Além de aproveitar-se do talento já conhecido pelos torcedores, Carlo também conseguiu consolidar um jogador outrora muito questionado pelos fãs do Real. Após chegar na época anterior por 30 milhões de euros e ser considerada a pior contratação da Espanha naquele período, o italiano fizera com que o médio Luka Modrić apanhasse a vaga de titular e por lá permanecesse durante demasiadas partidas. Mesmo tendo sido subestimado no início, foi com Carletto que o croata, e futuro vencedor da Bola de Ouro, mostrara seu real valor ao torcedor Merengue. A insistência rendeu frutos no futuro, pois o jogador viria a se tornar o capitão e maior vencedor da história da equipe espanhola.

#### 2014–15

A escalação da final da Supercopa da UEFA diante o Sevilla.

Carlo precisou lidar com a saída de jogadores e contratou outros grandes destaques da Copa do Mundo FIFA de 2014. Para o elenco o clube contratou o jogador com o gol mais bonito e artilheiro da Copa, o colombiano James Rodríguez assumira a camisa 10 do time já em seu debut. Keylor Navas, principal atleta da Costa Rica chegou para ser opção no banco de reservas do goleiro Iker Casillas. Toni Kroos, campeão do mundo, foi uma das contratações para contemplar o meio de campo do time branco. A vinda do alemão fez com que Carletto trocasse Xabi Alonso, experiente médio, com ele; somado a vinda de James, coube ao treinador colocar uma formação mais ofensiva, deixando Modrić e Kroos acima dos zagueiros e Rodríguez antes do centroavante – se opondo ao esquema tático onde Xabi ou Sami Khedira se posicionavam como volantes, sem a presença de um meia-atacante.
As contratações surgiram efeito em duas finais disputadas pelos Merengues. Pela Supercopa da UEFA de 2014, Cristiano marcou todos os dois gols contra o Sevilla e o clube comemorou o troféu continental. Em dezembro de 2014, eles foram à Copa do Mundo de Clubes da FIFA de 2014 e por lá venceram o San Lorenzo pelo mesmo placar de 2–0.
Apesar desse sucesso, a equipe careceu novamente de bons resultados na La Liga de 2014–15. Mesmo conseguindo impressionantes goleadas, como o 9–1 diante o Granada na 29ª rodada, com destaque para os cinco gols de Cristiano Ronaldo nesse jogo, os Merengues oscilaram na reta final e perderam a posição ao Barcelona, tendo até mesmo sido derrotados um jogo antes da memorável goleada. Ao final da La Liga de 2014–15, em que ficou com o vice-campeonato, teve sua demissão confirmada pelo presidente Florentino Pérez.
A decisão não foi unânime. Após a rodada de encerramento, a torcida do Real Madrid ovacionou o treinador italiano enquanto Cristiano Ronaldo publicou uma foto com o treinador em suas redes sociais e descreveu o seu desejo de trabalhar com ele novamente "na próxima temporada". As apelações, no entanto, não comoveram o dirigente da equipe:
| “                                                                | Ancelotti fez parte de nossa história, pois foi com ele que ganhamos a Décima (Liga dos Campeões). Mas, no Real Madrid, a exigência é máxima, e achamos que este momento é para dar um impulso que nos permita conquistar novos títulos e alcançar no máximo nível competitivo numa nova etapa. Não há um culpado. O cargo de treinador é um cargo que está sujeito à convivência permanente, sofre com o tempo. No Real houve muitos treinadores, mas assim acontece em outros clubes, como Barcelona, Atlético de Madrid, Bayern de Munique, Juventus... | ” |
| — Florentino Pérez sobre a saída de Ancelotti da equipe em 2015. | |   |

Nas demais competições, o insucesso foi fato. A equipe foi eliminada pelo Atlético de Madrid na Copa del Rey de 2014–15, após já terem vencido a Supercopa da Espanha de 2014 por 2–1 no agregado, e não conseguiu superar a Juventus na semifinal da Liga dos Campeões da UEFA. Somado a isso, o Barcelona de Luis Enrique havia se tornado a equipe mais vencedora da Espanha. Lionel Messi Luis Suárez e Neymar formaram um poderoso trio, que rivalizou com aquele formado pelo time de Madrid, e conquistara todos os troféus que disputou em tal época.
Outro fruto que Ancelotti deixou no Real foi o seu auxiliar técnico. Em julho de 2013, assim que assinou com os Merengues, levou o seu antigo atleta, Zinédine Zidane para auxiliá-lo no comando da equipe. Os dois trabalharam juntos até a final da Liga dos Campeões em 2014, quando a direção espanhola decidiu que o francês seria melhor aproveitado no Real Madrid Castilla, onde ele ficou após a demissão de Carletto do time principal. Eventualmente, com o insucesso de Rafael Benítez como substituto do italiano na equipe de Madrid, Zidane foi elevado ao cargo de treinador e por lá tivera uma passagem marcante que envolveu três títulos consecutivos de Liga dos Campeões.
Sua primeira passagem pelo Real Madrid terminou com quatro títulos, 119 jogos, 89 vitórias 14 empates e 16 derrotas. Assim, o italiano obtivera um novo recorde de aproveitamento por um clube: 78,7%.

### Bayern de Munique

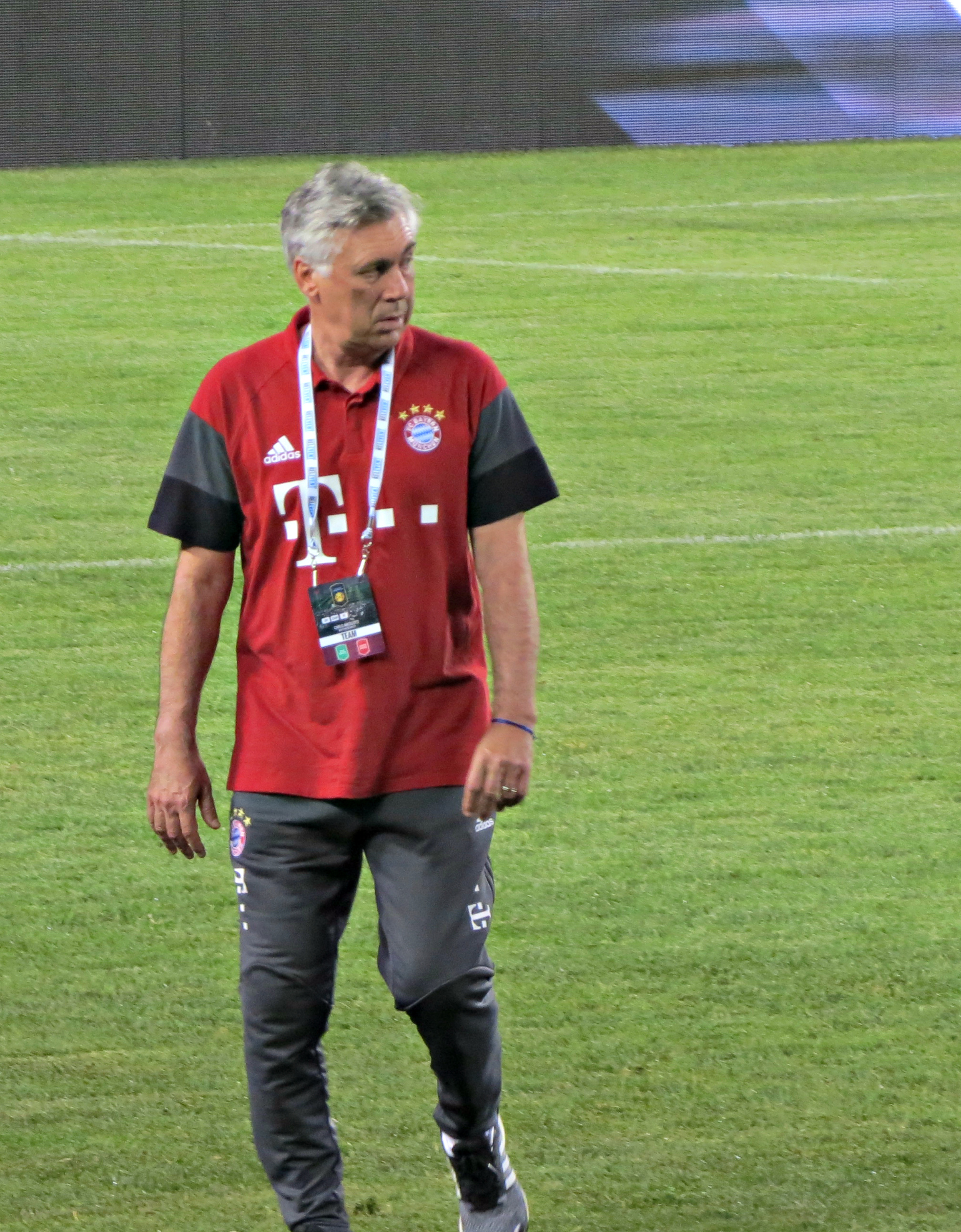
Ancelotti comandando o Bayern em 2016.

No dia 20 de dezembro de 2015, foi anunciado no Bayern de Munique como substituto de Pep Guardiola. Assumiu no dia 1 de julho de 2016. Na equipe alemã, reencontrou-se com Xabi Alonso – que havia sido incluído na ida de Toni Kroos ao Real Madrid em 2014.
O italiano estreou vencendo o troféu da Supercopa da Alemanha de 2016 contra o Borussia Dortmund por 2–0. Eventualmente, o treinador passou a comandar o time na Bundesliga de 2016–17 e tão cedo repetiu as goleadas marcantes em sua carreira. Já na rodada de abertura, aplicou um 6–0 contra o Werder Bremen, resultado que se repetiu contra o Augsburg na 26ª jornada e o Wolfsburg, na 31ª, onde venceram a Liga. Contudo, a maior partida com gols marcados a seu favor ocorreu diante o Hamburgo, quando os bávaros aplicaram oito gols nos oponentes que não atingiram as redes.
O ataque alemão foi liderado pelo goleador Robert Lewandowski, este que atingiu o expressivo número de 30 gols em 33 partidas. Os gols do polonês e dos demais atletas deixaram a equipe a liderar a Bundesliga fazendo 82 pontos, 15 a mais que o RasenBallsport Leipzig. O treinador alcançou o título perdendo apenas duas partidas e conseguiu não ser derrotado nenhuma vez como mandante. Além disso, atingiu o recorde de mais vezes vencendo partidas consecutivas em casa – 10 – e fora de casa – 11 –.
Robert comentou sobre as diferenças entre Guardiola e Ancelotti em uma entrevista com Rio Ferdinand em 2024. O aspecto humano, tantas vezes elogiados por antigos atletas de Carletto no passado, foi o ponto comentado pelo polonês exemplificando a diferença de tratamento do comandante catalão e do italiano:
| “                                                  | No começo foi difícil, porque nessa época Pep estava muito focado só no futebol. Como pessoa, era muito difícil para os jogadores. Ele sabia que era tão brilhante no aspecto tático que os jogadores deveriam segui-lo, e se os jogadores o seguissem, venceriam. Depois eu vi que começou a mudar a personalidade, que ser mais humano e mais aberto com os jogadores poderia ajudá-lo mais que a tática. Se você joga contra um time sem muitas opções, claro que a tática ajuda. Mas nas semifinais ou finais de Champions League é diferente. Na minha opinião, as táticas são importantes, mas nesse nível acredito que outras coisas podem fazer a diferença para a vitória. (Ancelotti) é como um pai. Ele pode se aproximar de você e perguntar por que não está contente. Ele é como um tio, você pode falar com ele sobre qualquer coisa, são completamente diferentes. | ” |
| — Lewandowski sobre a diferença entre Pep e Carlo. | |   |

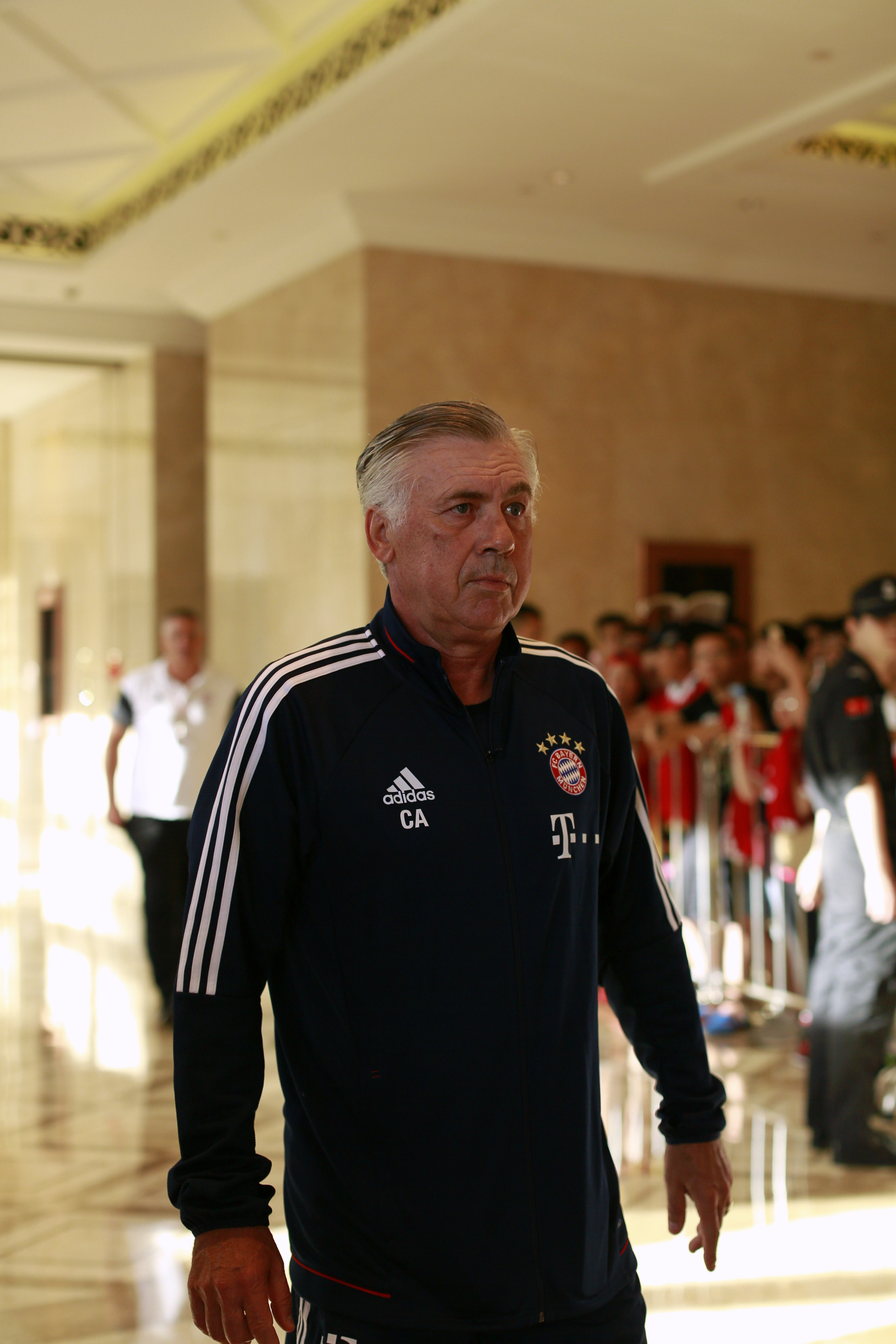
Ancelotti em 2017.

O sucesso da liga, porém, não foi repetido nas Copas nacionais e europeias. Em sua estreia na Copa da Alemanha, o clube chegou às semifinais, mas lá foram eliminados pelo Dortmund sob o comando de Thomas Tuchel. Os bávaros também disputaram a Liga dos Campeões da UEFA de 2016–17 e foram dominantes na Fase de Grupos, mas foram derrotas em duas oportunidades lá. A primeira ocorreu na segunda rodada após Yannick Carrasco estufar as redes de Manuel Neuer e garantir o 1–0 para o Atlético de Madrid, ainda comandado por Diego Simeone. Futuramente, no 5º jogo, sofreram uma surpreendente derrota para o Futbolniy Klub Rostov por 3–2.
A derrota, de virada, abalou o treinador italiano ainda que o clube não tivesse sofrido eliminação alguma, apenas a impossibilidade matemática de atingir a liderança do grupo. Após o apito final, Carlo encontrou-se com o executivo-chefe do Bayern, Karl-Heinz Rummenigge, e pediu-lhe desculpas; em resposta, o membro da direção disse-lhe para não se preocupar e que Carletto tinha "nossa plena confiança".
Passando em segundo, enfrentaram o Arsenal de Arsène Wenger e os golearam. Após vencer ambos os jogos por 5–1, Ancelotti rumou às quartas e encontrou o Real Madrid pela primeira vez desde a saída dele da equipe. O clube agora comandado por seu ex-atleta nos tempos de Juventus, e auxiliar técnico, Zinédine Zidane, sobressaiu-se no jogo de ida por 2–1, mas viu o Bayern fazer dois gols fora de casa, incluindo o tento contra de Sergio Ramos, e levar o jogo à prorrogação após o placar final indicar a repetição do jogo de ida. O tempo extra, porém, reservou outro grande momento para Cristiano Ronaldo, pois lá ele conseguiu completar seu hat-trick antes de Marco Asensio fechar o marcador em 4–2 e eliminar os alemães.

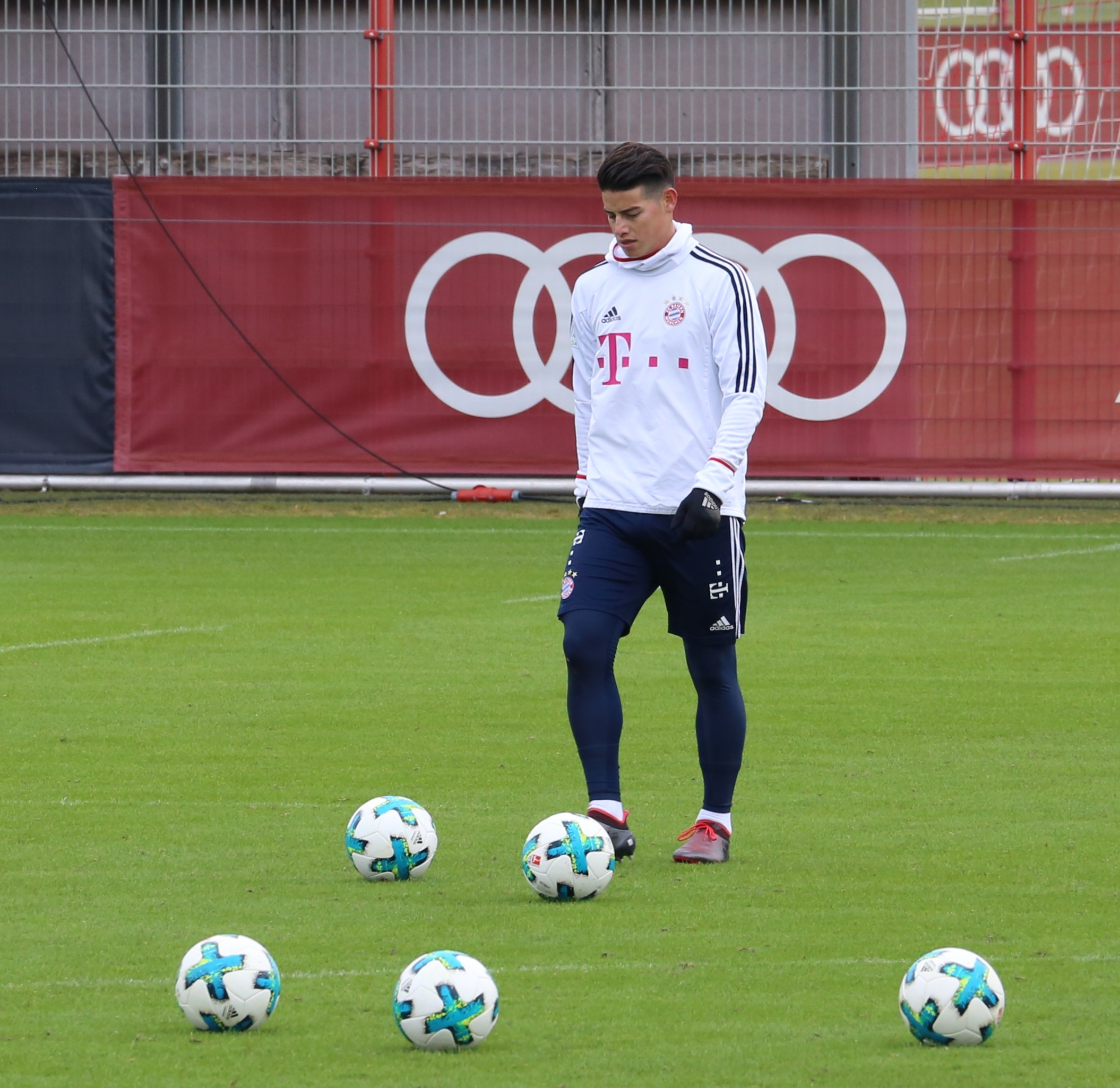
James treinando pelo Bayern em 2018.

Depois de encerrar a época e abrir a janela de transferências, Ancelotti recebeu novos atletas no time alemão para temporada 2017–18. Entre eles, James Rodríguez, seu antigo jogador no Real Madrid, chegou por empréstimo para defender o clube alemão. O apreço pelo jogador colombiano seria reiterado futuramente, pois ambos viriam a dividir o vestiário pela terceira vez na passagem deles pela Premier League. A boa relação dele com o antigo camisa 10 do Real Madrid gerou um descontentamento do restante do elenco alemão.
Lideranças do elenco como Manuel Neuer, Thomas Müller e Jérôme Boateng teriam reclamado com o diretor Karl-Heinz Rummenigge dos métodos do preparador físico de Ancelotti, que só promovia três minutos de aquecimento. Arjen Robben, de acordo com a revista alemã Kikcer, teria dito que os treinos de seu filho Luka, que jogava pelo time infantil do Bayern, eram mais pesados do que os dos profissionais de Ancelotti. Somado a isso, Carletto tinha proximidade com James Rodríguez e o meio-campista Thiago Alcântara, pois o trio costumava a fazer refeições juntos. Parte do elenco entendia que essa amizade influenciava nas escalações do time titular.
Ao ser indagado sobre as afirmações da revista alemã, Robben se irritou em sua resposta e negou publicamente o que foi dito:
| “ | De repente, há coisas que aparecem na mídia das quais eu gostaria de me distanciar. Essas publicações são uma m... Eu odeio quando coisas assim acontecem, eu sou a última pessoa que teria que ir criticar um treinador, um colega ou qualquer pessoa. Você precisa ser homem quando alguém sai e não criticar pelas costas. | ” |

A segunda época foi curta. O italiano vencera a Supercopa da Alemanha de 2017 novamente contra o Borussia Dortmund, agora comandado por Peter Bosz e atingiu quatro vitórias em seis jogos de Bundesliga de 2016–17. Apesar do início positivo, onde também vencera na estreia da Copa da Alemanha e da Liga dos Campeões, tivera um péssimo resultado diante ao PSG na mesma competição, perdendo de 3–0 no Parc des Princes, e, após o jogo, foi demitido no dia 28 de setembro de 2017.

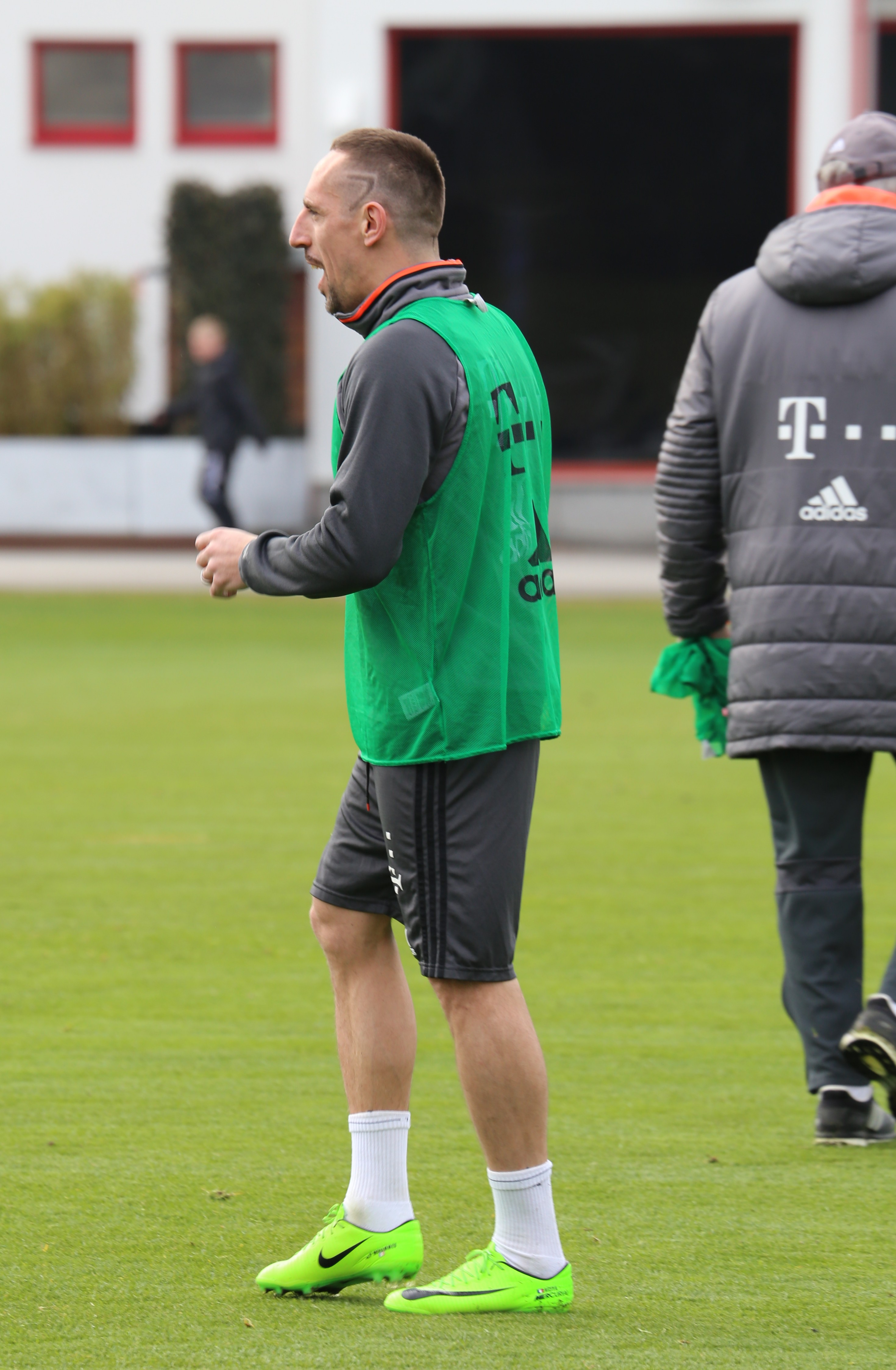
Ribéry em 2017 treinando pelo Bayern. Ancelotti ao fundo.

Ancelotti foi demitido de maneira surpreendente para mídia da época. Porém, os relatos que haviam dentro do clube era de que os jogadores não estavam mais satisfeitos com o comando do italiano, como Arjen Robben e Franck Ribéry; a situação foi intensificada após o italiano ter deixado importantes jogadores no banco de reservas, incluindo os já citados, na partida contra o Paris Saint-Germain. Uli Hoeneß, presidente do clube na época, viera a confirmar as reinvindicações dos experientes atletas futuramente:
| “                       | Ancelotti tinha cinco jogadores contra ele, o que era insustentável. Como treinador, não se pode ter jogadores estrelas contra você. Na minha vida aprendi uma coisa: o inimigo na sua cama é o mais perigoso. Por isso tivemos que tomar essa medida. | ” |
| — Uli sobre a demissão. | |   |

O zagueiro Mats Hummels foi um dos jogadores apontados pela mídia alemã a fazer parte do grupo de jogadores que se uniram para derrubar o italiano. Ele porém, em entrevista ao jornal Bild, negou ter tido alguma conversa com os jogadores e disse não saber de onde tal informação viera:
| “                                               | Não tive nenhuma conversa com os jogadores do clube em que falamos sobre qualquer tipo de insatisfação, seja por não ter jogado em Paris. Não faço ideia de onde surgiu essa informação. | ” |
| — Afirmou Hummels após a demissão de Ancelotti. | |   |

A demissão de Ancelotti causou indignação de Markus Babbel, antigo futebolista do Bayern, e fez duras críticas a Ribéry, acusado de ser um dos jogadores com desafeto para com Carletto:
| “                                                                        | Me deixa chateado que toda a responsabilidade tenha sido passada para Carlo Ancelotti. Ribéry deu uma grande contribuição ao clube e foi um jogador fantástico, mas já não faz mais o que fazia. Nos últimos dois anos, não fez um gol na Liga dos Campeões e se acha do mesmo nível de Cristiano Ronaldo ou Messi. Alguns jogadores do Bayern vivem do passado. Fomos vencedores da Liga dos Campeões. Mas esta não é a situação atual. Ficaria muito surpreendido se Ancelotti não tivesse reconhecido isso e tentado agir para corrigir o problema. | ” |
| — Babbel sobre a demissão de Ancelotti e passagem de Ribéry pelo Bayern. | |   |

Um mês depois de sair da Alemanha, Ancelotti cedeu uma entrevista a Sky Sports Italia e comentou sobre sua saída do time:

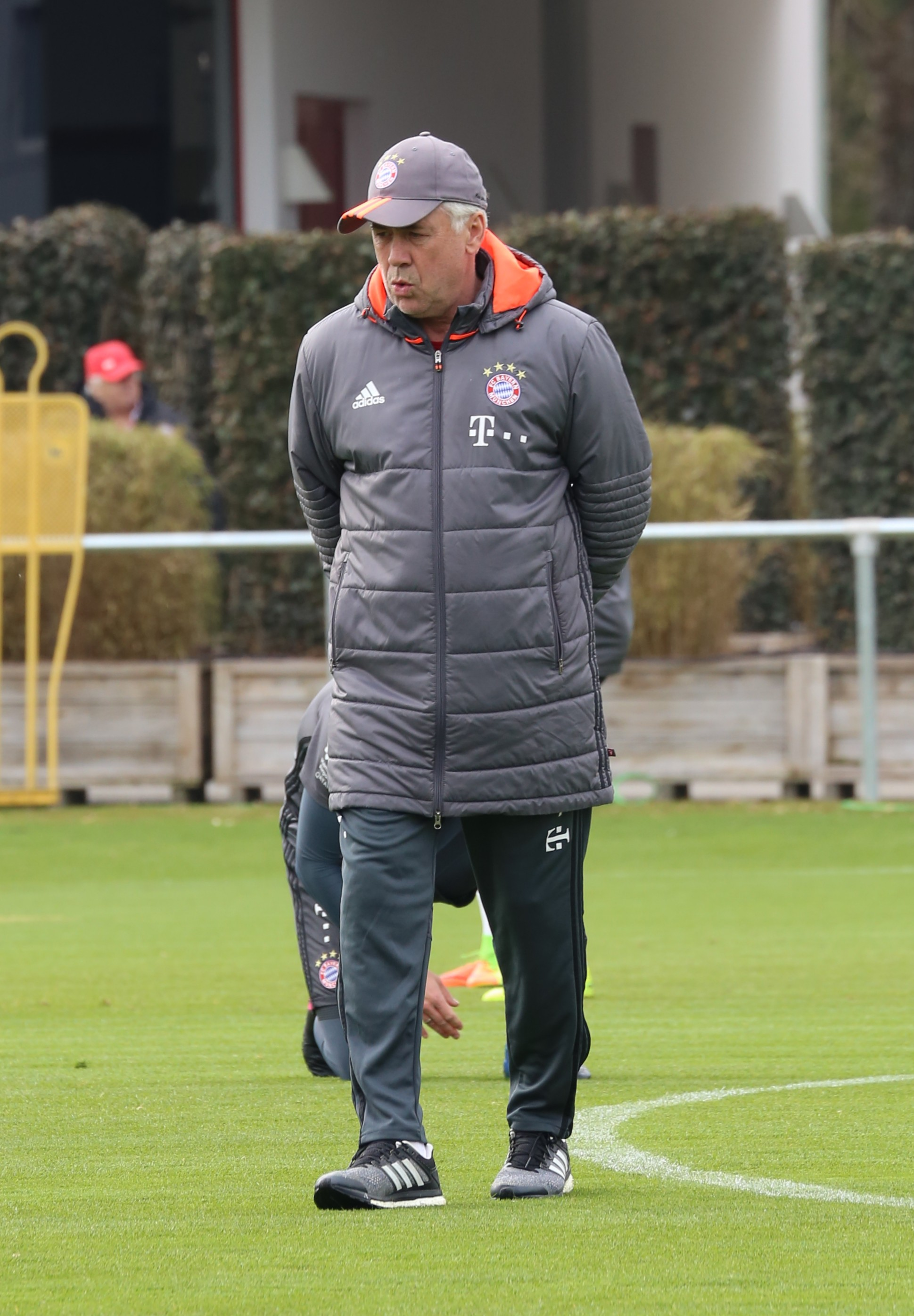
Ancelotti treinando o Bayern em 2017.

| “                            | O relacionamento com meus jogadores sempre foi bom. Com todos. Eu sempre tentei respeitar e tratar todos os meus jogadores bem ao mesmo tempo. E foi a mesma coisa no Bayern, onde não houve grandes problemas com os jogadores. Foi dito que alguns atletas estavam contra mim, mas eu não sei nada sobre isso: eu sempre tentei respeitar todos. Mas também é óbvio: como um treinador, você deve fazer uma escolha, mandar 11 jogadores para o campo e sete para o banco. Eu sou um dos que sabe que as demissões pertencem à vida profissional, e não estou surpreso. Eu acabei uma aventura, e agora estou me preparando para uma nova. Eu sou sempre quieto, é parte do meu caráter, então eu estou quieto agora, não sei porque deveria estar nervoso. O que aconteceu então? O Bayern de Munique é passado. | ” |
| — Ancelotti sobre sua saída. | |   |

Carlo deixou o Bayern de Munique após 60 jogos, 43 vitórias, oito empates e nove derrotas. Assim, concluiu a passagem com 76,11% de aproveitamento.

### Napoli

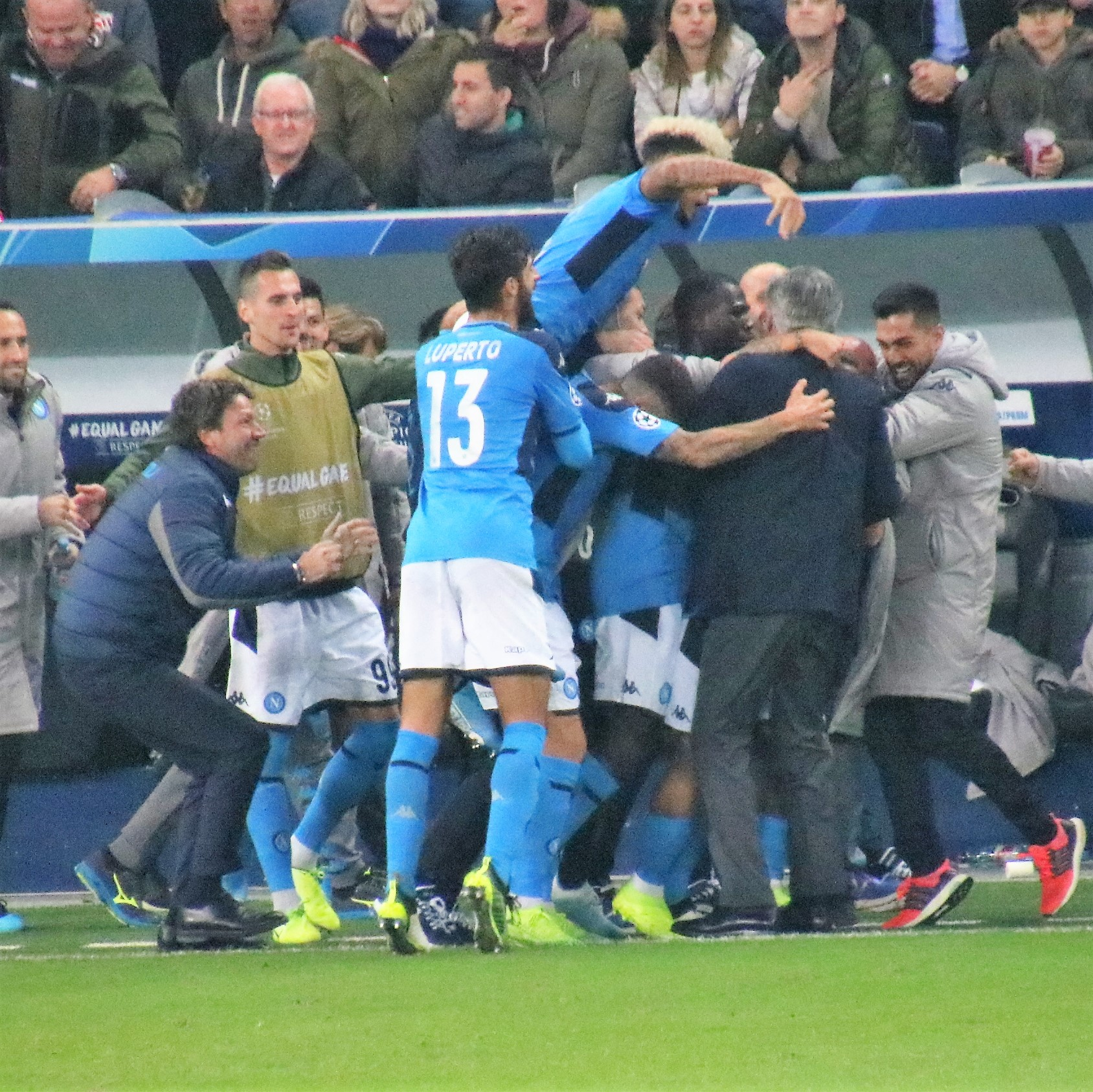
O elenco do Napoli comemorando um gol com Ancelotti em 2019.

No dia 23 de maio de 2018, retornou ao futebol italiano para comandar o Napoli, onde assinou contrato por três temporadas.
Seu retorno à Itália elevou o nível do Napoli de modo que a equipe passasse a ser competitiva no cenário nacional. Apesar do elenco menos estrelado que o Bayern ou Real Madrid, Ancelotti encontrou-se com nomes regulares, como Lorenzo Insigne, Kalidou Koulibaly, Fabián Ruiz, Marek Hamšík, Dries Mertens e Arkadiusz Milik. Com a equipe, conseguiu potencializar o talento dos dois últimos citados e com ambos criou uma dupla goleadora que gerou 33 dos 74 gols marcados pelo clube na Série A.
Milik, o goleador do Napoli com 17 gols na Liga Italiana, foi potencializado com a chegada de Carlo. O jogador vinha de temporadas menos brilhantes no passado pela equipe, mas reviveu sua fase goleadora do Ajax e compôs com o belga Mertens um poderoso ataque. Este segundo, por sua vez, liderou o ranking de assistências com 11 passes para gol, seguido de José Callejón, seu companheiro de esquadrão, que fizera 10 em 34 partidas.
Apesar da regularidade, a briga pelo título mostrou-se um grande desafio. A Juventus tinha contratado Cristiano Ronaldo para ocupar o ataque italiano e voltou a validar sua hegemonia construída anteriormente para conseguir mais um Campeonato. Mesmo brigando sempre pelos pontos, a Velha Senhora se sobressaía diante os oponentes e vencera os dois duelos que tivera contra o Napoli na Série A. Dessa forma, a equipe de Turim obteve a ponta da tabela com 90 pontos, 11 a mais que o time de Carletto, que obteve a segunda colocação.
Sem sucesso na Coppa Italia, onde foram eliminados em duas partidas, a equipe também careceu de bons resultados na Liga dos Campeões da UEFA de 2018–19. Disputando a vaga nas Eliminatórias com PSG, Estrela Vermelha e Liverpool, os italianos só venceram dois jogos e somaram nove pontos – insuficiente para passarem de Fase. Assim, com a terceira colocação, rumaram aos 16 avos da Liga Europa.
Por lá, eliminaram o FC Zurich, seguido de uma classificação intensa contra o Red Bull Salzburg com o placar de 4–3 no agregado. Nas Quartas, contudo, enfrentaram o Arsenal e foram derrotados em ambas as partidas e lamentaram a eliminação por 3–0 na soma dos placares.

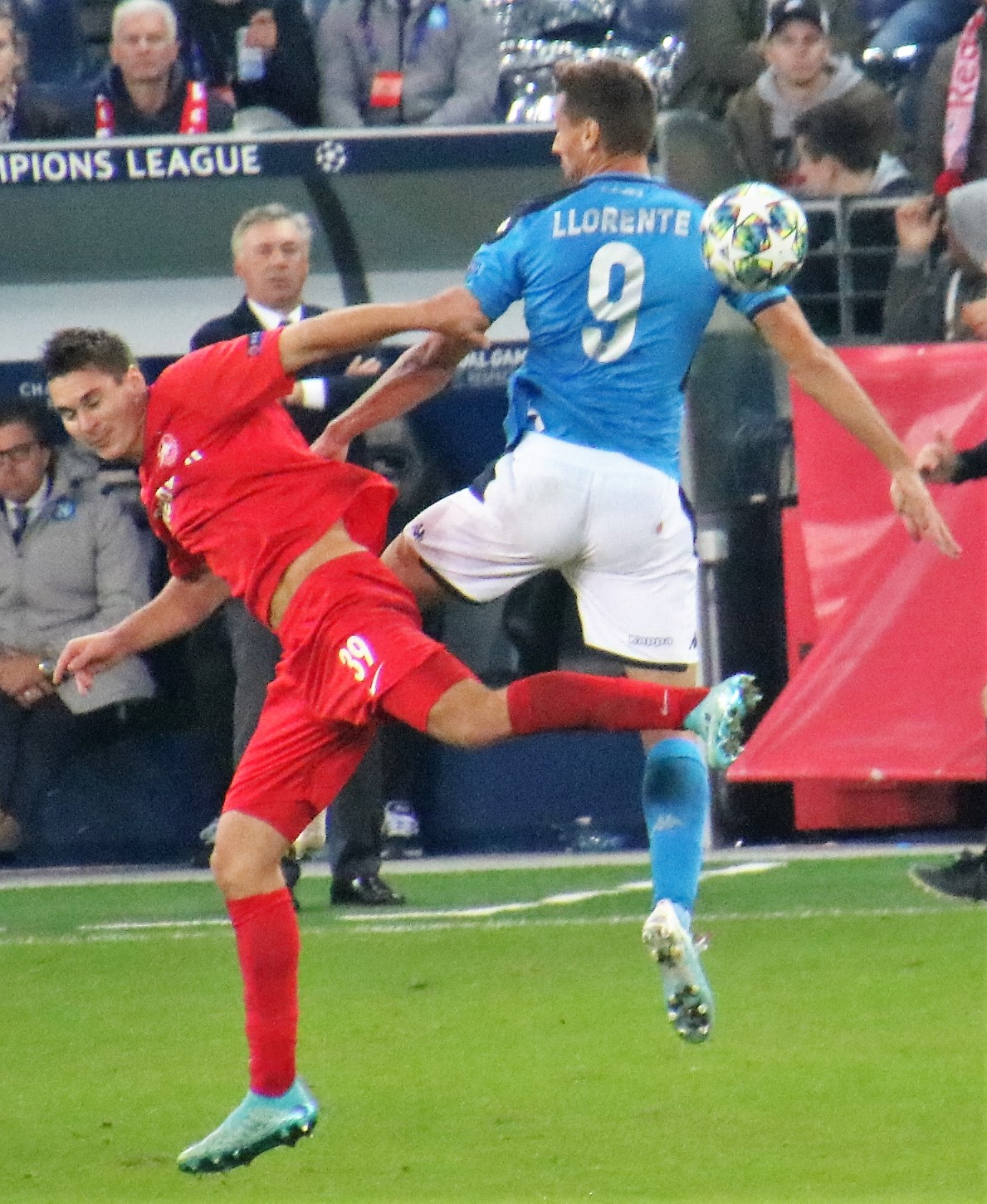
Ancelotti observando Llorente em uma jogada em 2019.

Em sua segunda temporada, fizera poucas movimentações no mercado, mas trouxe ao elenco o zagueiro Kostas Manolas e o experiente centroavante Fernando Llorente. Contudo, mesmo sem muitas perdas significativas, o clube passou a ter péssimas sequências de resultados na Série A de 2019–20. O início foi muito desequilibrado, com o Napoli vencendo somente cinco das 15 primeiras rodadas. Na Liga dos Campeões, contudo, os italianos eram uma equipe invicta, mas que ainda somou três empates em seis jogos – incluindo um 0–0 contra o Genk e um 1–1 contra o RB Salzburg no Estádio Diego Armando Maradona.
Após uma goleada por 4–0 sobre o Genk, válida pela última rodada da Fase de Grupos da Liga dos Campeões, o treinador foi surpreendentemente demitido do clube napolitano no dia 10 de dezembro de 2019.
A improvável saída se deu por motivos similares ao de sua reta final pelo Bayern. Havia um clima tenso no vestiário italiano que levou a desavenças entre o treinador com o presidente napolitano Aurelio De Laurentiis. Este último que também tinha um mal comportamento com os atletas de Carletto no balneário.
Inicialmente, o treinador recusou cinco propostas de renovação de contrato oferecidas pela direção do Napoli. Posteriormente, o presidente não dedicou nenhum valor expressivo para realização de grandes contratações, o que limitou a equipe de Nápoles a investir em nomes consolidados que fizessem com que o objetivo de Laurentiis, vencer a Série A, fosse atingido. Somado a isso, e outros problemas ao encontrar valores interessantes para renovação de contrato de outros jogadores, houve estresse do mais velho com o restante do esquadrão após uma semana de resultados sem vitórias – que culminou na demissão de Carletto mesmo quebrando a sequência negativa na Liga dos Campeões.
Carlo deixou o Napoli com 67 jogos, 31 vitórias, 14 empates e 22 derrotas; atingindo a marca de 53,23% de aproveitamento em toda sua passagem de uma temporada e meia. Essa foi a primeira vez desde sua passagem pelo Parma que o treinador deixou uma equipe sem conquistar nenhum título.

### Everton
Pouco após a demissão do Napoli, foi anunciado como novo técnico do Everton no dia 21 de dezembro de 2019.
Ao aportar na Inglaterra pela segunda vez na carreira, o treinador encontrou uma situação delicada. O time de Liverpool encontrava-se na 15ª colocação com 19 pontos e a Premier League encontrava-se no fim do primeiro turno, desse modo, buscando dar ao clube uma esperança de evitar o Rebaixamento, o italiano de 60 anos buscou diferentes táticas e posicionamento de atletas para conquistar três pontos com frequência.
Inicialmente, Carletto optou por Dominic Calvert-Lewin como referência mais avançado que seus pontas, mas viera a formar um esquema que compunha dois centroavantes para aumentar a produtividade de gols. Assim, viu o poder ofensivo do brasileiro Richarlison e o colocou juntamente do britânico e ambos foram peças fundamentais para elevar o nível dos jogos da equipe azul.

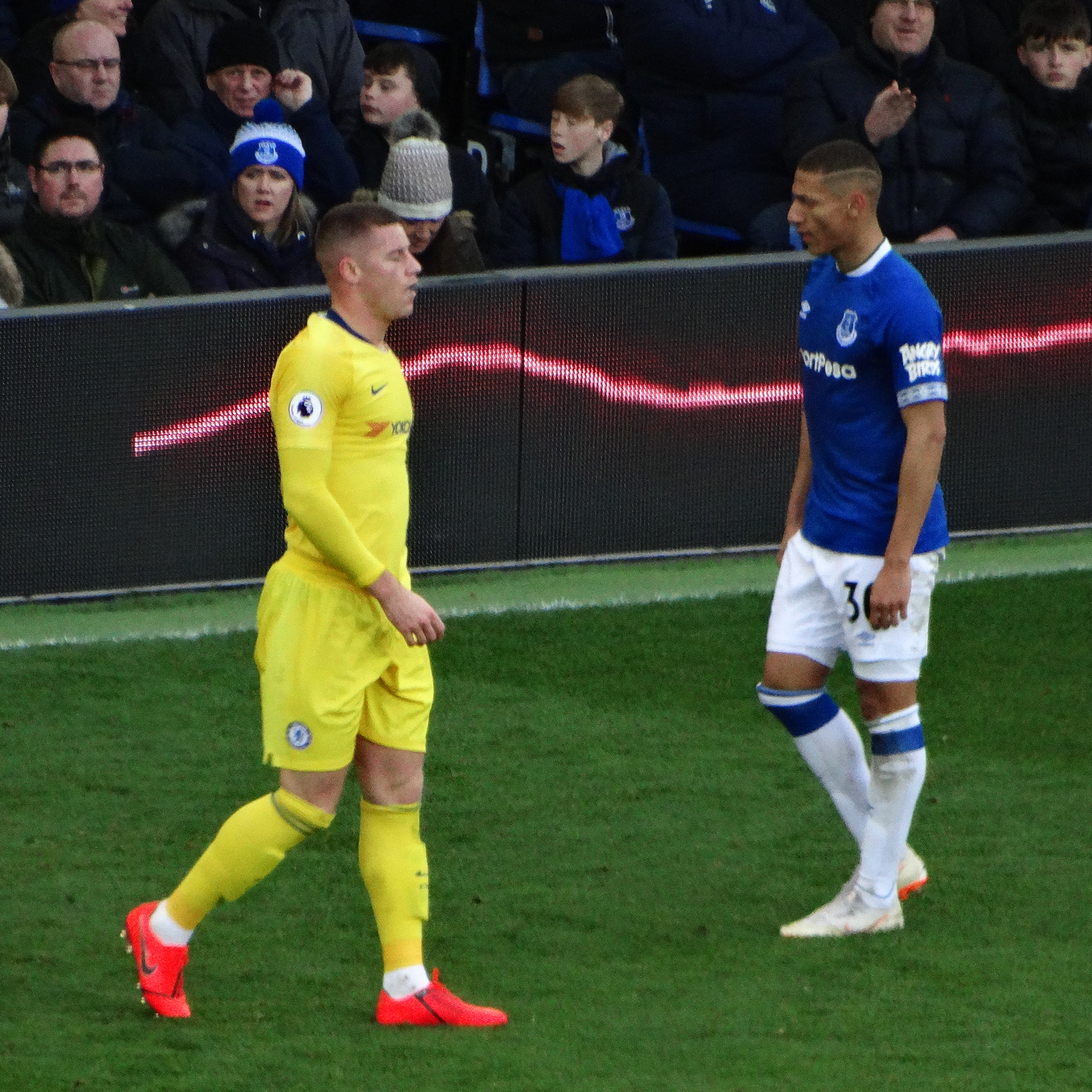
Richarlison se tornou um atleta de confiança para Ancelotti a partir da passagem deles pelo Everton.

| “                              | Tento falar com ele (Richarlison) o tempo todo, todos os dias. Mas a comunicação não é tão boa. Talvez tenha dito a ele esse tipo de coisa. Eu não sei por quanto tempo é o contrato dele, honestamente, mas Richarlison ficará aqui enquanto eu ficar, isso é certo. Gosto dele como jogador, e se ele não gosta de mim como técnico, tanto faz. Mas vai ficar aqui. Richarlison é um atacante moderno, completo, porque é um atacante que trabalha muito. As estatísticas físicas de Richarlison são muito altas, como de um meia. Mas ele tem velocidade, e é muito preciso na área. Fantástico com a cabeça, preciso na frente do goleiro, sua movimentação sem bola é muito boa. Acho que ele pode ser um dos maiores atacantes da Europa, tenho certeza, porque ele tem todas essas qualidades e não tem uma posição específica em campo. | ” |
| — Ancelotti sobre Richarlison. | |   |

Mesmo com a pausa momentânea da Liga por conta da Pandemia de Covid-19 no Reino Unido, o time, ao voltar aos gramados, conseguiu bons resultados, incluindo empates contra o Manchester United e o Liverpool – futuro campeão nacional – e terminou a Liga na 12ª colocação.
Em sua segunda época, buscou contratar jogadores que ele já havia trabalhado anteriormente. Para ocupar o meio de campo e ataque, Ancelotti recebeu Allan, seu ex-jogador do Napoli e James Rodríguez, com quem havia trabalhado no Real Madrid e Bayern no passado. Após a janela de transferências, José Mourinho, treinador do Tottenham, elogiou a contratação de Ancelotti no Everton e disse que ele havia sido a melhor aquisição dos Toffees:
| “                                               | A melhor contratação (do Everton) foi o Carlo (Ancelotti). Quando um treinador com a dimensão dele vai para um clube não é para conseguir a manutenção ou ficar no meio da tabela. Agora contrataram, de maneira inteligente, jogadores que já conhecem Carlo, por isso sim, serão opositores diretos. | ” |
| — Mourinho sobre a ida de Ancelotti ao Everton. | |   |

O clube então passou a ter momentos mais confortáveis, pois não tivera de conquistar pontos para escapar do rebaixamento na Premier League de 2020–21, ainda que o treinador tivesse de alternar a formação da equipe repetidas vezes. Inicialmente, trabalhou uma equipe ofensiva com Dominic novamente como única referência centralizada e Richarlison pelas beiradas. Eventualmente, com resultados menos positivos, decidiu retornar ao 4-3-3 habitual até encerrar a época com uma escalação que abrangia dois atacantes de novo.
Em fevereiro de 2021, na 25ª rodada da Premier League, treinou os Toffees na ocasião em que encerraram na mesma tarde dois jejuns no Dérbi do Merseyside: 10 anos sem nenhuma vitória azul no clássico com o Liverpool e 22 anos sem vitórias em Anfield Road sobre o grande rival, derrotado por 2–0. Nesse jogo, o treinador ousou uma escalação que povoava o meio de campo e defesa. Com apenas Richarlison e James centralizados no ataque, o italiano pôs três zagueiros e cinco médios, pondo Lucas Digne e Séamus Coleman, outrora laterais, ocupando o meio de campo em suas extremidades.
A superioridade numérica do meio para trás fez com que o time de Jürgen Klopp encontrasse dificuldades para chegar ao gol de Jordan Pickford com seu 4-3-3. Somado a isso, Richarlison marcou o primeiro gol do jogo aos três minutos e viu Mohamed Salah, Sadio Mané e Roberto Firmino falharem em suas tentativas de dar-lhes o empate. Na reta final do jogo, aos 83 minutos, Gylfi Sigurðsson vê Carlvert-Lewin ser derrubado na área e o juiz marcar o pênalti. Na cobrança, o islandês estufa as redes de Alisson Becker e garante o 2–0 ao time azulado.
Conquistando outros bons resultados, o Everton pôde fazer uma época segura, mas sem chances de obter vaga em competições europeias – algo que estava muito viável no começo da temporada quando a equipe atingiu cinco partidas de invencibilidade e alcançou a liderança. Dessa forma, Ancelotti terminou a Premier League na 10ª colocação com 59 pontos.
Sem sucesso nas Copas, tendo atingido no máximo as quartas de final da FA Cup em 2021 e a mesma Fase na Copa da Liga um ano antes, o treinador viu a direção inglesa não honrar com determinados compromissos acordados no passado. Somado ao não cumprimento de "contratos e acordos comerciais legais", que viria a culminar em um processo dois anos depois, o italiano passou a ser sondado pelo Real Madrid. Assim, conversou com os representantes dos Toffees para rescindir seu contrato no começo de junho de 2021.
Ele terminou sua passagem com 67 jogos, 31 vitórias, 14 empates e 22 derrotas; culminando em um aproveitamento de 53,23% de aproveitamento.

### Retorno ao Real Madrid

#### 2021–22

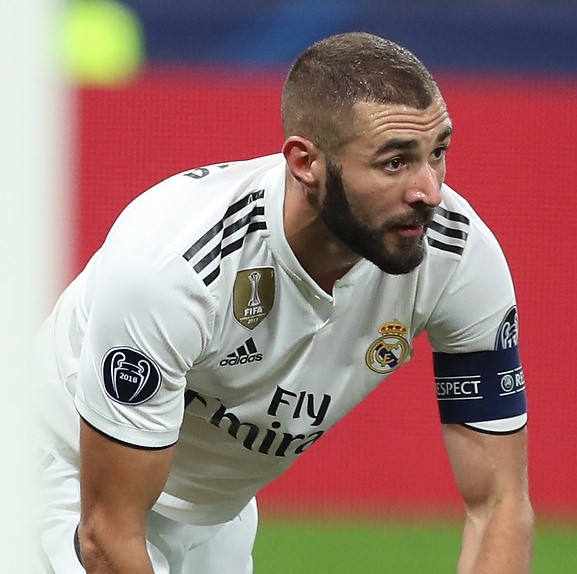
Benzema como capitão do Real Madrid.

Após a saída de Zinédine Zidane, Carlo Ancelotti foi anunciado como novo treinador do Real Madrid no dia 1 de junho de 2021. O técnico italiano retornou ao clube espanhol após oito anos.
Quando retornou para Madrid, encontrou fragmentos da equipe que ele havia ajudado a vencer a Liga dos Campeões no passado. Toni Kroos e Luka Modrić ainda formavam o meio de campo, do mesmo modo que Karim Benzema ainda performava com a camisa Merengue, mas agora assumindo a braçadeira de capitão. No entanto, as demais contratações que vieram pelo antigo treinador não conseguiram render o esperado após a saída do ídolo Cristiano Ronaldo. Assim, depois de duas temporadas de desempenho negativo na principal competição de clubes da Europa, o presidente Florentino Pérez decidiu trazer o italiano novamente para o comando da equipe espanhola.
Compreendendo a importância do experiente centroavante francês, Carletto decidiu que o jogo teria foco nas finalizações de Benzema, ainda que este tivesse tido momentos de instabilidade após a saída de Cristiano da Espanha. A decisão mostrou-se acertada, já que Karim concluiu a época como artilheiro do Real Madrid.

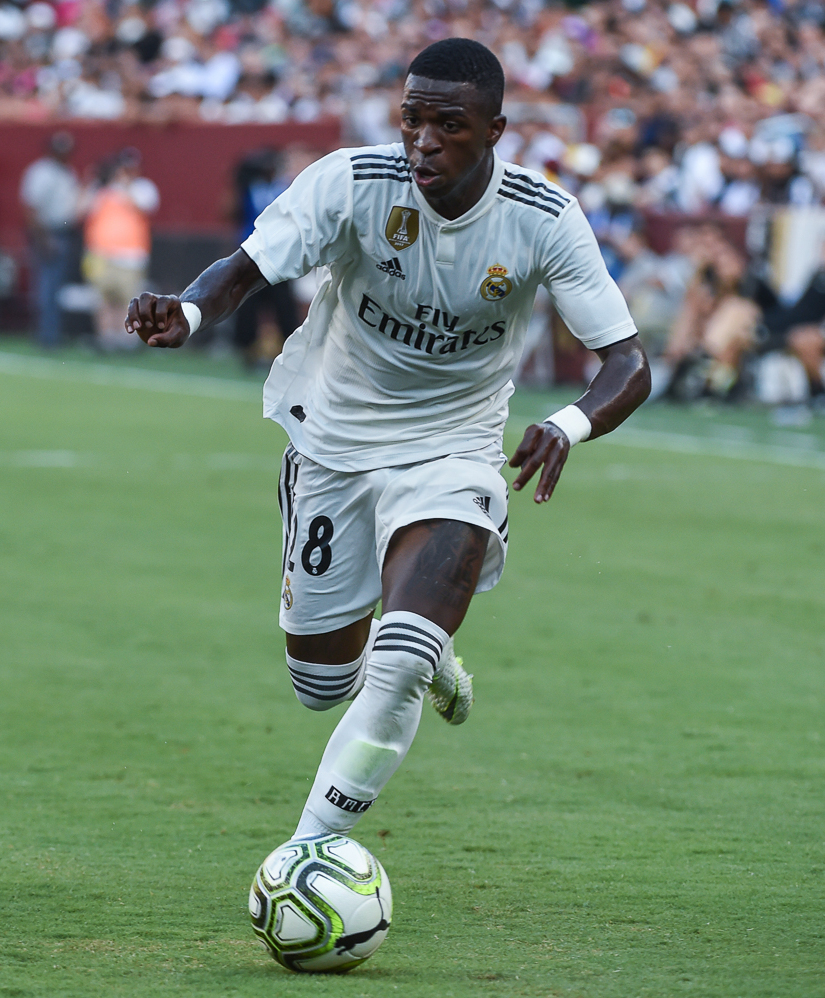
Vinícius tivera sua primeira temporada consistente sob o comando de Ancelotti. Antes da chegada do italiano, ele somava oito gols em 82 partidas.

Outra importante adição ao elenco foi o ponta-esquerda brasileiro Vinícius Júnior; que carecia de uma sequência de boas performances com Zidane, mas que se tornou o principal coadjuvante do time Merengue e justificou toda a expectativa que lhe era atribuída em sua chegada. Na primeira temporada com o italiano, o brasileiro fizera 17 gols em 35 partidas. Contente pela sua evolução profissional, o atacante comentou sobre o impacto de Carlo para ele:
| “                           | Ele me ajudou tanto, de muitos jeitos. Assim que chegou, conversou muito comigo e me deu conselhos. Era duro quando precisava ser, me dizia que eu não estava tomando as decisões certas, mas me dava um abraço quando eu precisava. É como um pai para mim. | ” |
| — Vinícius sobre Ancelotti. | |   |

O Real Madrid tivera um início muito positivo na La Liga de 2021–22. Com Benzema assumindo a responsabilidade de estufar as redes, a equipe colecionou vitórias em sequência e liderou a competição durante todas as rodadas, ainda que tivesse perdido ao Barcelona e Atlético de Madrid em algumas oportunidades. Os 27 gols do francês foram essenciais para que a equipe alcançasse os 86 pontos – 13 a mais que os Culés, e vencessem a Liga Espanhola. Durante o percurso, a equipe tivera de se dedicar à Supercopa da Espanha, onde venceram o clube catalão comandando por Xavi na semifinal e o Athletic Club na decisão.
Em sua temporada de reestreia, Carletto comandou o time nos títulos da Supercopa da Espanha e da La Liga, tornando-se o primeiro técnico a vencer as cinco principais ligas da Europa (La Liga, Ligue 1, Premier League, Bundesliga e Série A). Feliz com o feito, comentara sobre as conquistas nacionais após o Campeonato Espanhol:
| “ | Me enche de orgulho. Gosto do que faço, e ter vencido as cinco ligas significa que tenho feito bem. Estou orgulhoso de estar no Real Madrid e de ganhar títulos com este clube; quero mais. Conseguimos administrar bem o elenco, os jogadores têm sido mito sérios e profissionais. Meu trabalho foi bastante simples. Todos respeitaram as minas decisões e construímos um grande ambiente de trabalho. | ” |

Mesmo com um insucesso na Copa del Rey, o clube novamente mostrou-se muito eficaz na Liga dos Campeões da UEFA. Na Fase de Grupos, o time de Ancelotti surpreendeu o Continente negativamente ao perder o segundo jogo diante o Futbolniy Klub Sheriff no Estádio Santiago Bernabéu, mas teve essa como única derrota nesse período e classificou-se às Oitavas, onde enfrentaram o PSG.
Na França, tivera uma derrota nos acréscimos do segundo tempo quando Neymar de um passe para Kylian Mbappé superar Thibaut Courtois, que havia defendido um pênalti de Lionel Messi minutos antes, e abrir o placar. Na partida de volta, em solo espanhol, Benzema mostrou-se novamente eficaz e marcou um hat-trick e deixou o placar agregado em 3–2 e pôs a equipe às quartas de final; onde novamente estufou as redes três vezes diante o Chelsea, repetindo o placar de 3–1 do jogo passado. Na volta, mesmo derrotados, a somatória das partidas, 5–4, despachou o Blues e colocou-os na semifinal pela segunda vez consecutiva – pois haviam sido desqualificados na época passada justamente pelo clube de Stamford Bridge.
Por lá, foram derrotados no jogo de ida por 4–3 contra o Manchester City de Josep Guardiola. Na volta, contudo, Rodrygo (duas vezes) e Benzema concluíram o jogo na prorrogação e classificaram a equipe para uma final pela primeira vez desde 2018.

Escalação para Final da Liga dos Campeões em 2022.

Pela decisão, pôs a equipe no tradicional esquema de 4-3-3, mas sem repetir as posições do meio de campo que havia feito em 2014–15. Ao invés de ter um camisa 10 entre os meias, o italiano pôs o volante brasileiro Casemiro entre Kroos e Modrić e, em uma improvisação, adicional Federico Valverde, meio-campista de origem, na ponta direita. A decisão pouco usual – ainda que o uruguaio já tivesse atuado por outras regiões no campo –, mostrou-se crucial para o único tento do jogo: aos 59 minutos, Vinícius recebera um passe justamente de Valverde para fazer o gol do título diante o Liverpool de Jürgen Klopp. No dia 28 de maio de 2022, Carletto tornou-se o primeiro treinador a conquistar quatro vezes a Liga dos Campeões da UEFA.
Contente com o recorde e o título continental, Ancelotti deu uma entrevista falando sobre o tema:
| “                           | Eu sou um homem de recordes. Estamos em uma equipe vitoriosa. Eu acho que a temporada foi excelente e que passamos por vários jogos difíceis, tivemos um apoio muito forte nos confrontos. | ” |
| — Ancelotti sobre o título. | |   |

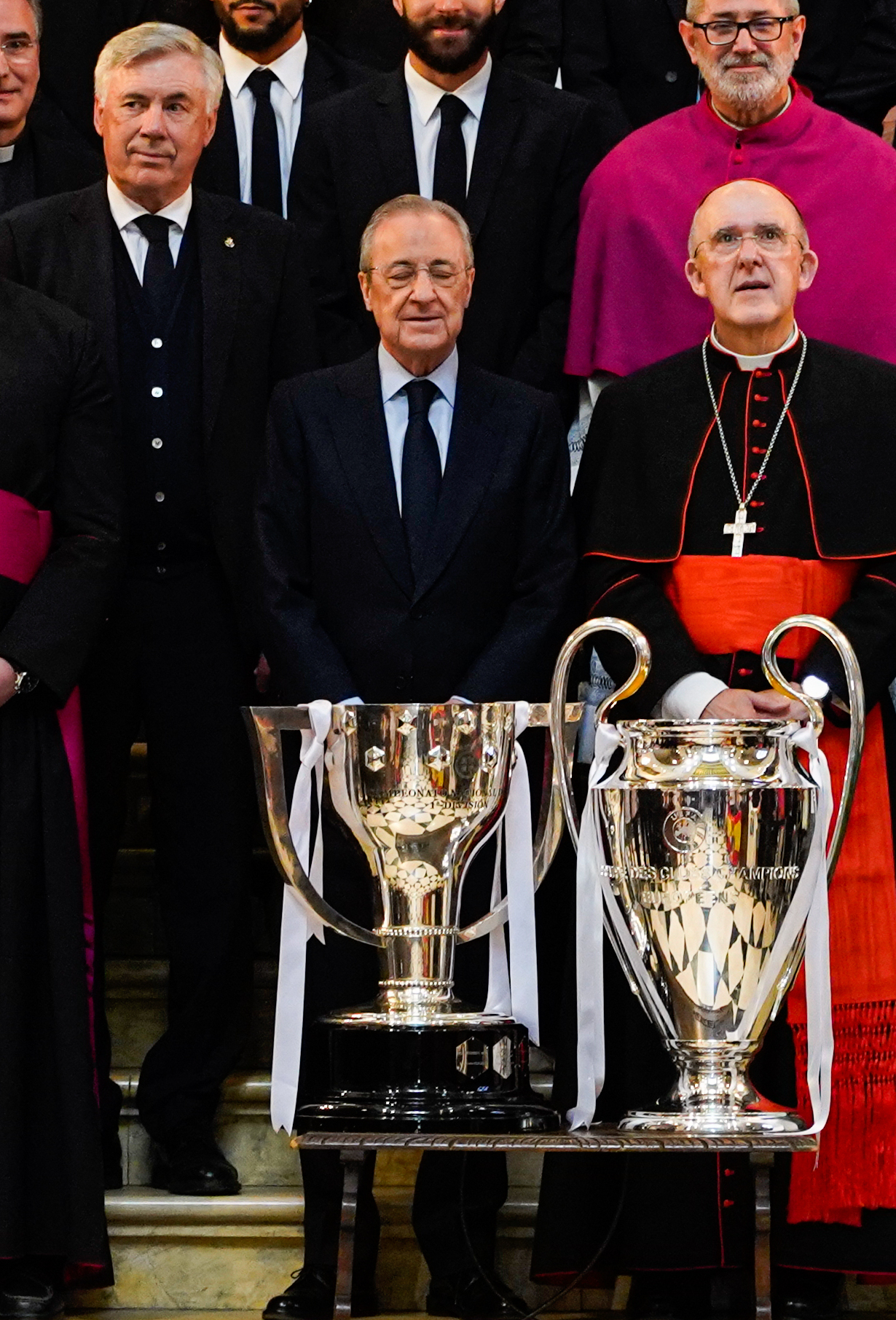
Ancelotti e Pérez posando para uma foto na Igreja onde ofereceram seus troféus para Nossa Senhora de Almudena.

Após a conquista, o elenco se direcionou a Madrid e fizera sua tradicional festa do título na Praça de Cibeles e ofereceram a Taça à Nossa Senhora de Almudena – algo que já havia sido feito em 2018. Mais tarde, no auge da comemoração com os adeptos, Ancelotti pediu para que Rodrygo e Vinícius puxassem os cantos da torcida local. A festa durou muitas horas e terminou quando chegaram em Santiago Bernabéu, após o discurso do brasileiro Marcelo, um dos capitães do Real. A comemoração do italiano com os demais jogadores tornar-se-ia tradição ao longo de sua passagem na Espanha e foi nesses momentos que a mídia mundial se atentava ao seu tratamento cordial com os jogadores da sua equipe.
Vencendo três troféus, a equipe voltou a ter uma grande época após a última conquista da Liga dos Campeões em 2018. Somado a isso, Carletto novamente tivera sob seu comando um vencedor da Ballon d'Or. Goleador da Champions e La Liga, Benzema superou os pontos de Kevin De Bruyne (175) e Sadio Mané (193) e foi o eleito pela France Football o Melhor Jogador do Mundo na temporada 2021–22 (com 549 pontos). Futuramente, recebera o Jogador do Ano da UEFA referente a mesma época vencedora.
Após vencer o prêmio, Benzema cedeu entrevista ao canal oficial do Real Madrid e revelara um desafio que Carlo havia proposto no início da temporada, ao qual não conseguiu cumprir, mas que lhe levara às redes múltiplas vezes, quase cumprindo o acordo:
| “                                                                                               | (Ancelotti) é um grande treinador. Me dá muita confiança e me deixa jogar o meu futebol. Apenas me pede para vencer e para fazer a diferença. Lembro de um dia estar no escritório dele questionou quantos gols eu conseguia marcar. Me propôs a marcar 50 gols, e eu, como tenho muita confiança e ambição, disse logo que sim. | ” |
| — Benzema sobre o desafio. Ao fim da época, terminou com 44 gols e 15 assistências em 46 jogos. | |   |

Além de ver o seu centroavante liderar a lista de Melhor Jogador, o próprio Ancelotti também foi condecorado com a premiação máxima entre os treinadores. Em 22 de agosto de 2022, o técnico de 63 anos recebera o troféu de Melhor Treinador do Ano da UEFA. Com 526 pontos, o comandante italiano superou Jürgen Klopp (210) e Josep Guardiola (108) na disputa. Os júri que decidira a conquista foi composto pelos representantes dos clubes que disputaram a Liga dos Campeões e um grupo de jornalistas selecionados pela European Sports Media.

#### 2022–23

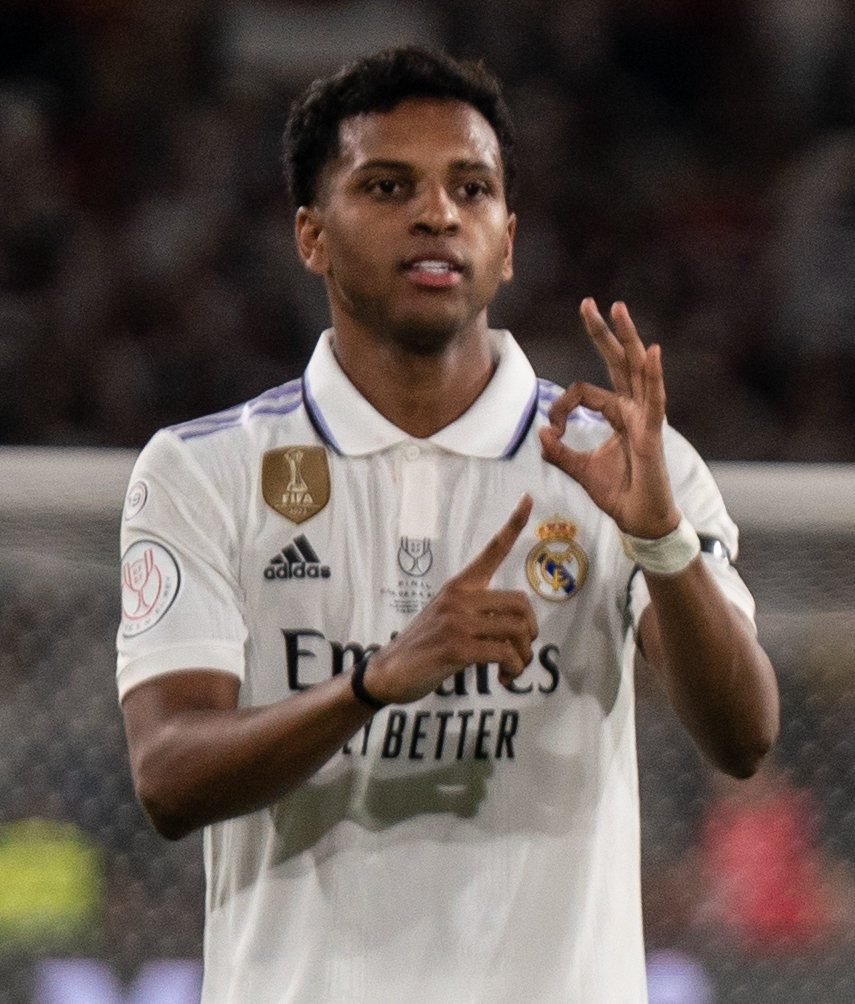
Rodrygo foi outro jogador brasileiro que tivera um considerável crescimento com Ancelotti a partir da época 2022–23.

Ao abrir a janela de transferências, Carlo recebera o zagueiro alemão Antonio Rüdiger e o meio-campista francês Aurélien Tchouaméni. Os poucos nomes levaram o clube a não repetir os feitos da época passada, mas não impediram o crescimento individual de Vinícius e Rodrygo, principalmente após as diversas partidas ausentes de Benzema por lesões variadas.
Na estreia da equipe espanhola, os Merengues derrotaram o Eintracht Frankfurt na Supercopa da UEFA de 2022. Em janeiro de 2023, Ancelotti coroou seu grande trabalho no Real Madrid faturando o Mundial de Clubes da FIFA, realizado no Marrocos. Na final realizada no Estádio Príncipe Moulay Abdellah, o clube merengue contou com o brilho de Vinícius Júnior e venceu o Al-Hilal por 5–3.
Todavia, os resultados na La Liga e a derrota na final Supercopa da Espanha de 2022–23 levaram o italiano a ter o trabalho criticado por parte da mídia local. Pela Liga, a ausência do centroavante goleador foi sentida, ainda que a dupla brasileira atingisse partidas de destaque, mas as mudanças de posição, em especial de Rodrygo que jogou por ambas as pontas e performou centralizado, demonstravam uma inconsistência coletiva dos Merengues de obter grandes resultados em sequência. Concluindo a Liga, o Madrid alcançou a segunda posição com 78 pontos, um a mais que o Atleti e dez a menos que o campeão Barcelona.
Em 21 de maio de 2023, Carlo tivera uma derrota ao Valencia por 1–0 no Estádio de Mestalla. Na partida, Vinícius foi alvo de racismo por parte da torcida adversária que o chamara de "mono (macaco). Indignado com a atitude criminosa dos torcedores rivais, o brasileiro denunciou dentro de campo a ação de um adepto do Valencia, a ação incisiva do sul-americano gerou indisposição com o goleiro Giorgi Mamardashvili e ambos entraram em uma discussão ainda no decorrer do jogo. Eventualmente, o árbitro tentou controlar a briga e expulsou apenas o alvo das injúrias raciais nos acréscimos do segundo tempo; igualmente incomodado com a ação dos torcedores, Carletto se posicionou fortemente contra os crimes cometidos na cidade de Valência naquela tarde:
| “                                                                             | Não quero falar de futebol. Vocês querem falar de futebol? Foi mais que uma derrota. Não parece? Eu sou muito calmo, mas aconteceu algo que não pode acontecer. Um estádio gritando "macaco" a um jogador, e um treinador pensar em ter que tirá-lo por isso. Algo está muito errado nesta Liga. Nada acontece. Houve neste ano uma dezena de denúncias pelos insultos ao Vinícius. E daí? O que aconteceu? Nada. | ” |
| — Ancelotti sobre os casos de racismo na Espanha contra o jogador brasileiro. | |   |

Em resposta, a Associação de Pequenos Acionistas de Valencia entrou com uma queixa contra o italiano. Mesmo com Carlo se retratando na mesma entrevista ao dizer que não havia sido todo o estádio, mas sim um grupo menor de adeptos, os acionistas colocaram em sua denúncia que Ancelotti havia tratado "como racista um estádio inteiro de 46.002 espectadores".

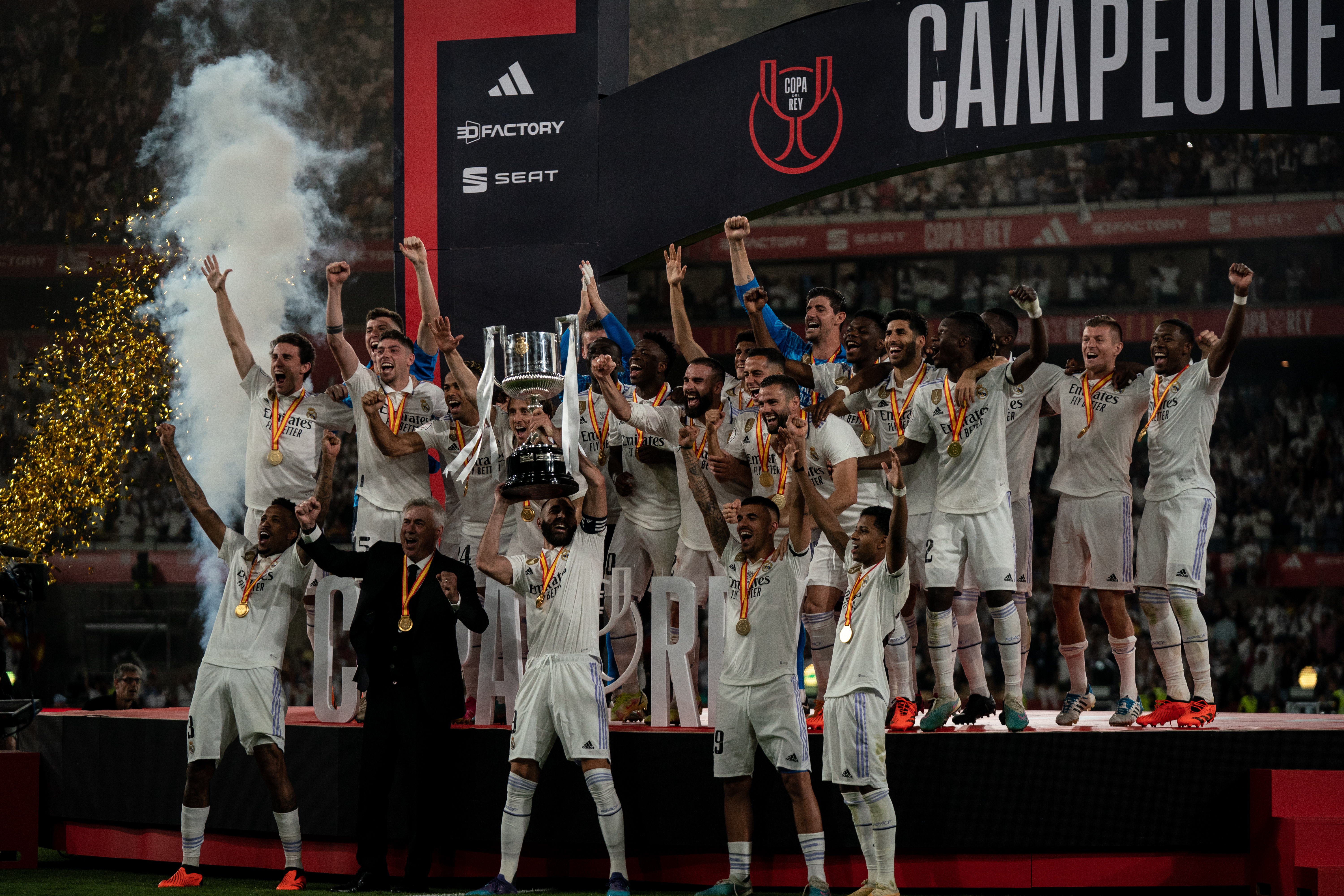
Ancelotti e o restante do elenco comemorando a Copa del Rey em 2023.

Mesmo com o insucesso nacional, a equipe pudera conquistar a Copa del Rey de 2022–23. Eliminando Villarreal, Atlético de Madrid e Barcelona na sequência, os Merengues atingiram a final e Carletto viu o talento brasileiro garantir o troféu. Rodrygo acertou o gol duas vezes, a primeira com assistência de Vini e contribuiu diretamente com o placar de 2–1 diante o Club Atlético Osasuna.
Novamente na Liga dos Campeões da UEFA, a equipe passou próxima Fase com apenas uma derrota. O trajeto pelas eliminatórias foi menos intenso e Carletto contemplou grandes performances dos seus atletas, como um 5–2 de virada diante o Liverpool nas Oitavas, e outro doblete de Rodrygo no jogo de volta contra o Chelsea nas quartas. Nas Semifinais, no entanto, só marcaram um gol no jogo de ida, feito por Vini em um empate por 1–1, e sofreram a eliminação diante o Manchester City na seguinte partida por 4–0 no Etihad Stadium.
Com a época irregular, o cargo de Ancelotti passou a ser revisto após as derrotas eliminatórias, e outros resultados negativos vindo de times menos qualificados na Liga, que culminaram em momentos de pouco prestígio. Ao mesmo tempo, a Confederação Brasileira de Futebol (CBF) se interessou pela contratação do treinador europeu. Inicialmente, o dirigente Ednaldo Rodrigues, então presidente da CBF, optou por aguardar a demissão do ex-jogador e deixou o cargo de treinador da Amarelinha ocupado pelo interino Fernando Diniz, que dividia o cargo como técnico do Fluminense, após a demissão de Tite.
A expectativa atingiu também o jogador Rodrygo, que deu entrevista revelando a forma como o italiano lidava com a possibilidade de assumir a Seleção para o ciclo da Copa do Mundo FIFA de 2026:
| “                                                                 | A gente mais brinca e fala 'Pô, Mister, estamos te esperando lá (na Seleção Brasileira)'. Ele brinca que a gente vai fazer a convocação juntos. Os três, os quatro (Ancelotti, Vinícius, Rodrygo e Éder Militão) na mesma sala. A gente fala em tom de brincadeira, mas toda brincadeira tem um pouquinho de verdade. A situação lá é difícil, tem que sair do Real Madrid para poder vir para cá. Então não dá para dizer antes como vai ser, mas claro que seria uma honra ter ele aqui. Quem não quer assumir a Seleção? Ele tem respeito pelo Real, mas caso ele saia, acredito que ele seja um dos principais nomes para vir para cá. | ” |
| — Rodrygo sobre a possível ida de Ancelotti à Seleção Brasileira. | |   |

Houveram intermediações com Ronaldo Nazário para que o comandante assumisse o Brasil ainda e 2023. No entanto, Florentino Pérez decidiu não liberar o treinador e as negociações com a Amarelinha fora encerradas; apesar do desejo da CBF permanecer vivo durante todo o percurso que o italiano comandou os Merengues.

#### 2023–24

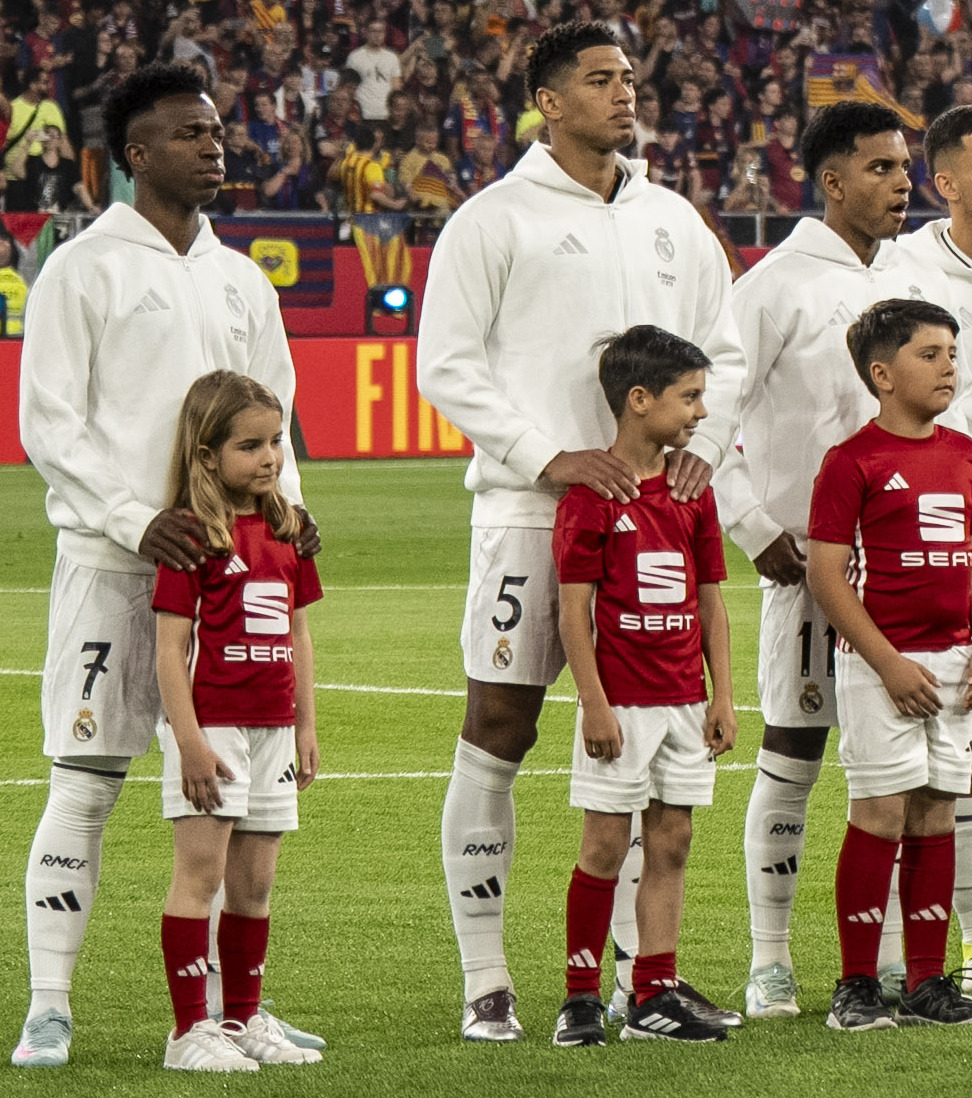
Vinícius, Bellingham e Rodrygo se tornaram os principais jogadores do Real Madrid nessa temporada.

Novamente o italiano recebera um número baixo de jogadores na primeira janela de transferências, mas conseguiu nomes mais significativos, como o goleiro reserva Kepa Arrizabalaga; o lateral Fran García; a jovem promessa turca do meio campo Arda Güler; e o inglês, destaque do Borussia Dortmund, Jude Bellingham. Como Benzema havia sido negociado ao futebol Saudita em julho de 2023, a equipe não possuía nenhum centroavante de alto nível em seu elenco, foi então que Carletto optou por uma mudança ousada, mas igualmente eficaz: retornou ao 4-4-2, deixando Vini e Rodrygo centralizados enquanto Bellingham se infiltrava pelo meio como um elemento surpresa.
A escolha mostrou-se esplêndida. Logo no começo da época o meia-atacante inglês mostrara todo o seu talento e passou a marcar muitos gols em sequência; sua comemoração característica de braços abertos conquistou uma legião de fãs e rendeu-lhe o apelido de Belligol. Rodrygo também aumentou a participação de gols se comparado a época passada, mas foi Vinícius Júnior, agora assumindo a lendária camisa 7 do Real Madrid, quem obteve o verdadeiro massivo destaque na equipe. Apesar de algumas lesões terem o impedido de atuar por mais jogos, foi o brasileiro que influenciou em diversos resultados positivos ao longo da primeira metade da temporada.
O sucesso inicial levou Ancelotti a renovar seu contrato com o Real Madrid em dezembro de 2023, assinando um novo vínculo até junho de 2026. Com isso, o técnico pôs fim às especulações para assumir o comando da Seleção Brasileira. O dirigente Ednaldo Rodrigues, então presidente da CBF, chegou a garantir contratação do italiano, mas Carlo sempre despistou sobre o assunto.
Seguindo a época de sucesso, Vinícius passou a ser ainda mais alvo de racismo por parte dos torcedores adversários de tal modo que precisou recorrer a UEFA para que atitudes sérias fossem tomadas. As recorrentes situações levaram Carletto a se posicionar novamente contra as atitudes criminosas proferidas ao principal jogador brasileiro da época:
| “                                                                  | O problema está aí, eu acredito que está. Não vou mudar minha opinião sobre o racismo na La Liga. Acho que o Valencia reagiu muito bem após o episódio (de racismo). São os outros que precisam agir agora. Quando falamos de tolerância zero, é para nós e para todos. Acho que é necessário reagir e erradicar esses problemas. São coisas muito feias que afetam a todos em nossa sociedade. Os criminosos (que perpetuam o racismo) não deveriam estar nas ruas, deveriam estar em outro lugar. | ” |
| — Ancelotti sobre os insistentes casos de racismo contra Vinícius. | |   |

Mesmo com os problemas advindo das arquibancadas rivais, o Real Madrid fizera uma grande época na La Liga de 2023–24. Bellingham anotou 19 tentos e foi eleito o Melhor Jogador da La Liga; ele e Vini integraram o Time da Temporada, enquanto Ancelotti foi eleito duas vezes o Treinador do Mês do Campeonato. Os Merengues também alcançaram os 95 pontos, encabeçando a competição e adquiriam uma vantagem de 10 pontos para o Barcelona, o vice-campeão. A temporada seria vencida de forma invicta, mas Diego Simeone os derrotara na 6ª rodada no Dérbi de Madrid pelo placar de 3–1; esta foi a única derrota em 38 partidas da equipe branca da capital espanhola.
O título espanhol também foi conquistado na Supercopa da Espanha de 2023–24, onde derrotaram, em sequência, o Atlético de Madrid e o Barcelona e comemoraram o troféu após uma goleada por 4–1 no El Clásico, com hat-trick do camisa 7 brasileiro. No entanto, a Copa del Rey reservou-lhes um destino menos feliz, já que atuaram apenas por dois jogos e foram derrotados por 4–2 pelo Atleti.
Disputando a Liga dos Campeões da UEFA de 2023–24, Ancelotti tivera um início tranquilo na Fase de Grupos. Em seis jogos, a equipe venceu 100% dos seus confrontos e passou em primeiro às Oitavas; onde encontrou o seu primeiro empate na competição no jogo de volta contra o RasenBallsport Leipzig, mas o placar agregado de 2–1 levou a equipe da Espanha às Quartas.
No dia 9 de abril de 2024, no jogo de ida das quartas de final da Liga dos Campeões — um empate em casa contra o então atual campeão Manchester City —, Carlo Ancelotti tornou-se o primeiro treinador a chegar aos 200 jogos na competição europeia. Após um novo empate no jogo de volta, dessa vez por 1–1, o Real Madrid venceu por 4–3 nos pênaltis e eliminou o time inglês. Após a quebra do recorde de longevidade, Carlo Ancelotti refletiu sobre como a modernização do futebol afetou o trabalho de técnico:
| “                                        | Agora é muito mais complicado do que antes. Antes, eu só tinha um pedaço de papel onde colocava: barreira defensiva, quem cobrava escanteios, quem cobrava pênaltis, quem ia cabecear, as marcações nas bolas paradas defensivas... e era isso. Agora há clipes que mostram a posição dos jogadores em lances de bola parada, tanto na defesa quanto no ataque. Se você tira um jogador e outro entra, você tem que dizer: 'Olha, você tem que assumir essa posição' | ” |
| — Ancelotti sobre a evolução do futebol. | |   |

Novamente a equipe empatou o jogo de ida, dessa vez por 2–2 contra o Bayern, mas conseguiram se classificar à final após derrotarem-nos por 2–1 com dois tentos de Joselu, sendo o último nos acréscimos do segundo tempo – em um gol que gerou debates sobre sua a regularidade de sua posição.

Os elencos escalados à Final da Liga dos Campeões.

Na decisão, Ancelotti pôs o Real dentro de sua formação mais utilizada no ano, com exceção de Andriy Lunin, que havia feito quase todo o percurso na competição após lesão de Thibaut Courtois e a não utilização de Kepa no gol espanhol. Carlo optou pela experiência do guarda-redes, mesmo após um retorno tardio na época. O ucraniano também não viajou com o elenco para Inglaterra por estar gripado.
Ao longo dos 90 minutos no Estádio de Wembley, o Real Madrid e o Borussia Dortmund, comandado por Edin Terzić, fizeram uma partida equilibrada. Os alemães foram ofensivos e buscaram em Karim Adeyemi o gol, mas o insucesso em suas tentativas fez com que o placar ficasse nulo nos primeiros 45 minutos. Na etapa complementar, Dani Carvajal recebera um cruzamento advindo do escanteio de Toni Kroos e abriu o placar aos 74 minutos. Aos 83, após passe de Bellingham, Vini estufou as redes de Gregor Kobel pela última vez no jogo e garantiu a 5ª Liga dos Campeões para Carletto; a 7ª contando seu bicampeonato com o Milan entre os anos 80 e 90, ainda como jogador.
Após a decisão vencida, Ancelotti tivera de lidar com a despedida de um atleta que outrora foi trazido pelo próprio uma década antes. Toni Kroos havia informado sobre sua aposentadoria ao fim da temporada vigente e a concluiu de maneira especial após dar uma assistência na vitória contra o Dortmund. Ovacionado pelos adeptos e por atletas da equipe Merengue, o próprio Carlo apelou para que o meio-campista repensasse sobre sua aposentadoria, algo que o alemão não fizera. Decidido a aceitar a escolha do camisa 8 de parar como um dos grandes atletas em atividade, o italiano disse:

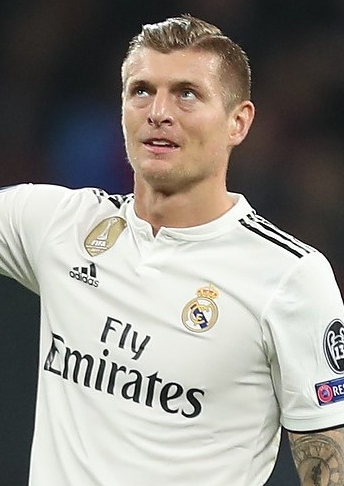
Kroos pelo Real Madrid.

| “ | As lendas têm de escolher seu destino e como terminar aqui. Kroos tomou essa decisão e temos que respeitar. Temos que nos despedir dele da melhor maneira possível. É a decisão de um homem com coragem. Nós conversamos sobre isso. Ele estava convencido e que queria se despedir em alta. Entendo isso perfeitamente. Despedir-se assim seria o ideal. Todo mundo quer, mas é preciso ter a coragem de tomar a decisão. Em um nível técnico, ele é um jogador muito difícil de encontrar, mas não estamos pensando nisso agora (um substituto). [...] Substituir um jogador desse nível é muito difícil, se não impossível, mas este time tem recursos. Os jovens jogadores têm de assumir mais responsabilidade e seguir o caminho desses últimos dez anos. Todo ano a equipe perde peças, mas o que não podemos perder é a atmosfera, o comprometimento e a atitude. | ” |

Após a conquista, Ancelotti viu Vinícius Júnior se tornar o jogador com mais assistências na Liga dos Campeões empatado com Bellingham e o meio-campista austríaco do Borussia Marcel Sabitzer. O italiano ainda contemplou Carvajal, Rüdiger, Jude Bellingham e Vini integraram o Time do Torneio; bem como viu o camisa 7 vencer o prêmio de Melhor Jogador da competição, enquanto o inglês debutante na equipe foi condecorado como Melhor Jogador Jovem da Temporada na Champions.
Ainda em campo depois da vitória, o italiano afirmou que não havia dúvidas de que Vini "é Bola de Ouro". Em seguida, deu uma nota para o seu trabalho na temporada:
| “ | Muitas vezes vocês (da imprensa) me pedem uma nota para o meu trabalho. Eu ganho um 10 desta vez. Esta temporada é uma temporada de nota 10, porque lidamos muito bem com ela e meus jogadores têm sido fantásticos. | ” |

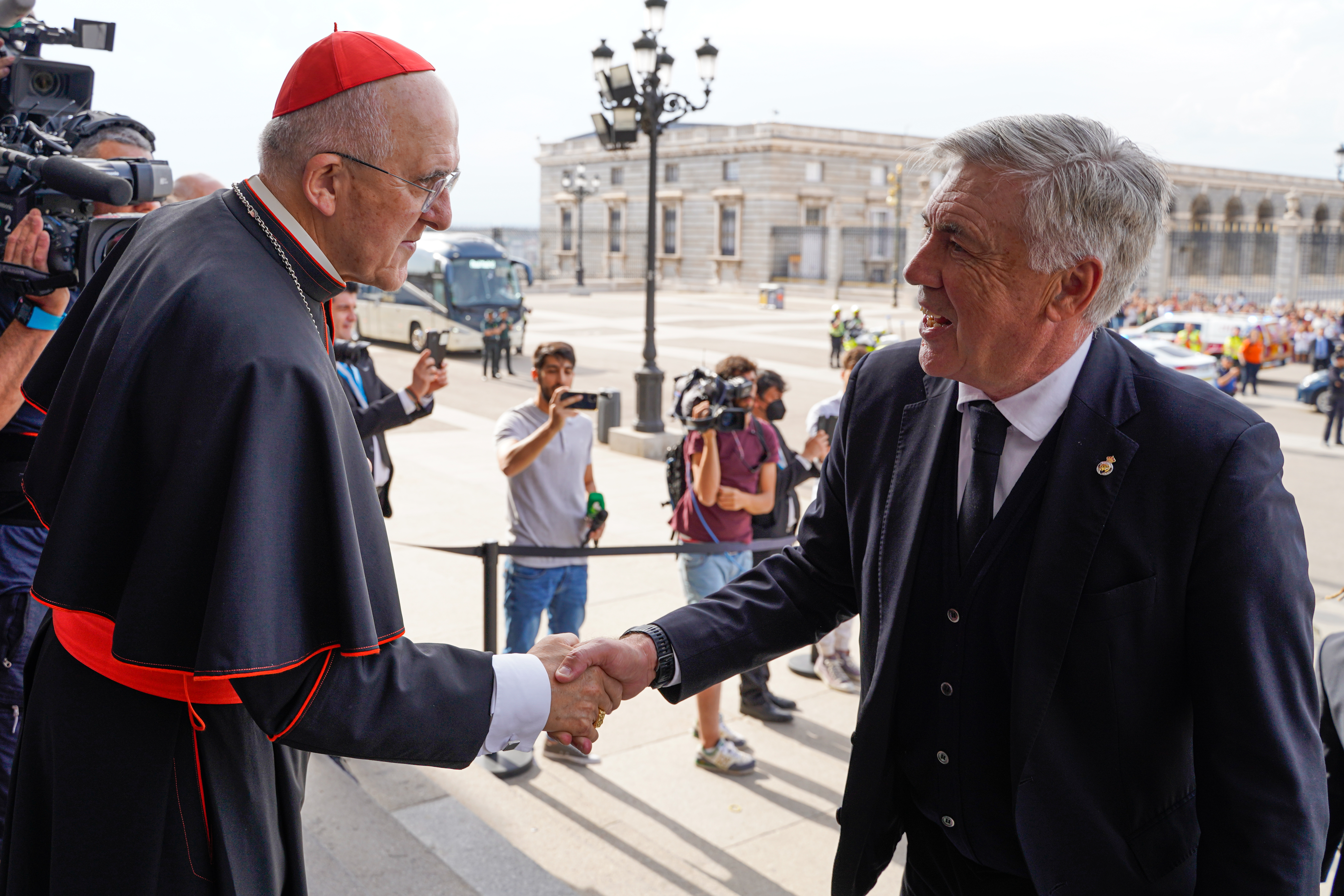
Ancelotti chegando na Catedral de Almudena.

Retornando para Madrid, o time novamente rumou à Praça de Cibeles e ofereceu o Troféu Continental pela terceira vez na história para Nossa Senhora de Almudena. Por lá, dançou com os jogadores no trio elétrico que levaram a equipe pela cidade, do mesmo modo que se uniu a todos os brasileiros da equipe para uma foto memorável onde punha um charuto na boca ao lado do que ele chamou de "amigos".
Em outubro de 2024, France Football organizara novamente o prêmio da Ballon d'Or e as grandes performances das estrelas Merengues fez com que Carvajal, Kroos, Vinícius e Bellingham fossem nomes do Real fortemente cotados para vencer a Bola de Ouro. Na mesma noite, o italiano vencera o Troféu Johan Cruyff, simbolizando que ele havia sido o Melhor Treinador da Temporada 2023–24. Por lá, a equipe de Madrid recebera também o prêmio de Clube de Futebol Masculino do Ano. Nas redes sociais, Carlo agradeceu:
| “                                               | Quero agradecer minha família, meu presidente, meu clube, meus jogadores e principalmente a Vini e Carvajal. | ” |
| — Ancelotti sobre vencer o troféu Johan Cruyff. | |   |

A medida que eram reveladas as posições dos 30 Melhores Jogadores do ano, os atletas do Real Madrid conseguiam posições elevadas; Federico Valverde foi o primeiro nome citado e alcançou a 17ª colocação (58 pontos), enquanto Toni Kroos assumiu a 9ª (291 pontos); Dani Carvajal quase assumiu o pódio, pois atingiu a 4º posição (550 pontos).
O top 3 seria formado obrigatoriamente por Vinícius, Bellingham e Rodri, este último um volante espanhol do Manchester City que havia conquistado o tetracampeonato inglês e da Euro 2024. No entanto, após conhecimento antecipado de Florentino Pérez sobre a derrota do brasileiro, nenhum representante da equipe rumou à Paris para premiação. A imprensa tinha a informação de que o presidente descobriu que Rodrigo seria o vencedor pela somatória dos pontos e comunicou seus jogadores para não irem à França. Didier Drogba, ídolo do Chelsea e ex-jogador de Ancelotti, anunciou na cerimônia de que o jogador dos Citizens havia se tornado o Melhor Jogador do Mundo na temporada.
A premiação causou incômodo por parte da mídia brasileira que acusou os votantes de terem tirado a Bola de Ouro do camisa 7, que ficou em segundo lugar, por motivos que transcendiam os acontecimentos no campo. Os frequentes casos de racismo na Espanha, denunciados com a mesma veemência pelo sul-americano, também foram pontos levantados por comentaristas do esporte. O diário espanhol Sport havia comentado sobre a possível vitória de Rodri antes do evento e afirmou que as reclamações constantes de Vinícius, suas provocações e seus atos reprováveis no campo "seguramente tiraram votos"; Vicent Garcia, Chefe da Bola de Ouro, apenas afirmou que a presença de Jude e Dani entre os cinco primeiro colocados retirou alguns pontos do brasileiro por uma questão matemática. Ao revelarem os pontos, o espanhol liderou com 1170; seguido de 1129 do atacante Merengue; concluído pelos 917 do meio-campista inglês.
À época, Ancelotti não fizera um pronunciamento sobre a perda da Bola de Ouro do favorito Vinícius; no entanto, um mês depois, após uma vitória pela La Liga com gol do brasileiro, o italiano publicou uma imagem nas redes sociais onde abraçava o camisa 7 com a legenda "Te quiero, Vini (Te amo, Vini)". Em diferentes entrevistas do mês de novembro, Carletto comentara sobre a premiação, fazendo a última a pós a postagem da imagem onde abraçara o brasileiro:
| “ | Estou feliz, a Bola de Ouro já aconteceu, para mim foi a 1 de junho com a conquista da Liga dos Campeões, e temos de dar os parabéns a todos os premiados. [...] Para nós, é ele (Vinícius) quem faz a diferença. A Bola de Ouro é um pequeno detalhe, e não o afetou, como vimos hoje. | ” |

Já em dezembro de 2024, Vinícius foi condecorado com o The Best FIFA, agora superando Rodri e Bellingham no top 3. Apesar de não ser a Bola de Ouro, esta foi a quinta vez que um jogador venceu o prêmio de Melhor Jogador da Temporada em que Ancelotti o comandara; juntando-se a lista formada por Andriy Shevchenko (2004), Kaká (2007), Cristiano Ronaldo (2014) e Benzema (2022). Antes da premiação, Carlo chegou a dizer em entrevista de que o jogador estava pronto para ser reconhecido com o troféu:
| “                                                                               | Eu acho que ele está pronto para o que está fazendo. Ele é um jogador fantástico. Eu acho que ele está pronto para o que está fazendo. E no último ano, no ano passado e no ano que vem, ele está pronto. | ” |
| — Ancelotti sobre a possibilidade de vitória de Vinícius no FIFA The Best 2024. | |   |

Desse modo, Ancelotti concluiu a temporada com três troféus e afastou ainda mais as especulações que indicavam um acerto ou aproximação com a Seleção Brasileira. A CBF, então, optou pela demissão de Fernando Diniz após apenas seis partidas e escolheu Dorival Júnior para assumir o cargo e disputar a Copa América de 2024 – competição que o presidente da Entidade havia afirmado que Carletto disputaria – e as partidas restantes das Eliminatórias.

#### 2024–25
Após o contrato do goleador acabar com o PSG, o Real Madrid trouxe Kylian Mbappé para compor o ataque espanhol e dar ao Ancelotti um camisa 9 com condições de repetir os feitos de Benzema. Além dele, Endrick aportou em Madrid em julho de 2024, quando completara 18 anos e cumpriu seu contrato com o Palmeiras até o período. As baixas compras viriam a ser um ponto de reclamação de Carlo ao longo da época, pois o time Merengue tivera de lidar com muitas baixas na região de defesa.

As equipes escaladas para Supercopa da UEFA.

Mbappé rapidamente alcançou as redes na equipe, pois em sua estreia, na vitória por 2–0 contra Atalanta pela Supercopa da UEFA de 2024, marcou um gol aos 68 minutos, nove após Federico Valverde, e vencera seu primeiro troféu Continental na carreira.
Com o francês, a equipe havia criado um time "Galáctico" novamente. As quatro peças mais ofensivas do clube, Mbappé, Vinícius Júnior, Rodrygo e Jude Bellingham, tinham enorme expectativa, pois eram capazes de balançar as redes adversárias com frequência. Eventualmente, apesar de ser o atleta com menos tempo no time, Kylian se tornou o alvo dos gols Merengues e rapidamente se tornou o goleador máximo da La Liga de 2024–25 com 31 tentos. Tamanho havia sido seu talento que o jogador ultrapassou Mohamed Salah e Viktor Gyökeres na briga pela Bota de Ouro da UEFA e a conquistou com 62 pontos. O camisa 9 se tornou o segundo jogador sob o comando de Ancelotti a conquistar tal prêmio.
Apesar do sucesso individual, Ancelotti não conseguiu criar uma equipe que equilibraria o talento dos seus quatro principais nomes. Vinícius não conseguiu repetir os grandes momentos que o levaram a ser o Melhor do Mundo pela UEFA, do mesmo modo que Bellingham também tinha tido menos destaque. Rodrygo passou a ter menos destaque e sentia-se ofuscado pelos outros três; a mídia local passou a vincular notícias de que o jogador estava insatisfeito e que havia decidido deixar o clube.
Junto da dificuldade de fazer boa gerência com tantos talentos, a mídia internacional indagava Ancelotti com frequência sobre a baixa utilização das promessas Endrick e Arda Güler – que muitas das vezes sequer saiam do banco de reservas. Os problemas foram aumentado a medida que os defensores do Madrid passaram a sofrer com problemas físicos, tendo que improvisar outros nomes para suprir ausências de Éder Militão, Antonio Rüdiger, Dani Carvajal, Ferland Mendy e David Alaba no último El Clásico da La Liga – que perderam por 4–3.
Ademais, o Barcelona tivera uma mudança em sua forma de jogar. Hans-Dieter Flick assumiu a equipe catalã e elevou o talento da jovem promessa Lamine Yamal e deu a Raphinha sua melhor época desde que aportou na Europa. Somado aos importantes gols de Robert Lewandowski, o alemão liderou a equipe para que eles conquistassem todos os troféus nacionais da temporada – e 100% deles colocando o Real Madrid como segundo colocado.

O Real Madrid contou com alguns desfalques para final da Copa del Rey de 2024–25.

Vencer o time catalão se tornou um desafio para Carlo, e um dos fatores que viria a causar sua demissão na mesma época. Quando se enfrentaram pela primeira vez, os Culés os golearam por 4–0, quando repetiram o confronto no segundo turno, novamente a equipe do Camp Nou os vencera, dessa vez por 4–3. Na Supercopa da Espanha de 2024–25, os Merengues chegaram à final, mas ficaram com a segunda posição após serem superados por 5–2 com gol do trio de ataque da Catalunha e um gol do zagueiro Alejandro Balde. Na mesma época, foram vice colocados na Copa del Rey de 2024–25 após um triunfo de 3–2 do Barça na prorrogação.
Após a derrota na Copa del Rey, Ancelotti tivera um encontro com Florentino Pérez para discutir o seu futuro no clube. Na época, o treinador era fortemente cotado para assumir a Seleção Brasileira, do mesmo modo que recebia sondagens para assumir a Roma pela primeira vez na carreira. Na mesma época, o presidente madrilenho havia se incomodado com a aproximação da CBF com o italiano e decidiu que não atenderia o desejo de Carletto de receber todo o valor previsto até o final de seu contrato em 2026. No entanto, as derrotas nos momentos mais relevantes da temporada levaram o mais velho a cogitar pela não continuidade de Carlo.
A equipe também encontrou em campo pela Liga dos Campeões da UEFA de 2024–25 pela primeira vez em seu novo formato. Em substituição de um grupo com seis equipes, a UEFA havia criado uma Fase de Liga onde cada equipe disputaria oito partidas e somaria pontos contra outros 36 clubes. Nas partidas, os Merengues encontraram resultados negativos e sofreram derrotas ao LOSC Lille, Milan e Liverpool. Contudo, venceram os demais jogos e somaram 15 pontos, mas não se classificaram diretamente às Oitavas de Final; tendo de eliminar o Manchester City para alcançar tal Fase.
Nas Oitavas, superaram o Atlético de Madrid nas penalidades após uma cobrança anulada de Julián Alvarez por conta de um sutil toque do pé de apoio. Esse jogo marcou uma mudança nas regras do futebol europeu, pois foi revista a regra de anulação de pênaltis por dois toques – fazendo o cobrador ter de repeti-la.
Nas Quartas, porém, enfrentou o Arsenal de Mikel Arteta. No jogo de ida, Declan Rice fizera um doblete de falta antes de Mikel Merino concluir a vitória por 3–0 no Emirates Stadium. No Bernabéu, Thibaut Courtois defendera um pênalti de Bukayo Saka aos 13 minutos; mas aos 65, o mesmo atleta abriu o placar. Mesmo com Vini empatando a partida após dois minutos, o Arsenal desempatou o marcador com Gabriel Martinelli e se classificou vencendo ambos os jogos.
A eliminação aumentou ainda mais as especulações de demissão e acordo com a Seleção Brasileira. O italiano, porém, tratou de afirmar que não sabia qual seria seu futuro, e que o Arsenal merecia a vitória nos dois jogos da Liga dos Campeões:
| “                                               | Para mudar a dinâmica, precisávamos de algo, talvez o pênalti que nos foi tirado... Alguma coisa, precisávamos de alguma coisa. Mas temos de ser honestos, o Arsenal mereceu-o em ambos os jogos. O futebol tem um lado feliz e um lado triste. Já vimos o lado feliz muitas vezes, hoje ficamos com o lado triste. Agora, estamos na luta pela La Liga, temos a final da Taça, temos o Mundial de Clubes... É uma época interminável, mas temos de nos recompor, é outra parte do futebol a que não estamos habituados. Não sei qual será meu futuro e não quero saber. | ” |
| — Ancelotti após a eliminação diante o Arsenal. | |   |

Durante a temporada, o Real Madrid dedicou o dia 18 de dezembro para ir ao Catar enfrentar o Pachuca pela decisão da Copa Intercontinental da FIFA de 2024. Em 90 minutos, Mbappé, Rodrygo e Vinícius estufaram as redes dos mexicanos e garantiram o troféu após um resultado de 3–0. Esta foi a última vez que o clube vencera uma Taça sob o comando de Ancelotti.
Os últimos jogos da equipe espanhola na época foram cercados de especulações. O Barcelona já havia se tornado o principal vencedor da Espanha, enquanto Mbappé liderava as estatísticas de gols pela Bota de Ouro. Rodrygo tinha sua continuidade incerta, enquanto Ancelotti já tinha certeza de que deixaria o clube ao final da La Liga. De maneira similar a época passada, o meio-campista, e capitão, Luka Modrić decidiu deixar o Real Madrid após a partida de encerramento do Campeonato Espanhol e a diretoria tratou de despedir-se de ambos após o apito final da 38ª rodada. Em uma homenagem cercada de aplausos, bandeiras e lágrimas, a dupla agradeceu aos adeptos e discursou antes de deixarem o lendário estádio pela última vez sob contrato com os Merengues. Ancelotti, grato pelo apoio, disse em discurso:
| “                         | Boa tarde. Não pensem que é fácil falar hoje. Foi uma honra, um prazer treinar este clube, esta equipe. Antes de mais nada, quero agradecer ao meu querido presidente Florentino Pérez. Foi fantástico, obrigado por estes momentos. Foi extraordinário vivenciar isto com você, foi uma história inesquecível, porque ninguém pode esquecer os três gols do Benzema contra o PSG, ninguém pode esquecer os dois do Rodrygo contra o City, nem a assistência de Luka. E ninguém pode esquecer os dois gols de Joselu. E eu também não posso esquecer todos os dias que passei aqui. E termino com o Hala Madrid e nada mais. Amo vocês! | ” |
| — Ancelotti em despedida. | |   |

No dia 23 de maio de 2025, o Real Madrid anunciou a saída de Carlo Ancelotti. No comando do Real Madrid desde 2021 nessa segunda passagem, Ancelotti conquistou duas Champions League, duas La Liga, duas Supercopa da Uefa, duas Supercopa da Espanha, um Mundial de Clubes, um Intercontinental e uma Copa do Rei. O italiano deixou a equipe antes da disputa do Mundial de Clubes FIFA de 2025 em seu novo formato. Para tal competição, Pérez decidiu contratar Xabi Alonso após sua passagem marcada por recordes na Bundesliga. O nome do ex-jogador comandado por Carletto já era muito especulado desde que o Bayer 04 Leverkusen havia tirado a hegemonia alemã do FC Bayern München na Alemanha na época 2023–24, mas só foi confirmada após Carlo deixar o cargo.
Somada todas as temporadas de Ancelotti pela equipe espanhola, Ancelotti fizera 353 jogos, 250 vitórias, 50 empates e 53 derrotas; concluindo a vitoriosa passagem com 75,54% de aproveitamento e 15 títulos conquistados.

### Seleção Brasileira
Em 12 de maio de 2025, Carlo Ancelotti foi anunciado por Ednaldo Rodrigues, na época presidente da Confederação Brasileira de Futebol (CBF), como novo treinador da Seleção Brasileira. O técnico foi contratado para comandar a equipe até o final da Copa do Mundo de 2026. O italiano tinha contrato com o Real Madrid até o ano de 2026, mas, devido a um ajuste entre as partes, o fim do contrato foi antecipado para o final da temporada 2024–2025.
A chegada do Europeu ao cargo foi tratado majoritariamente como uma grande aquisição da CBF ao cargo. No entanto, por conta da tradição de técnicos brasileiros que lideraram a Amarelinha a cinco Títulos Mundiais, alguns nomes do futebol brasileiro demonstravam ressalvas pela contratação de Carlo. Entre eles, Cafu, seu antigo jogador do Milan, que havia indagado, em 2024 diante todas as especulações, se Carletto havia feito "alguma entrevista falando que é uma honra dirigir a Seleção" ou "honrado de vestir essa camisa amarela". Com a iminência de sua chegada, em 2025, comentou sobre a escolha da Confederação Brasileira e o desejou sorte:
| “ | Se Ancelotti for escolhido, ele será muito bem-vindo, mas somos o único país que venceu o Campeonato Mundial cinco vezes sem precisar de um técnico estrangeiro. Sempre tivemos treinadores nacionais, isso é fato. Não é que um estrangeiro não deva vir para Seleção, mas eu apostaria em um técnico brasileiro para esta Copa do Mundo. Porque? O torneio está a um ano e meio de distância. Então, eu daria chance para esse treinador elaborar um plano e montar um time capaz de vencer a Copa do Mundo. Talvez até 2030, considerando um longo ciclo de qualificação, um treinador estrangeiro com quatro anos de trabalho poderá fazê-lo. | ” |
| — Cafu, capitão do pentacampeonato em 2002, sobre a vinda de Ancelotti pouco antes do anúncio oficial. | |   |

A repercussão de sua chegada ao Brasil foi imediata, jornais do mundo todo elogiaram a decisão da Seleção Brasileira em contar com um dos técnicos mais vitoriosos em atividade para integrar a sua vasta história. Em coletiva ao assumir o cargo, Carlo comentou sobre o desafio de estar a frente de uma Seleção:
| “                                               | Na Itália nunca me convidaram (para assumir a Seleção). O interesse foi do Brasil. Eu sinto muito orgulho de estar aqui, porque a história diz que o Brasil é a melhor Seleção do mundo. O Brasil ganhou cinco Copas do Mundo e quer ganhar a sexta e me escolheu para ganhar. É uma tremenda responsabilidade, mas eu a encaro com prazer. A minha conexão com o Brasil começou muito cedo, nos anos 80, com Falcão, Cerezo, depois treinei 34 jogadores brasileiros. Mencioná-los todos eu consigo, porque tenho boa memória, mas me parece uma falta de respeito caso esqueça alguém. [...] | ” |
| — Ancelotti sobre assumir a Seleção Brasileira. | |   |

Apenas dois dias depois de fazer seu último jogo pelo Real Madrid, Ancelotti mostrou ao mundo sua primeira convocação para disputa de dois jogos das Eliminatórias da Copa do Mundo FIFA de 2026 contra o Equador e Paraguai. Dentre os nomes convocados, Ancelotti trouxe Richarlison pela primeira vez desde março de 2024 – onde foi chamado por Dorival Júnior, mas não entrou em campo. O italiano também trouxe de volta, após um hiato, atletas como Andrey Santos, Casemiro, Antony e Hugo Souza. Alexsandro, zagueiro do Lille que participara da vitória contra os Merengues na Liga dos Campeões, foi chamado pela primeira vez à Seleção. Rodrygo e Neymar foram ausências por questões físicas.
A Seleção Brasileira estreou sob o comando de Ancelotti no dia 5 de junho de 2025, no Monumental Banco Pichincha, no Equador. Em um 4-3-3 sem um meia-atacante, e usando Richarlison como referência, a equipe não mexeu no placar e as Seleções empataram por 0–0. Cinco dias depois, o europeu estreou em solo brasileiro atuando na Neo Química Arena e viu Matheus Cunha dar uma assistência para Vinícius Júnior marcar o único gol do jogo contra o Paraguai. Nessa partida, utilizou justamente o artilheiro da partida como atacante centralizado entre Gabriel Martinelli e Raphinha; entre ambos, Cunha atuava atrás de Vini de modo parecido com que o treinador utilizou Bellingham na temporada 2024–25.
O empate a vitória conquistados nessas duas partidas levaram o Brasil a obter 25 pontos e se garantir matematicamente na Copa do Mundo FIFA de 2026 com 16 partidas. A reação da imprensa em relação aos jogos foi muito positiva e o italiano se comprometeu, após cumprir férias, que observaria algo próximo de 70 jogadores até as próximas partidas de Eliminatórias – que ocorreria em cerca de três meses.

## Vida pessoal
Em maio de 2009, lançou o livro autobiográfico Preferisco la coppa. Vita, partite e miracoli di un normale fuoriclasse, escrito junto com Alessandro Alciato.
O treinador tem dois filhos: Katia e Davide, frutos de seu matrimônio com Luisa Gibellini, que foi sua esposa por 25 anos. Seu filho, por sinal, já chegou a trabalhar como preparador físico e atualmente é membro da sua comissão técnica. Ancelotti é casado com a empresária canadense Mariann Barrena McClay desde 2014, mas não possuem filhos juntos. Ancelotti é católico.

## Estatísticas como treinador
Atualizadas até 10 de junho de 2025
| Clube               | Jogos | Vitórias | Empates | Derrotas | Gols pró | Gols contra | Saldo de gol | Aproveitamento |
| ------------------- | ----- | -------- | ------- | -------- | -------- | ----------- | ------------ | -------------- |
| Reggiana            | 41    | 17       | 14      | 10       | 45       | 36          | +9           | 52.85%         |
| Parma               | 87    | 42       | 27      | 18       | 124      | 85          | +39          | 58.62%         |
| Juventus            | 114   | 63       | 33      | 18       | 185      | 101         | +84          | 64.91%         |
| Milan               | 420   | 239      | 98      | 83       | 720      | 392         | +328         | 64.68%         |
| Chelsea             | 109   | 68       | 17      | 24       | 250      | 102         | +148         | 67.58%         |
| Paris Saint-Germain | 77    | 49       | 17      | 11       | 156      | 72          | +81          | 71%            |
| Real Madrid         | 353   | 250      | 50      | 53       | 833      | 349         | +482         | 75.54%         |
| Bayern de Munique   | 60    | 43       | 8       | 9        | 161      | 54          | +107         | 76.11%         |
| Napoli              | 73    | 38       | 19      | 16       | 127      | 73          | +54          | 60.73%         |
| Everton             | 67    | 31       | 14      | 22       | 93       | 88          | +5           | 53.23%         |
| Brasil              | 2     | 1        | 1       | 0        | 1        | 0           | +1           | 66.67%         |
| Total               | 1.379 | 819      | 306     | 254      | 2602     | 1281        | +1321        | 66.79%         |

## Jogos pela Seleção Brasileira
Legenda:      Vitórias —      Empates —      Derrotas
|      | Data        | Competição                             | Local     | Placar | Adversário | Ref.    |
| 2025 | 2025        | 2025                                   | 2025      | 2025   | 2025       | 2025    |
| ---- | ----------- | -------------------------------------- | --------- | ------ | ---------- | ------- |
| 1    | 5 de junho  | Eliminatórias da Copa do Mundo de 2026 | Guayaquil | 0–0    | Equador    | [ 358 ] |
| 2    | 10 de junho | Eliminatórias da Copa do Mundo de 2026 | São Paulo | 1–0    | Paraguai   | [ 359 ] |

## Títulos como jogador
Roma
- Copa da Itália: 1979–80, 1980–81, 1983–84 e 1985–86
- Serie A: 1982–83
- Troféu Teresa Herrera: 1984

Milan
- Serie A: 1987–88 e 1991–92
- Supercopa da Itália: 1988
- Liga dos Campeões da UEFA: 1988–89 e 1989–90
- Copa Intercontinental: 1989  e 1990
- Supercopa da UEFA:  1990

## Títulos como treinador
Juventus
- Taça Intertoto da UEFA: 1999

Milan
- Copa da Itália: 2002–03
- Liga dos Campeões da UEFA: 2002–03 e 2006–07
- Supercopa da UEFA: 2003 e 2007
- Serie A: 2003–04
- Supercopa da Itália: 2004
- Copa do Mundo de Clubes da FIFA: 2007

Chelsea
- Supercopa da Inglaterra: 2009
- Premier League: 2009–10
- Copa da Inglaterra: 2009–10

Paris Saint-Germain
- Ligue 1: 2012–13

Real Madrid
- Copa do Rei: 2013–14 e 2022–23
- Liga dos Campeões da UEFA: 2013–14, 2021–22 e 2023–24
- Supercopa da UEFA: 2014, 2022 e 2024
- Copa do Mundo de Clubes da FIFA: 2014 e 2022
- Supercopa da Espanha: 2021–22 e 2023–24
- La Liga: 2021–22 e 2023–24
- Copa Intercontinental da FIFA: 2024

Bayern de Munique
- Supercopa da Alemanha: 2016 e 2017
- Bundesliga: 2016–17

### Prêmios individuais
- Ordem do Mérito da República Italiana: 1991[360]
- Treinador do Ano da Serie A: 2000–01 e 2003–04[59]
- Panchina d'Oro: 2002–03 e 2003–04[361]
- Treinador do Ano da UEFA: 2022[362]
- Melhor Treinador do Mundo da IFFHS: 2007, 2014[363] e 2024[364]
- Treinador do Mês da Premier League: novembro de 2009, agosto de 2010, março de 2011, abril de 2011 e setembro de 2020[365]
- Treinador do Ano da Ligue 1: 2012–13[366]
- Prêmio Enzo Bearzot: 2014[367]
- Troféu Miguel Muñoz: 2014–15[368]
- Ordem da Estrela da Solidariedade Italiana: 2014[369]
- Melhor treinador do mundo da Globe Soccer Awards: 2014, 2022, 2024
- Hall da Fama do Futebol Italiano: 2015[370]
- 10 Maiores Treinadores da História da France Football: 2019[371]
- Melhor Treinador do Ano da UEFA: 2022
- Troféu Johan Cruijff (Ballon d'Or): 2024
- Treinador do Ano da FIFA: 2024[372]